# Rožmitál pod Třemšínem
Rožmitál pod Třemšínem (německy Rozmital nebo také Rosenthal) je město v okrese Příbram ve Středočeském kraji, v podhůří Brd, asi 14 km jihozápadně od Příbrami. Žije zde přibližně 4 200 obyvatel. Město se skládá z devíti místních částí na osmi katastrálních územích. Katastrální území města se rozkládá v nadmořské výšce 487 – 670 m n. m., přibližně jednu jeho třetinu tvoří lesy. Celková plocha katastru obce je 5 298 ha.
Dominantou města je zámek Rožmitál a kostel Povýšení svatého Kříže ve Starém Rožmitále s nímž je spjata osobnost hudebního skladatele Jakuba Jana Ryby, který v Rožmitále žil a působil jako učitel. Přírodní dominantou města je Podzámecký rybník a vrcholy pohoří Brd, jehož součástí je vrch Třemšín, jehož název se stal součástí názvu města.
Vývoj města je úzce spjatý s rodem Buziců, z nějž pochází rodová větev Pánů z Rožmitálu. Zakladatelem zdejšího hradu, kolem nějž město vzniklo, byl Oldřich z Rožmitálu. Třetí majitel rožmitálského panství, Sezima z Rožmitálu, daroval polovinu panství i města pražskému arcibiskupovi, v jehož držení bylo panství až do husitských válek. Poté se Pánům z Rožmitálu podařilo panství opět scelit. V jejich majetku zůstalo až do poloviny 16. století, kdy museli zadlužené panství prodat. Novým majitelem se stal Florián Gryspek z Gryspachu, vysoký královský úředník, jehož vnuci přišli po bitvě na Bílé hoře o veškerý majetek. Rožmitálské panství pak znovu připadlo do majetku pražského arcibiskupství jemuž patřilo až do znárodnění v roce 1948.
Hlavní kulturní událostí je každoroční Slavnost královny Johanky, kdy se koná jarmark lidových řemesel, historický průvod a další kulturní akce.

## Název
Město se jmenuje podle hradu, který, podle tehdejší módy dávat hradům německá jména, dostal název Rosenthal, v překladu „údolí růží“. Tento název se počeštil na Rožmitál. Svůj přídomek „pod Třemšínem" získal Rožmitál, aby se odlišil od jiných měst stejného jména, až v roce 1920.

## Historie
Nejstarší osídlení na území města dokazují archeologické nálezy z mladší doby hradištní, z 10. a 11. století, v okolí dnešního kostela Povýšení svatého Kříže ve Starém Rožmitále. První latinské písemnosti sem umisťují lokalitu Antiqua civitas – Staré město. První písemná zmínka o městě pochází z roku 1265. Na začátku 13. století byl opodál postaven kamenný hrad, strategicky postavený na vyvýšenině obklopené bažinami. Pod hradem pak vyrostlo nové město chráněné ze západu velkým Podzámeckým rybníkem a z východu příkopem a valy. Dle dochovaných jmen nejstarších obyvatel, byla většina obyvatel českého původu, i přesto, že město dostalo německé jméno.  Její vývoj je těsně spjatý s rodem Buziců se znakem kančí hlavy, který se dostal i do znaku města. Z Pánů z Rožmitálu, jak si začali říkat je často připomínána Johana z Rožmitálu, druhá choť Jiřího z Poděbrad a její bratr Jaroslav Lev z Rožmitálu, který vedl mírové poselství jehož cílem bylo podpořit snahu Jiřího z Poděbrad vytvořit unii křesťanských evropských států. Dalším z výrazných Pánů z Rožmitálu byl také Zdeněk Lev z Rožmitálu, který od roku 1508 zastával 15 let úřad nejvyššího purkrabí. Tento mocný muž, disponující značným majetkem žil natolik rozmařilý život, že svá zadlužená panství postupně musel prodávat a po jeho smrti byl zbytek majetku včetně rožmitálského panství postoupen věřitelům. Od nich zadlužené rožmitálské panství v roce 1555 vykoupil bavorsko-rakouský šlechtic Florián Gryspek, vysoký královský úředník. Tento vzdělaný muž vylepšoval dvory, obnovil železnou huť, nechal budovat rybníky a přestavěl rožmitálský hrad na renesanční zámek. Současně stavěl své rozsáhlé zámky v Nelahozevsi a Kaceřově, na něž potřeboval obrovské sumy, které získával ze svých statků. Majetek Gryspekům dlouho nezůstal. Vnuci Floriána Gryspeka, Florián a Jan Jiří, kteří byli majiteli rožmitálského panství se zapojili do stavovském povstání. Rožmitál byl obsazen císařským vojskem pod vedením Baltasara Marradase. Florián se spojil s částí Mansfeldova vojska, dobyl Rožmitál zpět a zajatou posádku Marradasova vojska poslal do Plzně. Za třicetileté války lehla popelem většina stavení v Rožmitále a další z nich zůstávala dlouho pustá. Po bitvě na Bílé hoře byli Gryspekové roku 1622 odsouzeni ke ztrátě všeho majetku. O rok později zkonfiskované panství daroval císař Ferdinand II. arcibiskupovi Arnoštu Vojtěchu Harrachovi. Císař Harrachovi nařídil, aby obracel na katolickou víru vzpurné rožmitálské obyvatele, kteří byli převážně protestantské víry.

### Doba pobělohorská
V roce 1626 začala  náboženská reformace, při níž měli být obyvatelé vyznávající podobojí obráceni zpět na katolickou víru. V Rožmitále se tyto snahy setkávaly s odporem. Většina obyvatel vyznávala podobojí, neboť za vlády Gryspeků v Rožmitále působili nekatoličtí faráři. Rekatolizace se nedařila, proto byl v roce 1627 do Rožmitálu vyslán císařský komisař pro reformaci Jan Přibík Jeníšek, který s jesuity a vojskem zadržovali osoby, které obraceli na katolickou víru v zámeckém žaláři. Mnozí před nimi utíkali do lesů, načež bylo doporučeno, aby se reformační práce posunuly na zimu, kdy bude útěk obtížný. Někteří zatvrzelejší občané konvertovali na pravou pod nátlakem, jiní raději odešli, přesto trvalo šest let než se podařilo přivést Rožmitálské zpět ke katolické víře. Arcibiskup Arnošt z Harrachu sám neschvaloval násilnou rekatolizaci. O své panství se náležitě staral. Dne 23. září 1649 byly na městské bráně osazeny první hodiny v Rožmitále, které vyrobil březnický hodinář Matouš Popel a v roce 1660 nechal znovu vystavět vyhořelý rožmitálský zámek. Jeho nástupci se až na výjimky objevovali na rožmitálském panství jen zřídka. Osud poddanského města byl v moci vrchního správce, který býval často přísnější než samotný pán. V roce 1738 vypukla v Rožmitále selská rebelie, kdy obyvatelstvo odmítlo robotovat sedm dní v týdnu. Namísto toho rozhodli že budou pracovat pouze tři dny na což vrchnost rychle zakročila. Do Březnice bylo dvěma vojenskými kompaniemi odvedeno 55 buřičů. Po krátkém soudu, byl za hlavního podněcovatele vzpoury označen Bartoloměj Sadílek. Ten byl se skupinou dalších vůdců odeslán do Prahy, kde museli v okovech pracovat na opevnění města. Zbytek buřičů byl ztrestán padesáti ranami holí.
V roce 1770 došlo v Rožmitále k prvnímu číslování domů, k druhému pak v letech 1804–1805. V letech 1771–1772 byla v Čechách velká neúroda, která zasáhla i Rožmitálsko. Nastal hladomor, kdy si lidé vařili otruby a kopřivy, ale také jedli maso z mrchovišť, což vedlo k vlně nemocí a morové epidemii. Od července 1771 do června 1772 umíralo až 80 lidí týdně. Pro mrtvé již nebylo místo na hřbitově u kostela ve Starém Rožmitále, proto byly zřízeny dva nové morové hřbitovy. Mrtvé pohřbívali do morových jam, kam byla těla ukládána hromadně po 40 i více. Podobné zápisy jsou i z let 1746, 1806 a 1817.
Třetí událost, která vysloužila rožmitálským obyvatelům pověst rebelantů byla spíše ironií. Roku 1810 zemřel velmi oblíbený arcibiskup Vilém Florentin Salm-Salm, který měl Rožmitál ve velké oblibě a zasloužil se zde např. o vytvoření zámecké zahrady, která byla veřejně přístupná nebo upravení vrchu Třemšín na romantickou vyhlídku s altány. Arcibiskupovo tělo vezli z Vídně do Prahy přes Rožmitál, kde bylo jeho tělo přes noc vystaveno v kostele na náměstí. Rožmitálští si vzpomněli na přání milovaného arcibiskupa, kteří často říkával, že by si přál být v Rožmitále pochován, a proto se rozhodli mu toto přání splnit. Ihned se začalo s přípravami na pohřeb a nepomohl ani argument, že pražský arcibiskup musí být pohřben v Praze. Z Březnice přišlo třicet vojáků, ti ale s davem nic nesvedli. Proto bylo posláno pro další dvě kompanie, kterým se již podařilo získat tělo arcibiskupa zpátky. Trestu 20 ran holí na lavici na zámeckém nádvoří opět neušli hlavní viníci a deset ran bylo vyměřeno i ženám, které byly nakonec ušetřeny. Nejtěžší trest stihl rychtáře Václava Stránského, který byl zbaven funkce a společně s hajným Kottem a sklenářem Soukupem byli odvezeni do Prahy, kde strávili několik měsíců ve vazbě.
V letech po vyhlášení obecní samosprávy guberniálním dekretem z 30. prosince 1848, se v Rožmitále i přes nesnadné začátky a nevelké finanční prostředky podařilo vydláždit náměstí a ulice a byly vybudovány mosty přes Jez, u železné huti a na Příkopech. Vznikl též regulační plán, kanalizace, tržištěm jatka, městská váha a chodník k nádraží. V roce 1855 byla zbořena městská brána s hodinami, která byla posledním pozůstatkem městského opevnění.

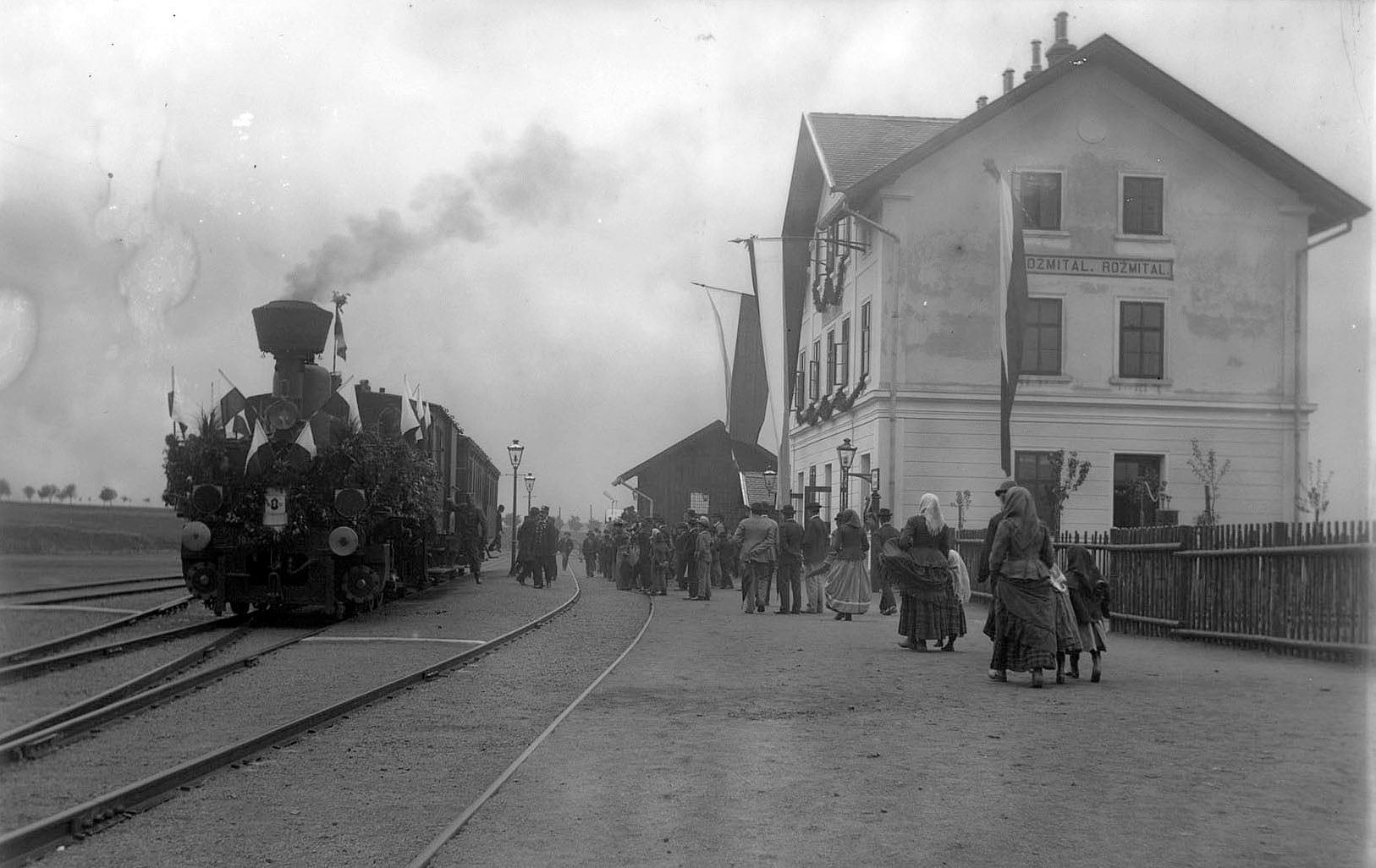
První vlak v Rožmitále, 1899

Dne 27. července 1871 Rožmitál stihla pohroma. V noci město zachvátil požár, který vznikl v domě Františka Procházky na náměstí, který údajně na půdě přepouštěl máslo. Vichřice pak rozšířila požár na další domy. Popelem lehlo 177 domů a 25 stodol a bez přístřeší zůstalo 320 rodin. Záhy byl sestaven Komitét na podporu požárem stižených, který shromažďoval milodary z celé země a rozděloval je postiženým obyvatelům. Peněžní dary poskytlo např. duchovenstvo z kostelních sbírek, obce, šlechta, různé spolky i císař František Josef. Dary posílali i čeští rodáci ze St. Louis v Americe. Dohromady se vybralo 32 021,11 zlatých a k tomu mnoho materiální darů. Majitel domu, odkud se požár rozšířil, musel s celou rodinou uprchnout z města.
V roce 1883 zemřelo v Rožmitále 307 lidí v důsledku epidemie spály. V roce 1895 postihla Rožmitál velká povodeň, která způsobila značné škody na majetku. Protrženo bylo 8 rybníků a z části byl poškozen i velký Podzámecký rybník, jehož hladina se zvedla o 120 cm. Bylo zničeno několik domů a strženy dva mosty. Na pomoc se tehdy sešlo mnoho milodarů i s přispěním od císaře a ze státní podpory. Z podpory byl obnoven most u Jezu a opraveny komunikace. V roce 1897 započala výstavba železniční trati Březnice – Rožmitál pod Třemšínem, která byla slavnostně otevřena 11. června 1899.

### 1. světová válka
Na začátku 1. světové války po mobilizační vyhlášce narukovalo z Rožmitálu 300 mužů. Válka nejvíce zasáhla školu, kde výrazně klesly počty žáků a učitelé byli nuceni vštěpovat mládeži loajálního rakouského ducha a pořádat nucené oslavy. Probíhaly také nucené sbírky materiálu jako byly guma, vlna, kovy, ostružiníkové listí, kopřivy, lněné a bavlněné odpadky a jiné. Dívky ve škole musely vyrábět nákolenice, ponožky, onuce, papírové podešve aj. V roce 1916 byly také odvezeny dva zvony z farního kostela ve Starém Rožmitále a 3 zvony z kostela na náměstí. Občané, ale i školní děti byli nuceni pod pohrůžkou nuceného nástupu na frontu podepisovat válečné půjčky. V roce 1916 byl zaveden letní čas, aby se nespotřebovalo tolik svítiva, který trval po zbytek války od 16. dubna do 17. září. Brzy nastal nedostatek zboží, načež byl zaveden systém přídělových lístků. Jakost potravin se zhoršovala a některé zboží bylo zcela nedostupné. Lidé a zvláště děti trpěli podvýživou a také se šířila tuberkulóza. Aby se lidé více naučili využívat lesních hub, byl od 7. do 12. srpna 1916 v Rožmitále pořádán houbařský kurz. Za války se značně rozvinulo cvokařské řemeslo, neboť nastala velká spotřeba cvoků a hřebíků, především cvočků do vojenských bot. Práce vykonávaly i ženy a děti. Největší výroba byla v podniku Ferrum, kde se vyráběly i granáty do děl. V Rožmitále byl zřízen také lazaret pro zraněné vojáky, který byl umístěn v hotelu na Plzeňce, v hostinci na Růžku a na radnici. Raněné vojáky dopravoval z vlakového nádraží hasičský oddíl. V roce 1918 vypukla v Rožmitále španělská chřipka. Nejvíce byla rozšířena v Rožmitále a v nedalekém Věšíně. Mezi lidmi panovaly obavy, že se jedná o plicní mor a nescházely ani smrtelné případy. První zpráva o konci války dorazila do Rožmitálu 28. října 1918. Všechny domy byly poté ozdobeny národními prapory. Následovaly oslavy s průvodem a hudbou na náměstí, kterých se účastnily velké zástupy lidí. Zdejší členové Sokola hlídkovali na silnicích, aby se z Čech neodváželo nic cenného do ciziny. Z Rožmitálu v 1. světové válce padlo 99 mužů.

### Po vzniku Československa
Po vzniku První Československé republiky město zažilo nečekaně příznivý vývoj, který překonal všechna předchozí historická období. Vzniklo mnoho zájmových spolků a ve městě byl bohatý kulturní život nabízející moderní biograf v sokolovně a divadelní hry. Všechny ulice byly vydlážděny žulovou dlažbou a chodníky opatřeny drobnou mozaikou z různobarevných kostiček. Rozběhla se výstavba moderních silnic do Březnice, Zalán, Příbrami, k Penzionu Třemšín a do Sedlice. Budova radnice byla zvýšena o patro a také byla regulována říčka v Oboře, kde vznikl městský park. Podél téměř všech hlavních ulic byla vysazena výsadba akátů, klenů, topolů a jírovců. Vznikala také nová zástavba a s ní nové ulice Klikova a V Cizině.  V roce 1921 došlo k třetímu jednotnému číslování domů. V roce 1926 město dosáhlo na příděl ze záboru arcibiskupského velkostatku, z něhož získalo zemědělskou půdu a statek Podzámecký dvůr. Nedosáhlo na příděl z arcibiskupských lesů, neboť stát měl zájem na zbudování vojenské střelnice. Ve stejném roce byl postaven nový městský hřbitov vedle něhož byl otevřen lom. V letech 1928–1929 byla předlážděna okresní silnice od bývalé hutí ke vlakovému nádraží a v ulici Palackého od Cikánky přes náměstí. V roce 1930 byl v ulici Palackého na břehu rybníka Jez, odhalen pomník padlých ve světových válkách při příležitosti oslav 700. výročí založení města Rožmitálu 17. srpna 1930. Pomník vytvořil sochař Josef Bílek a architekt Vilém Kvasnička.

### 2. světová válka
Začátek 2. světové války v roce 1939 malé město jako je Rožmitál, nejdříve příliš neovlivnil. V Rožmitále nebydleli žádní Židé. V roce 1941 kvůli říšským nařízením zanikla Všeobecná živnostenská škola. Prvním koho okupační moc zasáhla byl v Rožmitále žijící spisovatel K. J. Beneš, který byl do Prahy povolán k výslechu. Mezitím se pod vedením arcibiskupského lesního inženýra Františka Lízla začala formovat odbojová skupina.
Dne 3. května 1945 byla v Panském domě na náměstí dohodnuta kapitulace německých vojáků v Rožmitále.

### Poválečné období a doba socialismu
V roce 1964 byla dokončena budova základní školy J. J. Ryby a přeložka silnice I/19 mimo město. V 70. letech došlo ve městě k výraznému stavebnímu ruchu. Pozornost státu se tehdy obrátila k potřebám měst a obcí se snahou zlepšit podmínky bydlení a služeb. Kraj poskytoval finanční zdroje pro výstavbu, která se obvykle realizovala formou tzv. „Akcí Z”. Již během roku 1971 byla otevřena druhá mateřská škola a jesle. Došlo také k odbahnění rybníka Jez v centru města, kam byla vedena část městské kanalizace, kdy byl rybník užíván jako zapáchající sedimentační nádrž. Následně se v rámci Akce Z za účasti 3000 občanů, začalo s výstavbou kulturního domu ve Starém Rožmitále, který byl slavnostně otevřen 14. října 1972. Současně se stavbou kulturního domu, byl položen i základní kámen ke stavbě tříobvodního zdravotního střediska. Byly prováděny úpravy všech parků, parkovišť a chodníků. V roce 1972 byla zahájena příprava k otevření domova důchodců a dokončovala se také bytová výstavba pro místní podniky, vojenskou posádku a bytové družstvo. Připravena byla rekonstrukce autobusového nádraží, k němuž byla přikoupena budova, jež byla přestavěna na čekárnu a bufet. K autobusovému nádraží bylo vytvořeno také parkoviště u Podzámeckého rybníka. Rozsáhlá bytová výstavba si také vyžádala nové připojení k pitné vodě, které bylo vedeno z prostoru nad obcí Zalány a u obce Sedlice. V rámci asanace prošel demolicí celý blok domů z ulice Hořovská (nyní Sladkovského) a jedna strana domů v ulici Jungmanova a Havlíčkova. Spolu s nimi zmizel i Hotel Plzeňka se zahradní restaurací. Na místě byla v Akci Z vystavěna prodejna Jednota, Zdravotní středisko a Obchodní dům Třemšín. Když se některé stavby realizované v Akci Z protahovaly a hrozilo, že nebude v termínu splněn plán, nezbývalo, než oslovit faráře Miloslava Vlka (někdejší českobudějovický biskupský sekretář, pozdější primas český, kardinál), aby oslovil i své farníky. Rázem se tempo prací zrychlilo. Tím se však také zjistilo, jaký vliv Miloslav Vlk na lidi má a brzy poté mu byl odebrán státní souhlas k výkonu kněžského povolání. Bývalá měšťanská škola na náměstí prošla statickým zajištěním a stavebními úpravami. Byla zde zřízena Městská knihovna manželů Tomanových, kulturní středisko, koncertní sál a částečně sem byla přenesena lidová škola umění. Byl zde také zřízen Brdský památník se síní Jakuba Jana Ryby, kde se nacházel také model chrámu svatého Víta, který ze slámy vyrobil Karel Valenta a sbírka vyřezaných dřevěných erbů Václava Kotrbatého. V roce 1973 byl Rožmitálu pod Třemšínem přiznán statut města. V roce 1974 vyšel o  Rožmitálu film Být užitečný lidem z produkce Krátký film Praha, který režíroval Karel Jelínek. Ve filmu je prezentován jeden den předsedy Jiřího Plachého ve vedení města. V této době probíhala ve městě také výstavba panelového sídliště a renovovala se budova radnice. Také byl do majetku města převeden chátrající zámek. V rámci oslav výročí třiceti let od 2. světové války, bylo 10. května 1975, slavnostně otevřeno zdravotní středisko. Dřívější zdravotní zařízení se nacházelo v nevyhovujících prostorech Březnické hospody. Následně započaly první práce na záchraně rožmitálského zámku, odkud byli přestěhováni zaměstnanci lesního podniku do nových bytů na dostavěném sídlišti. Spolu se zámkem byl rekonstruován i objekt bývalé panské kovárny č.p. 2, kde byla v únoru roku 1980 otevřena Zámecká hospoda. 
V sobotu 12. ledna 1980 se v Rožmitále konalo Mistrovství Československa v cyklokrosu. Dne 29. března 1980 bylo slavnostně otevřeno dostavěné Obchodní středisko Třemšín. Tento rok se nesl ve znamení oslav 750 let od založení města a společně s výročím 100 let od založení hasičského sboru. Rok 1980 byl však také rokem, kdy město posihla velká povodeň. V noci z 21. na 22. července 1980 přišla silná bouře s mimořádnými srážkami, které měly za následek zaplavení města i Starého Rožmitálu. Mimo počasí byly záplavy připisovány také úpravám Podzámeckého rybníka z roku 1967.

### Po roce 1989
Po pádu komunistického režimu došlo v roce 1990 i k výrazným změnám ve městě i jeho politickém vedení. Bylo rozhodnuto o přejmenování ulic, které nesly jména oslavující režim např. ulice Klementa Gottwalda na Komenského, 25. února na 17. listopadu a další. Dne 24. listopadu 1990 se od Rožmitálu odloučily obce Nepomuk a Vševily. V roce 1998 dohodlo vedení města s pražským arcibiskupstvím převod Panského domu a zámku na arcibiskupství, výměnou za zadní trakt Panského domu, kde bylo městské kino. Město tehdy nutně potřebovalo kulturní sál, neboť kulturní dům ve Starém Rožmitále, byl v restitucích navrácen původním majitelům. Nové společenské centrum bylo po rekonstrukci otevřeno v roce 2000. V letech 2000–2003 město financovalo také rozsáhlou rekonstrukci základní školy. V roce 2003 proběhl první ročník Slavnosti královny Johanky, který odstartoval každoroční tradiční událost v Rožmitále.
V roce 2004 rožmitálská kasárna (VÚ 7505) opustila vojenská posádka. Celý areál o rozloze 72 hektarů se 105 budovami, byl poté převeden do majetku města, které rozhodlo o jeho prodeji. Ten však probíhal za podezřelých okolností, které neunikly investigativní pořadu Reportéři ČT, které se kauze věnovali ve dvou reportážích. Město si areál nenechalo odborně ocenit, zastupitelstvo pouze schválilo, že za něj bude považovat minimálně 50 milionů Kč. V září 2005 byla podepsána kupní smlouva s firmou Altop. Prodej se však neuskutečnil, za což firma podala na město žalobu za zaplacení smluvní pokuty 10 milionů Kč. Vedení města dále uzavíralo smlouvy s kontroverzními subjekty, které nedodržovaly smlouvu o prodeji. Samo město však nedodržovalo zákonem danou povinnost, vymáhat odškodné za její nedodržení. Kvůli tomu organizace Transparency International podalo žalobu na starostu města Josefa Vondráška. Prodej se vlekl tři roky, během kterých se v areálu kasáren vystřídaly tři různé firmy z nichž ani jedna nezaplatila první splátku. Areál navíc začal být přítěží pro rozpočet města, které si na jeho údržbu muselo vzít úvěr 2,5 milionu korun. Kasárna byla nakonec prodána v srpnu 2008 za 78 milionů korun čtyřem nově vzniklým firmám, bez jasného záměru na jeho využití. V současnosti (2023) je využívána jen část areálu, která je pronajata externí subjektům jako sklady či výrobní prostory.
V roce 2006 bylo otevřeno Centrum celoživotního vzdělávání s knihovnou manželů Tomanových na místě dříve zchátralého domu  č.p. 9. vedle radnice. Knihovna se přesunula z Brdského památníku, kde byla započata první etapa oprav. Druhá etapa byla dokončena v letech 2012–2013. V roce 2010 se slavnostně otevřelo Podbrdské muzeum na místě bývalého areálu Agrostroje, kde do té doby sídlil sběrný dvůr. Přestavba byla většinově financována z evropských fondů. Celkové náklady vyšly na 70 milionů korun.
Navzdory úspěšným projektům nastal min. od 10. let 21. století odliv živnostníků i obyvatelstva, zejména mladých lidí. V roce 2017 svůj provoz v Rožmitále ukončila Česká Spořitelna a z centra města zmizelo množství obchodů. V roce 2019 ukončil po 39 letech provoz Obchodní dům Třemšín a následně byl zbourán. Na jeho místě vyrostl nový obchodní dům, kde na jaře 2021 otevřela prodejna Penny Marketu. Ke dni 12. prosince 2021 byla i přes odpor obyvatel ukončena pravidelná železniční doprava na trati Březnice – Rožmitál pod Třemšínem. Důvodem byly vysoké náklady a malá vytíženost.
Další útlum ve městě přinesla i pandemie covidu-19. Bylo zrušeno nebo omezeno mnoho kulturních akcí a obyvatelé města byly nabádáni k omezování společenských kontaktů. V roce 2020 se nekonala tradiční Slavnost královny Johanky a v dalším roce byla pořádána pouze v omezeném rozsahu. 
V dubnu 2024 došlo k demolici Penzionu Třemšín z roku 1929, který se nacházel v areálu bývalách kasáren VÚ 7505. 

## Přírodní poměry
Město Rožmitál pod Třemšínem i stejnojmenné katastrální území se nachází v podhůří Brdské vrchoviny, osm kilometrů jihozápadně od vrchu Třemšín a devět kilometrů jižně od vrchu Praha. Třemšín je svou nadmořskou výškou (827 m n. m.) nejvyšším místem katastrálního území obce. Od okresního města Příbram je obec vzdálena sedmnáct kilometrů, od Březnice zhruba deset kilometrů, od Plzně 47 kilometrů a od hlavního města Prahy zhruba 77 kilometrů.

### Vodstvo

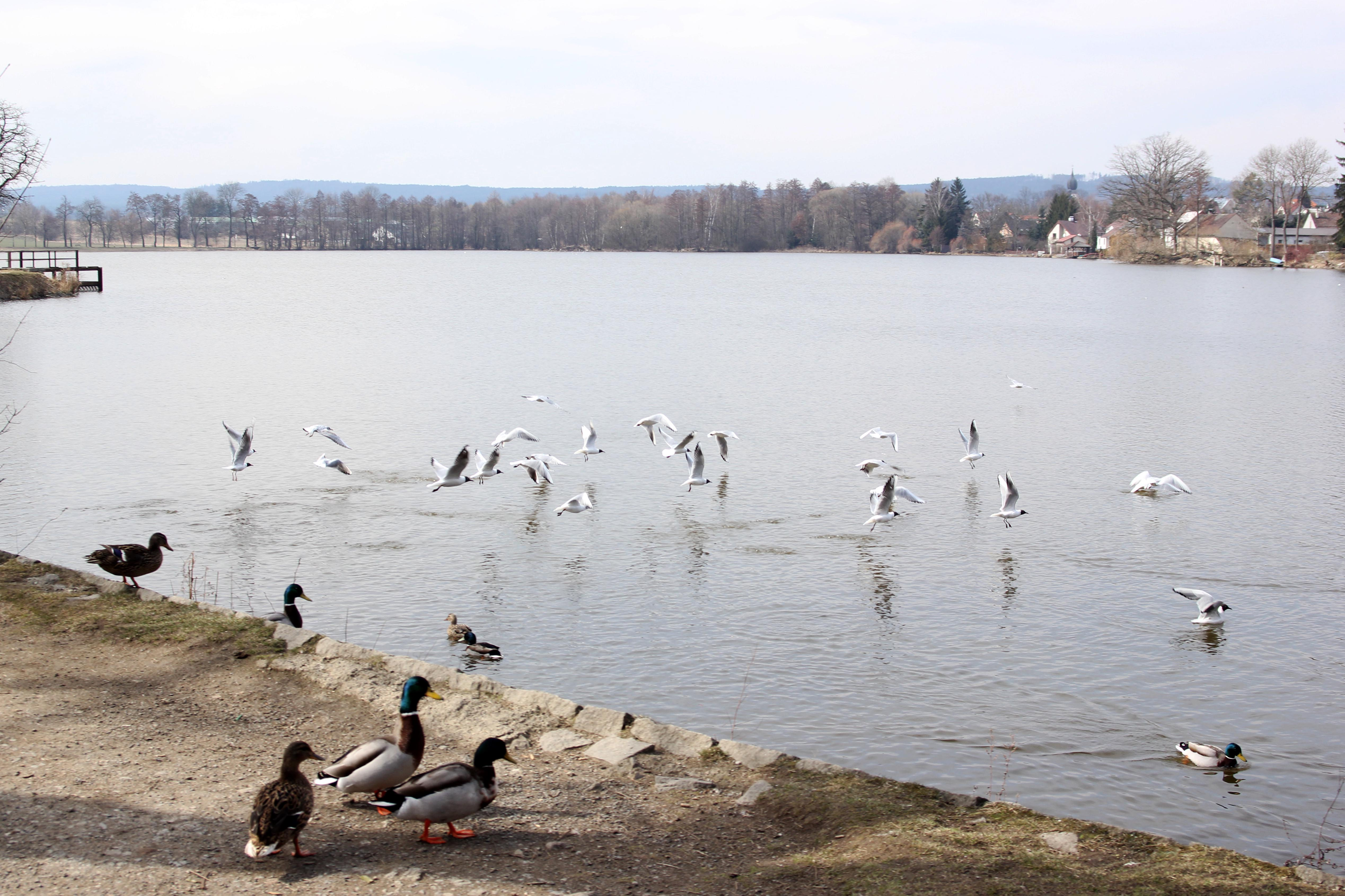
Vodní ptáci na Podzámeckém rybníku (2022)

Rožmitálem protéká řeka Vlčava, která pramení v lesích za Hutěmi pod Třemšínem. Protéká Kotelským rybníkem a rybníkem Obžera, odkud se dál ubírá k Rožmitálu, kde protéká Podzámeckým rybníkem, který je svou velikostí dominantou města. Odtud řeka dál pokračuje třemi výtoky – jižním a středním obchází zámek a teče do rybníka Kuchyňky, východním protéká bývalým středověkým příkopem, součástí obrany města, nazývaný Jalový potok či romanticky „Rožmitálské Benátky”. Řeka se opět spojuje u parku v ulici Palackého, kde se vlévá do rybníka Jez, odkud se ubírá na severovýchod směrem k Březnici, kde je nazývána Skalice. Od Bukové do Nového rybníka přitéká Bukovský potok, který se v něm setkává se Sobeňským potokem. Odtud vytékají jako Farský potok do Farského rybníka ve Starém Rožmitále, odkud se potok vlévá do Vlčavy. Ze severu k Rožmitálu přitéká Hoděmyšlský potok, který se rozděluje na dvě ramena z nichž jedno protéká rybníkem Masáček a druhé Sadoňským rybníkem a obě se pak vlévají do Vlčavy.
V katastru Rožmitálu se nachází patnáct rybníků – Farský rybník, Hluboký rybník, Jez, Kašparovský rybník, Kuchyňka, Masáček, Nový rybník, Novodvorský rybník, Obžera, Podzámecký rybník, Velký a Malý kotelský rybník, Vidimák, Sadoňský rybník, Sobeňský rybník.

### Flóra a fauna

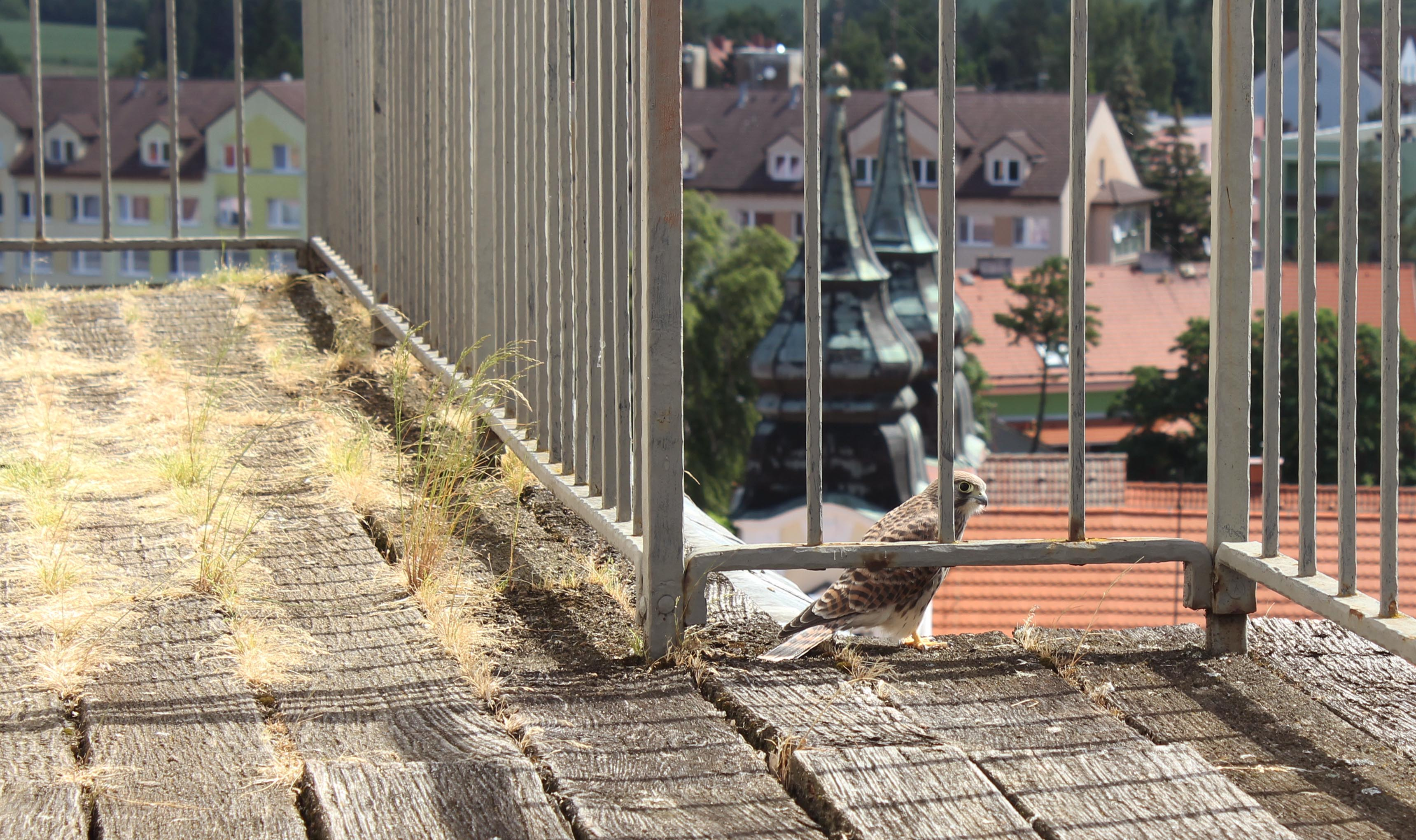
Poštolka obecná na věži rožmitálského zámku, kde pravidelně hnízdí (2021)

V katastru Rožmitálu se nachází několik památných stromů. Jsou jimi javor klen (Acer pseudoplatanus) v areálu bývalého Agrostroje, lípy malolisté (Tilia cordata) u zámku, torzo jilmu drsného (Ulmus glabra) u sádek a Lípa královny Johanky (Tilia cordata) v Aleji královny Johanky. V anketě Alej roku 2018 se Alej královny Johanky umístila na 3. místě.
Přímo ve městě pravidelně hnízdí čáp bílý (Ciconia ciconia) na komíně bývalé slévárny v areálu obchodního domu Norma. Hnízdo je v evidenci ČR vedeno pod číslem 461. Nejstarší zmínka o čápech v Rožmitále pochází z roku 1925. Čápi jsou v Rožmitále velmi oblíbení a pravidelně je o jejich životu informováno v regionálních médiích. Na zámku a na kostele na náměstí pravidelně hnízdí poštolka obecná (Falco tinnunculus). U Podzámeckého rybníka hnízdí mnoho druhů vodních ptáků. Nejhojnější je kachna divoká (Anas platyrhynchos). Dále se zde vyskytuje labuť velká (Cygnus olor), lyska černá (Fulica atra), potápka roháč (Podiceps cristatus), volavka popelavá (Ardea cinerea), racek chechtavý (Chroicocephalus ridibundus). Mezi běžné druhy patří holub domácí (Columba livia f. domestica) vrabec domácí (Passer domesticus), kos černý (Turdus merula), hrdlička zahradní (Streptopelia decaocto) aj. Ze savců se na městské prostředí se zcela adaptovala hojná kuna skalní (Martes foina).

### Životní prostředí

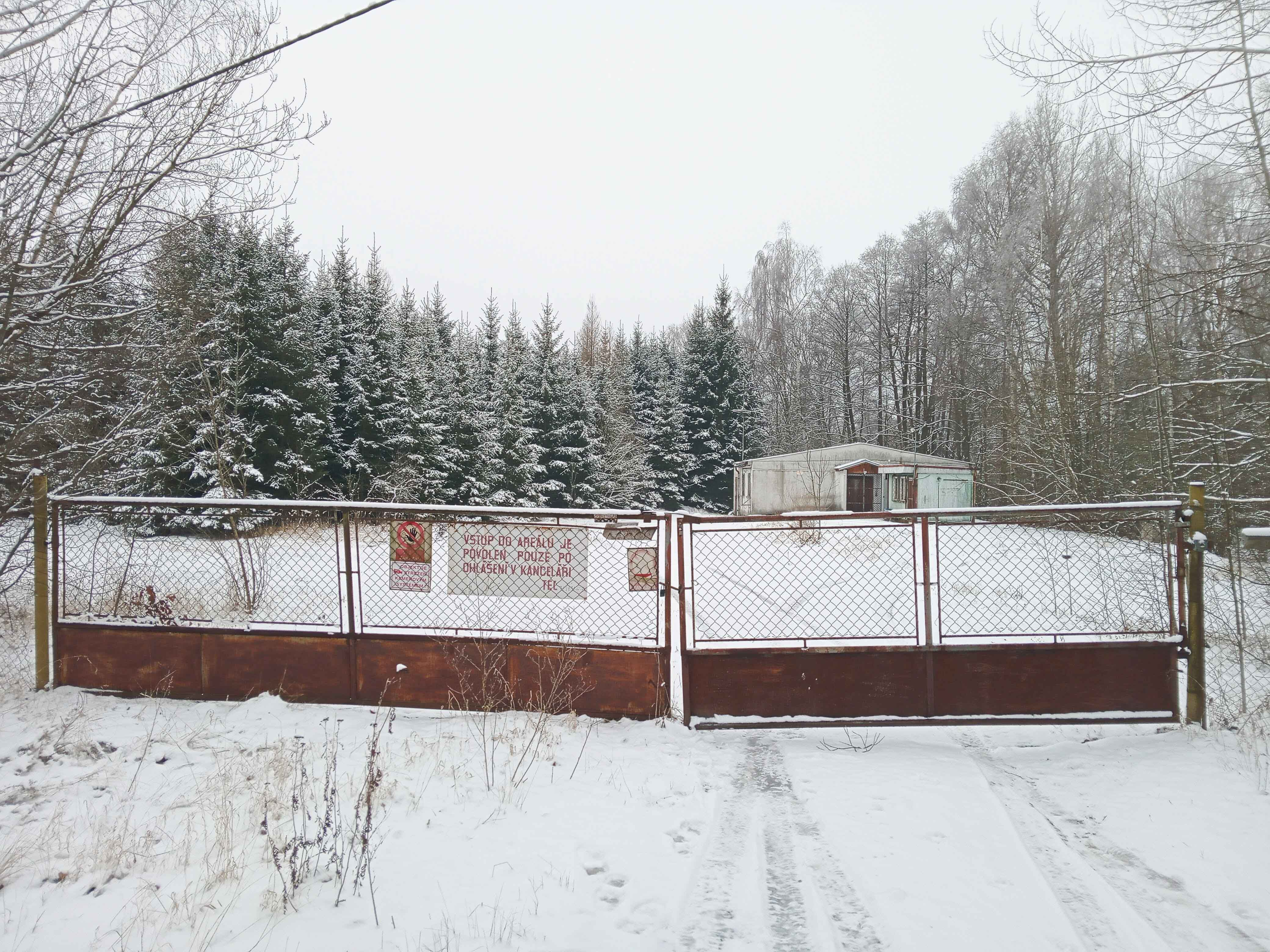
Areál bývalé obalovny v Rožmitále (2022)

V roce 1986 došlo k úniku topného oleje (Delotherm DH) z obalovny živičné drti v Rožmitále, provozované podnikem SSŽ Karlovy Vary, čímž byly kontaminovány okolní vody. V důsledku byl v roce 1988 vydán zákaz konzumace ryb pocházejících z řeky Vlčavy/Skalice. Uniklá látka patří do skupiny polychlorovaných bifenylů, které mají vysokou perzistenci a působí negativně na živé organismy. U lidí zvyšují riziko vzniku rakoviny, negativně ovlivňují výkon imunitního systému, poškozují játra a snižují plodnost. Pro savce je velmi těžké vyloučit tuto látku z organismu, kvůli její odolnosti vůči rozkladu. Nejlépe je vylučována v mateřském mléku, což ohrožuje další generace. Lokalita je sanována od roku 1989. Po komunálních volbách v roce 1990 byla zřízena komise pro životní prostředí, která řešila likvidaci kontaminované zeminy z areálu obalovny. Analýza z roku 2019 zjistila nadlimitní hodnoty PCB pouze ve dvou z 19 sledovaných objektů. Riziko ohrožení kvality vody v řece Vlčavě byl s ohledem na omezené šíření a výrazný ředící účinek řeky označen jako minimální.
Kontaminace nad úrovní přípustných legislativních limitů byla zjištěna v oblasti bývalé skládky na okraji Rožmitálu v blízkosti železniční zastávky. Skládka byla využívána v letech 1981–1996 na vývoz stavební suti a tuhého komunálního odpadu. V roce 2010 bylo doporučeno provedení rekultivace, neboť nedostatečně zabezpečená skládka je rizikem, kvůli možnosti znečištění podzemních vod a povrchových toků. Rekultivace dosud nebyla realizována neboť město nemá dostatečné finanční prostředky na její realizaci.
Území Brd, včetně okolí Rožmitálu je značně kontaminované olovem. Znečištění těžkými kovy pochází z hutnické výroby na Příbramsku, kde se od 19. století začalo zpracovávat kromě stříbra i olovo. Z tohoto důvodu není doporučováno ve zdejších lesích sbírat houby a další lesní plody ke konzumaci, neboť obsahují extrémně vysoké koncentrace olova a dalších prvků (stříbro, kadmium, zinek), které jsou zdraví škodlivé.

## Demografie
Počet obyvatel roku 1880 stoupl oproti roku 1869 (o 194 obyvatel). Následně došlo k výraznému vzrůstu v roce 1900 (o 359 obyvatel) a následně počet obyvatel klesal až do roku 1930. Od roku 1950 počet obyvatel vzrůstal až do roku 1991, kdy začal klesat. Slabý vzrůst zaznamenal až rok 2011 (o 10 obyvatel). Počet domů pravidelně vzrůstal od roku 1900 až do roku 1980. Poté došlo k poklesu (o 21 domů). Výrazný nárůst počtu domů nastal v roce 1991 (o 195 domů).
Od roku 2013 počet obyvatel Rožmitálu postupně klesá a stávající populace stárne. To i přesto, že Středočeský kraj má nejnižší index stáří ze všech krajů ČR a jeho populace stoupá, kvůli atraktivitě bydlení v blízkosti Prahy. V Rožmitále je naopak patrný odliv obyvatelstva, což je typický úkaz pro tzv. vnitřní periferii. Vývoj počtu obyvatel v obci a počet domů je uveden v tabulce:
| Rok                   | 1869 | 1880 | 1890 | 1900 | 1910 | 1921 | 1930 | 1950 | 1961 | 1970 | 1980 | 1991 | 2001 | 2011 | 2021 |
| --------------------- | ---- | ---- | ---- | ---- | ---- | ---- | ---- | ---- | ---- | ---- | ---- | ---- | ---- | ---- | ---- |
| Počet obyvatel        | 5082 | 5276 | 4856 | 5215 | 5037 | 4546 | 4300 | 3608 | 3825 | 4119 | 4578 | 4518 | 4357 | 4367 | 4185 |
| Rozdíl počtu obyvatel | –    | +194 | −420 | +359 | −176 | −491 | −246 | +308 | +215 | +294 | +459 | −60  | −161 | +10  | –182 |
|                       |      |      |      |      |      |      |      |      |      |      |      |      |      |      |      |
| Počet domů            | 712  | 765  | 752  | 782  | 800  | 806  | 870  | 954  | 963  | 1002 | 981  | 1176 | 1227 | 1319 | 1358 |
| Rozdíl počtu domů     | –    | +53  | −13  | +30  | +18  | +6   | +64  | +84  | +9   | +39  | −21  | +195 | +51  | +92  | +39  |

### Složení obyvatel
V roce 2018 zde žilo 4 375 obyvatel, z toho 2164 mužů a 2211 žen. Průměrný věk zde byl 45,4 let – u mužů 43,1 let, u žen 47,6 let. Při sčítání obyvatel v roce 2011 se z 4367 obyvatel nejvíce hlásilo k české národnosti (2928 obyvatel), dále k slovenské národnosti (64 obyvatel).  Z dalších národností byli zastoupeni Moravané, Slezané, Němci, Ukrajinci a Vietnamci.

### Náboženství
V obci sídlí římskokatolická farnost náležející do vikariátu Písek českobudějovického děkanátu. Ve městě působí od roku 2016 administrátor R.D. Mgr. Petr Misař. Farním kostelem je kostel Povýšení svatého Kříže ve Starém Rožmitále. Ve městě se nachází také filiální kostel svatého Jana Nepomuckého, kde se kvůli jeho výhodnější poloze koná více bohoslužeb. Dle sčítání z roku 2011 se k víře hlásí 826 osob, z toho 319 se nehlásí k žádné církvi. Mezi věřícími se nejvíce hlásí k římskokatolické církvi (388 osob). Mezi dalšími zastoupenými církvemi je Československá husitská církev (18 osob), Českobratrská církev evangelická (9 osob), Náboženská společnost Svědkové Jehovovi (2 osoby) a Pravoslavná církev v českých zemích (1 osoba).

## Obecní správa

### Části města
- Hutě pod Třemšínem (k. ú. Hutě pod Třemšínem)
- Nesvačily (k. ú. Nesvačily pod Třemšínem)
- Pňovice (k. ú. Pňovice pod Třemšínem)
- Rožmitál pod Třemšínem (k. ú. Rožmitál pod Třemšínem)
- Skuhrov (k. ú. Skuhrov pod Třemšínem)
- Starý Rožmitál (k. ú. Starý Rožmitál)
- Strýčkovy (k. ú. Strýčkovy)
- Voltuš (k. ú. Voltuš)
- Zalány (k. ú. Rožmitál pod Třemšínem a Starý Rožmitál, část zasahuje i do sousední obce Nepomuk)

Součástí města jsou také základní sídelní jednotky Hutě pod Třemšínem-lesy, Přední Hutě pod Třemšínem, K Hoděmyšli, Nad městem, Průmyslový obvod, Rožmitál-historické jádro, Rožmitál-jih, Rožmitál-sever, Rožmitálské Zalány, U Pátého Hamru, K Věšínu, Starorožmitálské Zalány, Voltuš-jih a Voltuš-lesy. K městu patří také Červená, Kotle, Nový Dvůr, Podhlubocký Mlýn, Podhora, Roubenka, Sobeňák, Trepanda, Třemšínská Bouda, Vávrovna, Vilém, Vilémův Hamr a Zadní Hutě pod Třemšínem.
Sousedními obcemi sídla jsou Sedlice, Chrást, Čížkov, Vranovice, Vysoká u Příbramě, Věšín, Vševily, Hlubyně, Modřovice, Bezděkov pod Třemšínem, Březnice, Hvožďany a Nepomuk.

### Územněsprávní začlenění
Dějiny územněsprávního začleňování zahrnují období od roku 1850 do současnosti. V chronologickém přehledu je uvedena územně administrativní příslušnost obce v roce, kdy ke změně došlo:
- 1850 země česká, kraj Plzeň, politický i soudní okres Březnice[69]
- 1855 země česká, kraj Písek, soudní okres Březnice
- 1868 země česká, politický okres Blatná, soudní okres Březnice
- 1939 země česká, Oberlandrat Klatovy, politický okres Blatná, soudní okres Březnice[70]
- 1942 země česká, Oberlandrat Plzeň, politický okres Strakonice, soudní okres Březnice[71]
- 1945 země česká, správní okres Blatná, soudní okres Březnice[72]
- 1949 Plzeňský kraj, okres Blatná[73]
- 1960 Středočeský kraj, okres Příbram
- 2003 Středočeský kraj, okres Příbram, obec s rozšířenou působností Příbram

### Vnitřní poměry města
Rožmitál byl město poddané, náležící vrchnosti, ale poddanství a robota byla mírnější než na vsích. Obyvatelstvo se živilo řemesly, nikoli výhradně zemědělstvím. Město mělo své zvláštní pravomoci jako právo pořádat trhy, jarmarky a jistou samosprávu, která řídila své práva a svobody zejména v soudnictví. Obecní správa náležela dvanáctičlenné městské radě, která sestávala z konšelů a bývala obnovována každý rok. První z konšelů byl primas. Kancelářské práce obstarával městský písař, což bývali zpravidla učitelé. Přední osobou ve městě byl rychtář, který byl volen konšely ve srozumění s vrchností. Rychtář měl na starost veřejnou bezpečnost a starat se pravidelný chod trhů. Také měl právo zatýkat a konat samostatné soudy týkajících se malých přestupků. Souzení bylo stručné a ústní. Měl bdít také nad mravopočestnostní např. kontrolami domů podezřelých osob, zda v noci poctivě spí na svém vlastním loži. Od roku 1726 byli rychtáři dva, starší a mladší. K ruce byli rychtářovi písař, posel, pacholci a biřicové. Stálými pomocníky byli ponocní. Všechny úřední listiny byly opatřovány městskou pečetí s městským znakem a latinským nápisem Sigillum civicum civitas Rozmital (Pečeť měšťanů města Rožmitála).
Obecní samospráva byla prohlášena v roce 1848. Obec spravovalo představenstvo složené ze starosty a obecní rady. Zákon zaručoval autonomní volbu obecního představenstva, udělování domovského práva a autonomii. Na konci roku 1854 byla samospráva omezena a bylo uloženo, aby každé návrh byl předložen ke schválení nadřízenému politickému úřadu. V roce 1859 však byl znovu uveden zákon obecní z roku 1849. Po roce 1919 se zastupitelstvo města skládalo ze 30 členů a 10 členů městské rady včetně starosty a dvou náměstků.
V roce 2021 město pořídilo digitální úřední desku, která byla nainstalována před budovou radnice.

#### Právo soudní a popravy
Právo soudní v Rožmitále fungovalo od založení nového města. Městu náležela moc soudit při, krádeže, ale i vynášet hrdelní tresty. Rožmitál měl vlastní šibenici, která stávala nad hrází Sadoňského rybníka. Potom šibenice chátrala, proto byla v roce 1734 vystavěna nová zděná šibenice se třemi sloupy, která stála blíž k městu, nad rybníkem Jez. Zůstala však „starou pannou”, protože do jejího rozboření v roce 1788 na příkaz Josefa II., na ní nikdo nebyl popraven. Na místě, kde zděná šibenice stála, byly roku 1726 „pro potulku” sťaty tři cikánky Hervika, Eleona a Sibyla. Čtvrté cikánce Magdaleně bylo uříznuto ucho, které bylo přibito na šibenici, a poté byla vypovězena ze země. Od této události se místu, kde byl později postaven hostinec, říká „Na Cikánce”. Dohromady bylo v Rožmitále v letech 1602–1726 popraveno 5 žen a 2 muži. Soudní právo měl Rožmitál, stejně jako jiná města v Čechách, do roku 1786. Posledním popraveným v Rožmitále byl Miroslav Náhlovský (1922–1946), odsouzený za zradu Mimořádným lidovým soudem v Písku, který byl 14. března 1946 oběšen na dvoře rožmitálské radnice.

#### Bezpečnostní složky
V roce 1870 byla v Rožmitále založena četnická stanice, kde sloužili tři četníci. Obvod služebny zahrnoval 70 km² a kromě Rožmitálu do něj patřily obce Bezděkov, Hoděmyšl, Horní Láz, Nesvačily, Pňovice, Starý Rožmitál, Sedlice, Skuhrov, Vranovice, Voltuš, Vševily, Zalány a samoty. Stanice sídlila na radnici, kde byla také obecní šatlava a byt pro strážníka.
V roce 2021 byl v Rožmitále vybudován tzv. Pol Point – místo pro alternativní kontakt občanů s policií, kdy oznamovatel nemusí čekat na policejním oddělení na příjezd policisty, pokud řeší události v terénu, ale může projednat svou záležitost okamžitě. Pol Poit byl umístěn v kontejneru, před bývalou policejní služebnou, kam mohou lidé přijít podat jakékoliv trestní oznámení. Komunikace probíhá pomocí videokonference.

## Politika
Dne 22. listopadu 1990 ukončil činnost městský národní výbor, která trvala od května 1945. V komunálních volbách, které se konaly 23. listopadu 1990 vyhrála koalice Občanského fóra, KDU-ČSL a nezávislých. Starostou se stal Miroslav Hásek (OF), který však již v roce 1991 odstoupil na vlastní žádost. Jeho nástupcem byl František Liška (KDÚ-ČSL), který setrval v úřadu starosty do roku 1998. Komunální volby v roce 1998 vyhrál Josef Vondrášek a následně obhájil svůj mandát i v komunálních volbách v roce 2002, v roce 2006, v roce 2010,2014, i 2018, vždy jako nestraník za KSČM. Portál idnes.cz Rožmitál označil za „komunistickou baštu“, neboť během dvou desetiletí od roku 1998 vždy vyhrála komunální volby komunistická strana. Starosta Josef Vondrášek se dvakrát vyjádřil k otázce proč se v Rožmitále neslaví státní svátek Den boje za svobodu a demokracii a Mezinárodní den studentstva 17. listopadu. Podle jeho slov byla revoluce pro Rožmitálsko „poměrně velká tragédie“, protože odsud zmizel veškerý průmysl a lidé přišli o práci. Třicáté výročí sametové revoluce v roce 2019 se slavilo i v Rožmitále. Skupina studentů za podpory aktivních občanů, spolku Rožmitálský zámek a města Rožmitál pod Třemšínem uspořádala na zámku výstavu zaměřenou na život za komunismu a vzpomínky na sametovou revoluci. Dne 29. prosince 2020 starosta Josef Vondrášek, který stál v čele města 22 let, náhle zemřel. Jeho nástupcem byl zvolen místostarosta Pavel Bártl (ČSSD), který obhájil svůj post i v komunálních volbách v roce 2022.

### Starostové
- Miroslav Hásek (OF) (1990–1991)
- František Liška (KDU-ČSL) (1991–1998)
- Josef Vondrášek (nestr. za KSČM) (1998–2020)

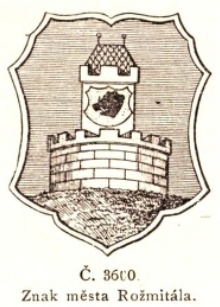
Znak Rožmitálu

- Pavel Bártl (ČSSD) (od 2021)

### Městské symboly
Není známo kdy a kým byl znak městu udělen, možné je, že se tak stalo v 15. stol. na přímluvu Zdeňka Lva z Rožmitálu. Městský znak tvoří modrý štít se stříbrnou kruhovitou hradbou z kvádrů zakončenou cimbuřím, za ní uprostřed stojí stříbrná čtyřhranná věž s cimbuřím o třech zubech, s červenou valbovou střechou a s párem zlatých makovic. Na věži je zavěšen zlatý štítek s uťatou kančí hlavou s červeným vyplazeným jazykem (znak Lvů z Rožmitálu).
Původní vlajka byla městu udělena rozhodnutím předsedy Poslanecké sněmovny Parlamentu České republiky dne 20. ledna 2005, druhý získaly rozhodnutím předsedkyně PSP ČR dne 23. června 2022.

### Členství ve sdruženích
Rožmitál pod Třemšínem je členem ve svazku obcí Mikroregion Třemšín, který vznikl v roce 2000 s cílem celkového rozvoje regionu. Je členem spolku MAS Podbrdsko, kdy cílem MAS a jejích členů je rozvíjet venkovský region za pomoci dotací ze Strukturálních fondů EU, z národních Operačních programů a dalších zdrojů. Také je členem sdružení Čechy nad zlato, které vzniklo v roce 1996 za účelem ochrany životního prostředí v oblastech ohrožených průzkumem ložisek a těžbou zlata.

## Školství
V Rožmitále stávala škola již od 15. století. Zřejmě se nacházela v těsné blízkosti zámku v ulici Hofmeistrova (dříve Komenského) a to až do 2. poloviny 17. století. Nejstarším správcem školy je roku 1469 zmiňován Jan Kantor. Po něm zde působil Albrecht Pražák (1552) a Jan Písař (1609). V roce 1627 nařídil císař Ferdinand II., že všichni učitelé musí být katolického vyznání a musí vyučovat katechismus. Tím postavil učitele pod drobnohled katolických kněží, před nimiž museli učitelé vyznat svou víru, než nastoupili do úřadu. Strava učitele byla také pokryta z farních důchodů. Arcibiskup Harrach, majitel rožmitálského panství, vydal roku 1633 svůj školní řád, kde nabádal, aby rodiče posílali své děti do školy a ty se zde učili dobrým mravům, ctnostem a boží vůli. Kdo své děti do školy neposílal, mohl být i pokutován. Podle dochovaných záznamů ze 17. století město platilo učitele, který zároveň zastával úřad městského písaře, velmi nepořádně, protože ve válečných dobách nebyly žádné příjmy do městské pokladny. Když školních dětí přibývalo, jeden učitel už nestačil, a proto byl ustanoven pomocník, tzv. podučitel. Okolo roku 1750 jím byl dva roky Jakub Ryba, otec Jakuba Jana Ryby. V letech 1752–1788 byl učitelem Ondřej Poddaný, který byl zároveň městským písařem a ředitelem kůru. Tato zaměstnání mu přinášela více příjmů než škola, proto o ni příliš nedbal. Když onemocněl, zastoupil ho Jakub Jan Ryba, který po něm následně převzal místo řádného učitele a školu vedl, až do své smrti v roce 1815.

### Jakub Jan Ryba

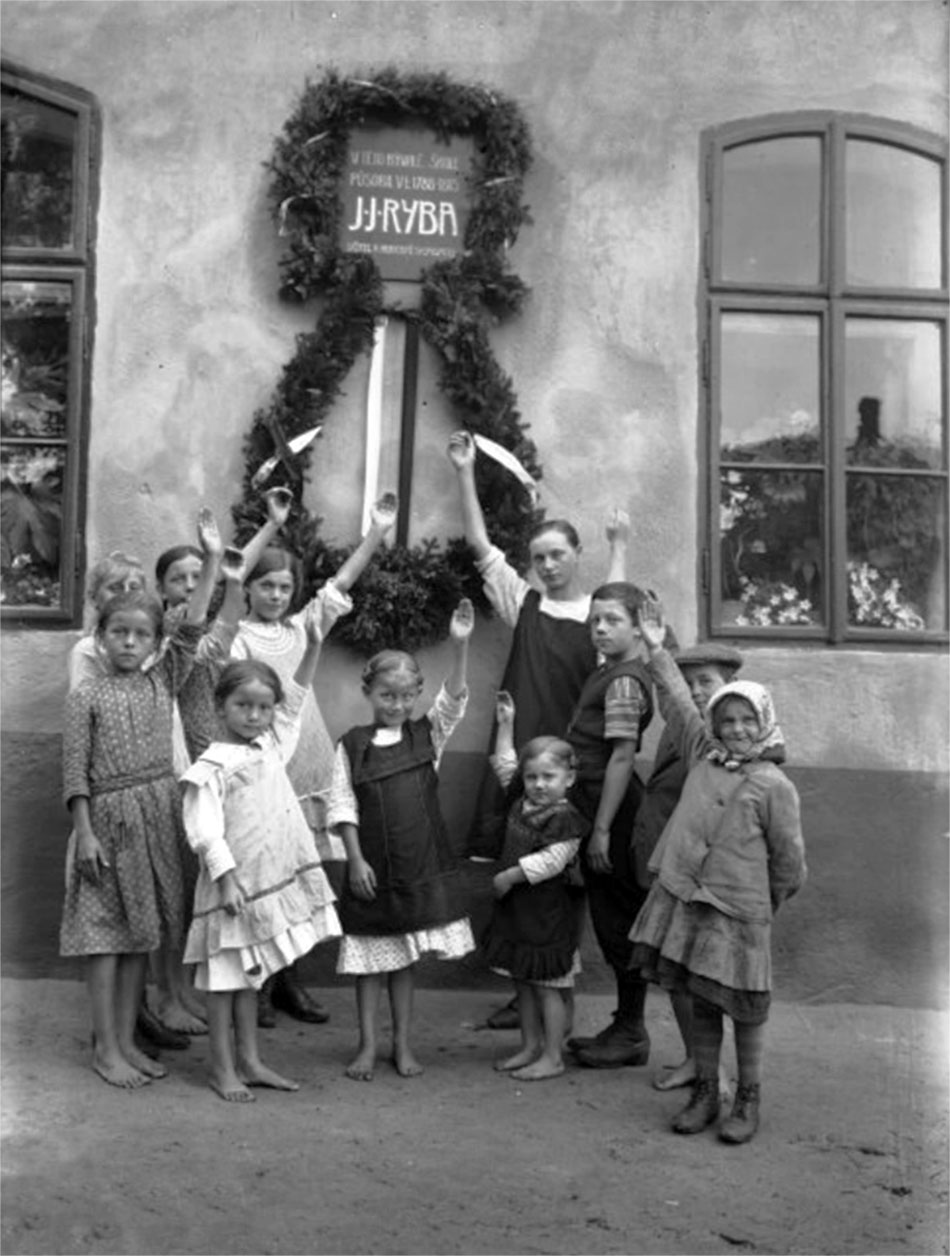
Deska J. J. Ryby na budově bývalé školy (Adolf Růžička, 1888)

Jakub Jan Ryba byl znamenitý učitel a hudební skladatel. Když přišel do Rožmitálu, nalezl školu v žalostném stavu. Zchátralá stavba školy z roku 1686 stála na hraně městského příkopu. Měla kamenné přízemí a roubené patro. Vedle skromného bytu kantora tu byly dvě nevelké třídy a v jedné z nich byla postel pomocníka, protože ten svou místnost neměl. Školou povinných dětí bylo kolem 300, ale do školy jich chodilo jen 67 a všechny seděly pohromadě, nehledě na jejich věk či vědomosti. Ryba děti ihned rozdělil do dvou tříd. V první třídě učil pomocník František Kašpárek a v druhé třídě vyučoval sám. Dbal, aby děti chodily do školy často a rády, a brzy se počet děti docházejících do školy zdvojnásobil a stále narůstal. Po třech letech svého působení za své úsilí obdržel uznání od krajského úřadu, který pochválil Rybovo nastolení pořádku a kázně a vyzdvihl školu jako vzorný příklad. Ryba také založil při škole knihovnu českých i německých spisů pro mládež, ale kvůli malému zájmu brzy zanikla. V roce 1788 založil nedělní školu pro dospívající mládež, ale ta stejně jako knihovna hned v následujícím roce zanikla kvůli neporozumění rodičů. Ryba se snažil nedělní školu obnovit ještě v letech 1804 a 1807, ale všechny pokusy byly marné. Také snil o založení průmyslové školy, kde by se chlapci učili polnímu hospodaření, sadařství a lukařství a dívky se měly učit šití a pletení. Tento sen ale neuskutečnil a za jeho snahy se mu dostávalo posměchu. Rybův život rožmitálského učitele byl těžký. Často měl spory s farářem Kašparem Zacharem, který odmítal Rybovy novoty, a také s rodiči dětí. Po smrti faráře musel Ryba snášet mnoho příkoří také od nového správce panství. Mimo to živil početnou rodinu a sužovala ho jaterní nemoc. To vše ho dovedlo až k rozhodnutí ukončit život. Učinil tak 8. dubna 1815 v lese nad Voltuší, a že zemřel jako sebevrah, pohřbili ho za městem na morovém hřbitově. Ulice podél staré školy byla později pojmenována Rybovou a jeho jméno nese základní škola a základní umělecká škola. V Podbrdském muzeu je mu věnována samostatná expozice.

### Obecná a měšťanská škola

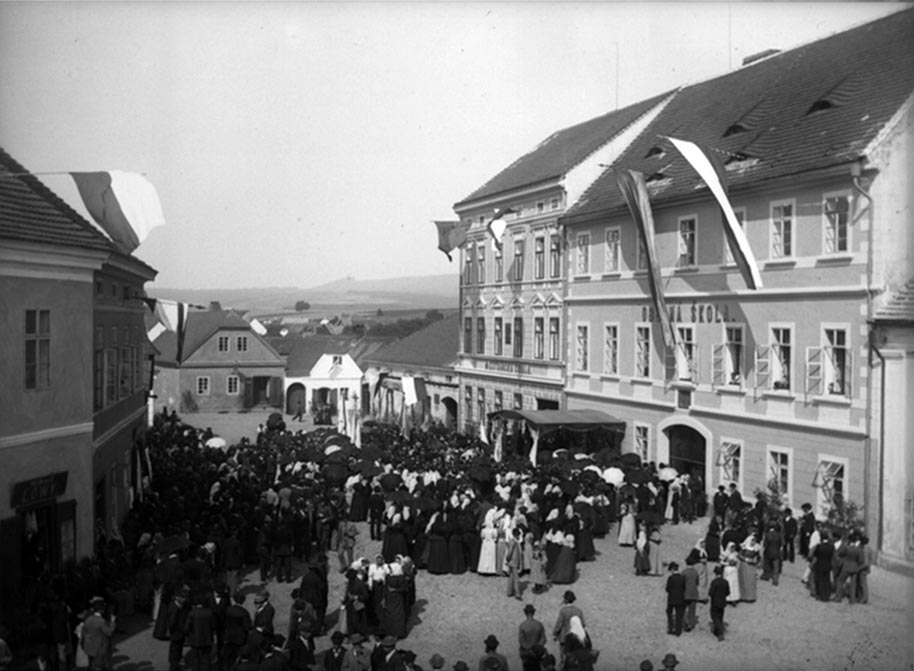
Slavnostní otevření měšťanské školy v roce 1898 (Adolf Růžička)

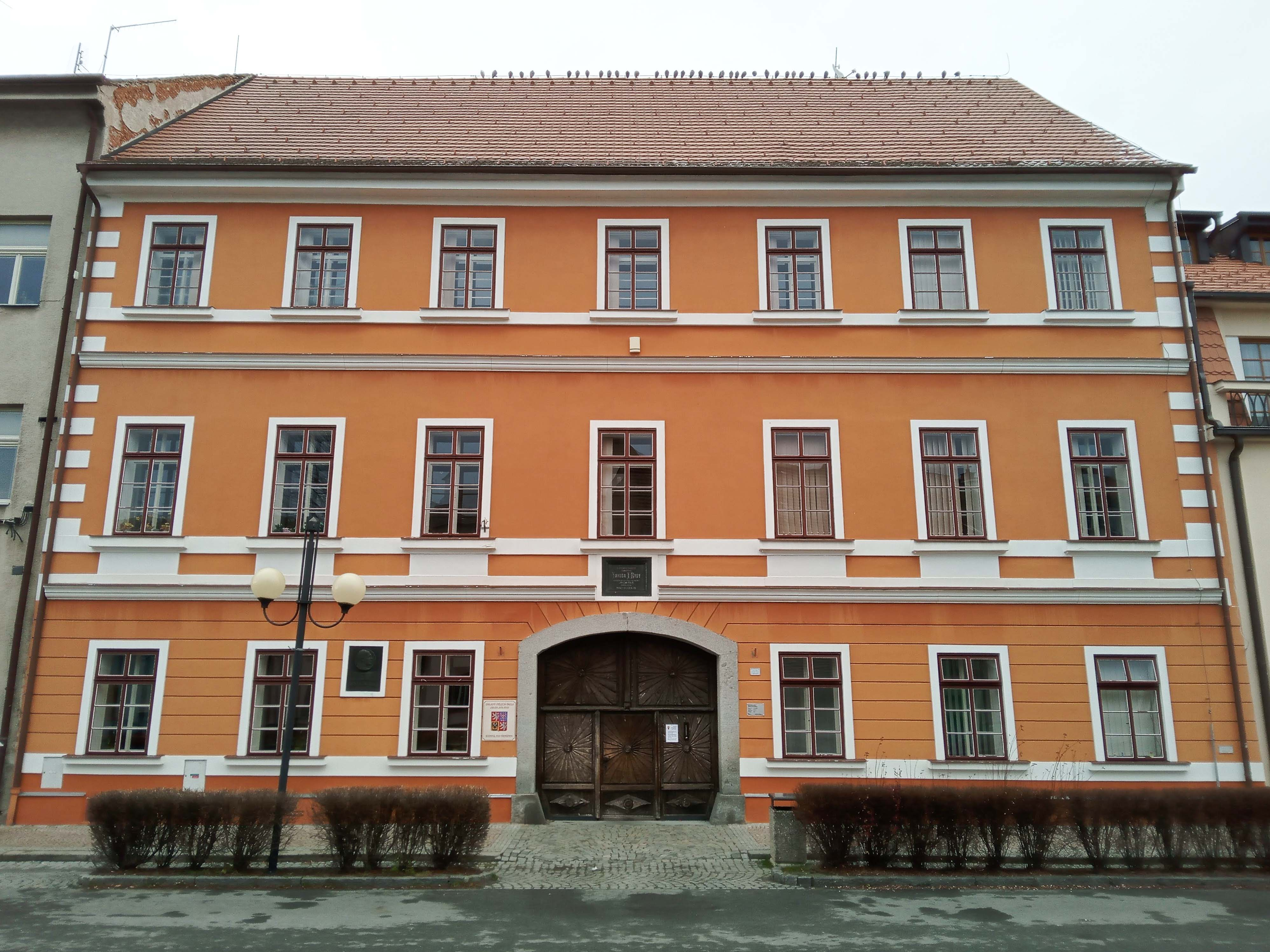
Budova bývalé obecní školy na náměstí z roku 1855 (nyní Základní umělecká škola Jakuba Jana Ryby)

V roce 1818 přestaly do rožmitálské školy docházet děti ze Skuhrova, Pňovic, Nesvačil, Vranovic a Hoděmyšle, kvůli zřízení nové školy v Nesvačilech. Rybovým nástupcem se stal Antonín Štědrý. Působil zde do roku 1840 a za jeho doby byla škola rozšířena o třetí třídu. Dalším učitelem byl František Brož, který byl výborným učitelem a hudebníkem. Za něho byla v letech 1854–1855 postavena nová škola na místě dvou domů na náměstí. Do té doby fungovala ve staré škole jen jedna třída a pro další dvě třídy se prostory musely pronajímat. Během Brožova působení byla zavedena také nedělní škola, což byly opakovací hodiny určené pro dospělejší mládež obou pohlaví. Roku 1864 se škola stala čtyřtřídní a v roce 1876 byly při ní zřízeny další dvě pobočky. Z dalších učitelů, kteří zde působili, byl zvláště činný František Jerie, který zde působil v letech 1859–1862. V roce 1861 založil ochotnické divadlo a byl průvodcem národní slavnosti na Třemšíně. V roce 1882 byla škola za působení učitele Josefa Wollmanna povýšena na pětitřídní a přibyla další pobočka. Nové dvě pobočky přibyly ještě v roce 1887. V roce 1897 byl ke škole připojen Bezděkov, který dosud patřil pod školu v Pročevilech. Za Wollmana již učily i první učitelky, některé jako tzv. industriální učitelky, které vyučovaly dívky ručním pracím. Od roku 1901 byl řídícím učitelem Václav Paleček, za něhož zde působil např. Gabriel Brda. V roce 1924 bylo povoleno vyučovat děti náboženství československé církve. V letech 1922–1929 na školu dopadly následky 1. světové války a španělské chřipky. Počet žáků klesl a bylo nutné uzavřít některé pobočky. V nelehkých časech měšťanskou školu podpořili rožmitálští rodáci, kteří emigrovali do Spojených států. V roce 1920 v Chicagu vybrali 303 dolarů, za což byly chudým žákům zakoupeny nové knihy a také byly založeny dva fondy, z jejichž úroků měly být kupovány potřeby pro chudé žactvo. Teprve po roce 1930 nastal plný stav žáků – 5 tříd a 5 poboček, jako před válkou. V průměru navštěvovalo školu 400 žáků, nejnižší počet dětí ve třídě byl 29 a nejvyšší 56 žáků. Třídy se dělily na chlapecké a dívčí. V průběhu 30. let opět nastal pokles počtu žáků, který klesl až na 200 žáků, pravděpodobně v důsledku neutěšených hospodářský a politických poměrů a blížící se války. V roce 1935 byla opravena budova obecné školy a přistavěno jedno patro. Dále byl do budovy zaveden vodovod a rozhlas a byl zrušen byt řídícího učitele, místo něhož vznikla další učebna. Během školního roku 1944/1945 byla výuka silně narušena nejprve směnným vyučováním, protože dvě učebny musely být postoupeny „lageru“ německých dětí, poté uhelnými prázdninami a nakonec událostmi souvisejícími s osvobozením a koncem války.
Dne 16. září 1898 byla v Rožmitále otevřena měšťanská škola. Školní budovu vystavila a financovala městská záložna, která ji postavila pro své účely a byla její majitelkou až do roku 1907, kdy ji kvůli finanční tísni prodala obci. Ke škole patřila také školní zahrada, která se do roku 1905 nacházela za městem u cesty na Bezděkov. Poté se nacházela u tržiště v ulici Jungmanova. Po uzavření smlouvy se Sokolem, docházeli žáci měšťanské i obecné školy na tělocvik do sokolovny. Měšťanská škola měla čtyři ročníky, v nichž se učilo v průměru 300 žáků. Třídy byly rozděleny na chlapecké a dívčí, 4. ročník byl nepovinný a smíšeny pro chlapce i dívky, a to za určitou finanční úhradu. Učitelský sbor měl cca 15 členů.
I po 2. světové válce zůstávala škola v Rožmitále rozdělena na obecnou a měšťanskou ve dvou budovách. Postupně se začaly zavádět smíšené třídy. V roce 1950 byla na obou školách zavedena Pionýrská organizace. Také začal být vydáván žákovský časopis Zprávy od Třemšína. V roce 1952 byla zavedena školní jídelna a školní družina. Od roku 1953 byly obě školy spojenu osmiletou střední školu. Tehdy ji navštěvovalo 558 žáků a působilo zde 20 učitelů. V roce 1961 byla osmiletá střední škola změněna na základní devítiletou školu.

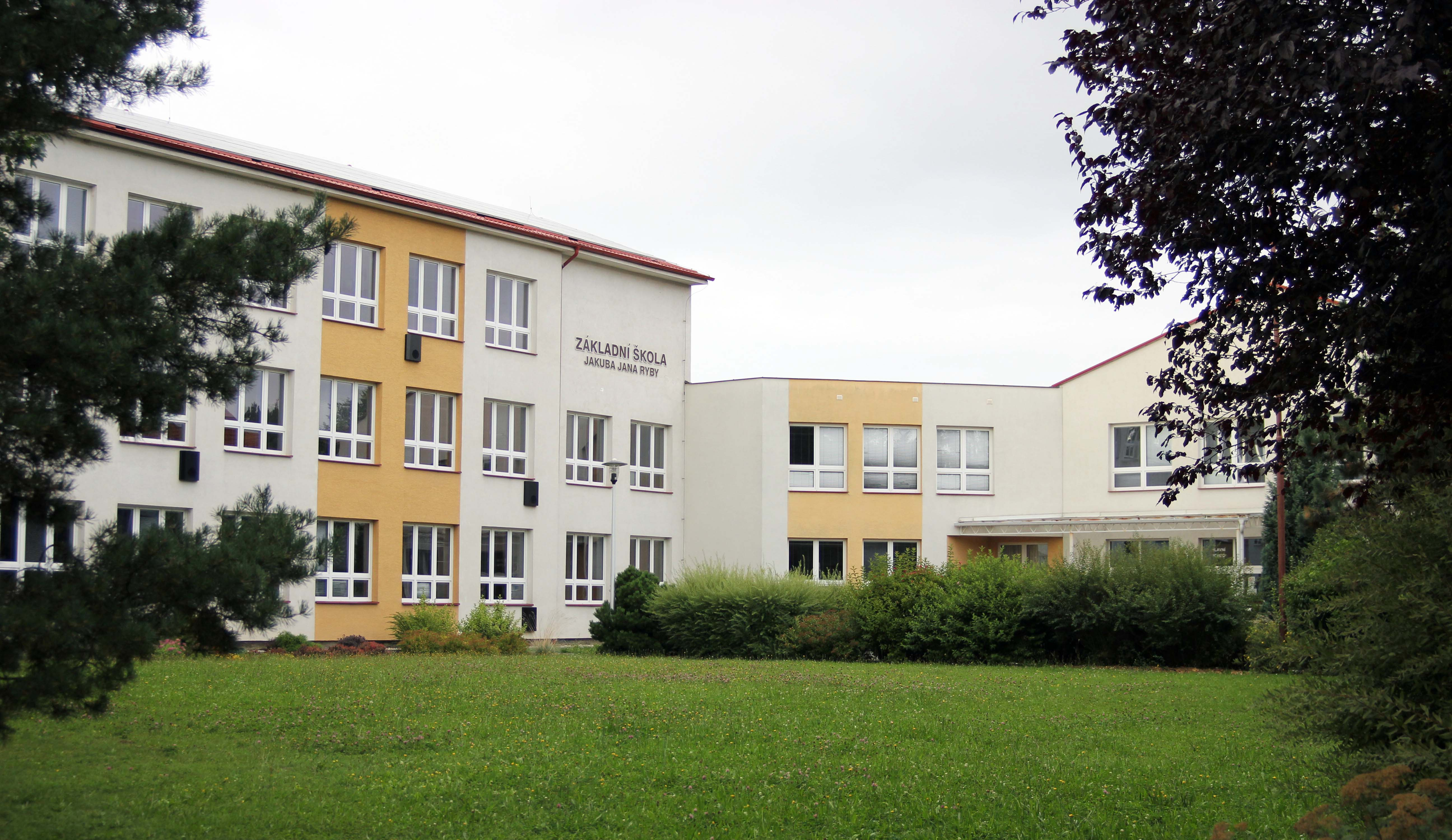
ZŠ J. J. Ryby Rožmitál pod Třemšínem

### Základní škola J. J. Ryby
Žáků postupně přibývalo a stará školní budova přestávala stačit. Chyběla také tělocvična, jídelna i místo pro speciální učebny. Přistoupilo se tedy ke stavbě nové školy na severním okraji města, jejíž výstavba začala v roce 1961. Nová škola byla dokončena v roce 1964 a byla pojmenována po J. J. Rybovi, jehož výročí v roce 1965 oslavilo UNESCO jako světové kulturní výročí. Součástí nové školy byly dvě budovy 1. a 2. stupně, tělocvična, dílny, jídelna a družina. Postupujícím časem se však ukázalo, že ani dvě budovy nedokážou pojmout počet žáků, který v některých létech přesahoval 730 dětí. Kvůli nutnosti získání více prostorů pro další třídy, musely být zrušeny všechny odborné pracovny a kabinety. Družina musela uvolnit prostory pro speciální školu a přestěhovat se do tříd 1. stupně. Také přestávalo stačit technické zázemí budov. Po revoluci byla v téměř havarijním stavu kotelna, rozvody vody, kanalizace a hygienická zařízení. Koncem 90. let se městu podařilo získat státní dotaci na rekonstrukci, jejíž první etapa začala v letech 2000–2001. Ve druhé etapě v letech 2002–2003 byla opravena tělocvična a na pozemcích školy vzniklo nové víceúčelové hřiště s umělým povrchem. Také vznikly speciální učebny fyziky, přírodopisu, chemie, výtvarné a hudební výchovy, dvě počítačové učebny, učebnu s interaktivní tabulí, čtyři jazykové učebny, prostornou kuchyňku a dílnu, keramickou dílnu, informační centrum a dvě tělocvičny. Obě tělocvičny a víceúčelové hřiště užívají jak žáci tak i veřejnost.

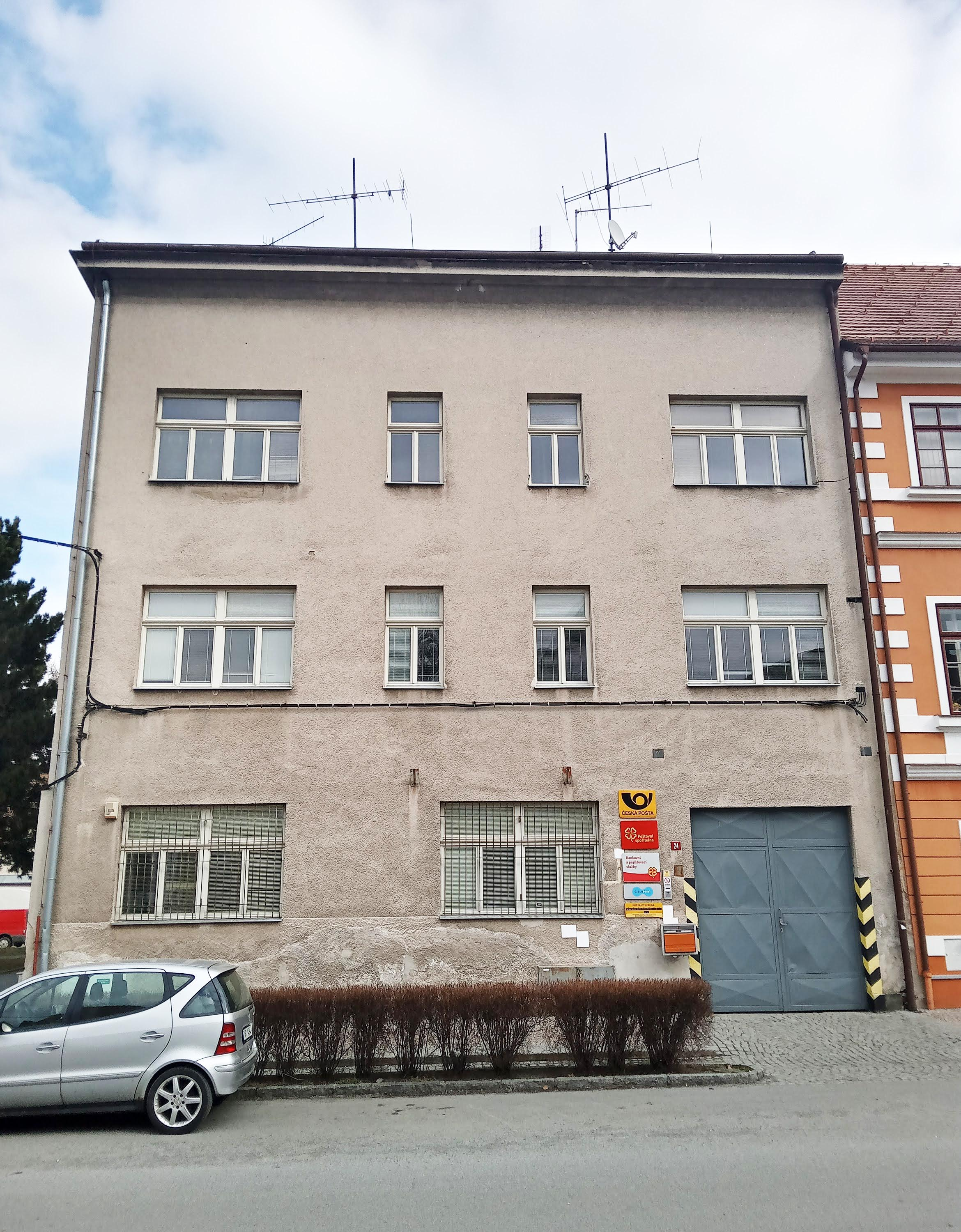
Budovu bývalé měšťanské školy užívá Česká pošta (2022)

### Všeobecná živnostenská škola
Všeobecná živnostenská škola pokračovací dvoutřídní pro učně a učnice byla v Rožmitále založena roku 1903. V roce 1908 byla povolena třetí třída pro kovodělníky. Škola využívala místnosti měšťanské školy. Vyučovalo se ve středu (1–3 hodiny), v sobotu (od 1 do 3 hodin) a v neděli (od 8 do12 hodin). Do roku 1927 byla povinná docházka pro učně z Rožmitálu a ze Starého Rožmitálu. Následně byli povinni docházet i učni od mistrů z Bezděkova, Hoděmyšle, Předních Hutí, Nesvačil, Pňovic, Podhory, Sedlice, Skuhrova, Věšína, Voltuše, Vranovic, Nádraží, Nového dvora a Pátého hamru. Kromě učitelů vyučovali na škole i praktici. Všeobecná živnostenská škola zanikla za 2. světové války v září 1941, když říšský protektor Konstantin von Neurath vydal omezení českých středních škol.

### Základní umělecká škola J. J. Ryby
Základní umělecká škola J. J. Ryby byla založena jako Městská hudební škola Jakuba Jana Ryby v roce 1952. Nejprve fungovala v prostorách bývalého hostince U Janoušků (Hotel U bílého lva). V roce 1953 jí hrozil zánik z důvodu velkého množství těchto škol v okrese Blatná. Měla být ponechána pouze hudební škola v Březnici. Po reformě školství v roce 1962 se stala pobočkou Lidové školy umění v Příbrami, později v Březnici. V roce 1989 byl na škole založen taneční obor. V roce 1990 se škola přestěhovala do prostorů bývalé Měšťanské školy, Brdského památníku na náměstí. V roce 1995 vznikla její pobočka v Milíně. O rok později byl založen dramatický obor. Po roce 2000 byly založeny další pobočky ve Hvožďanech, Obecnici a v Jincích. V letech 2006–2007 a 2012–2013 prošla památkově chráněná budova školy rozsáhlou rekonstrukcí. V letech 2014–2015 byla navýšena maximální kapacita vzdělávaných žáků na 800.

## Kultura

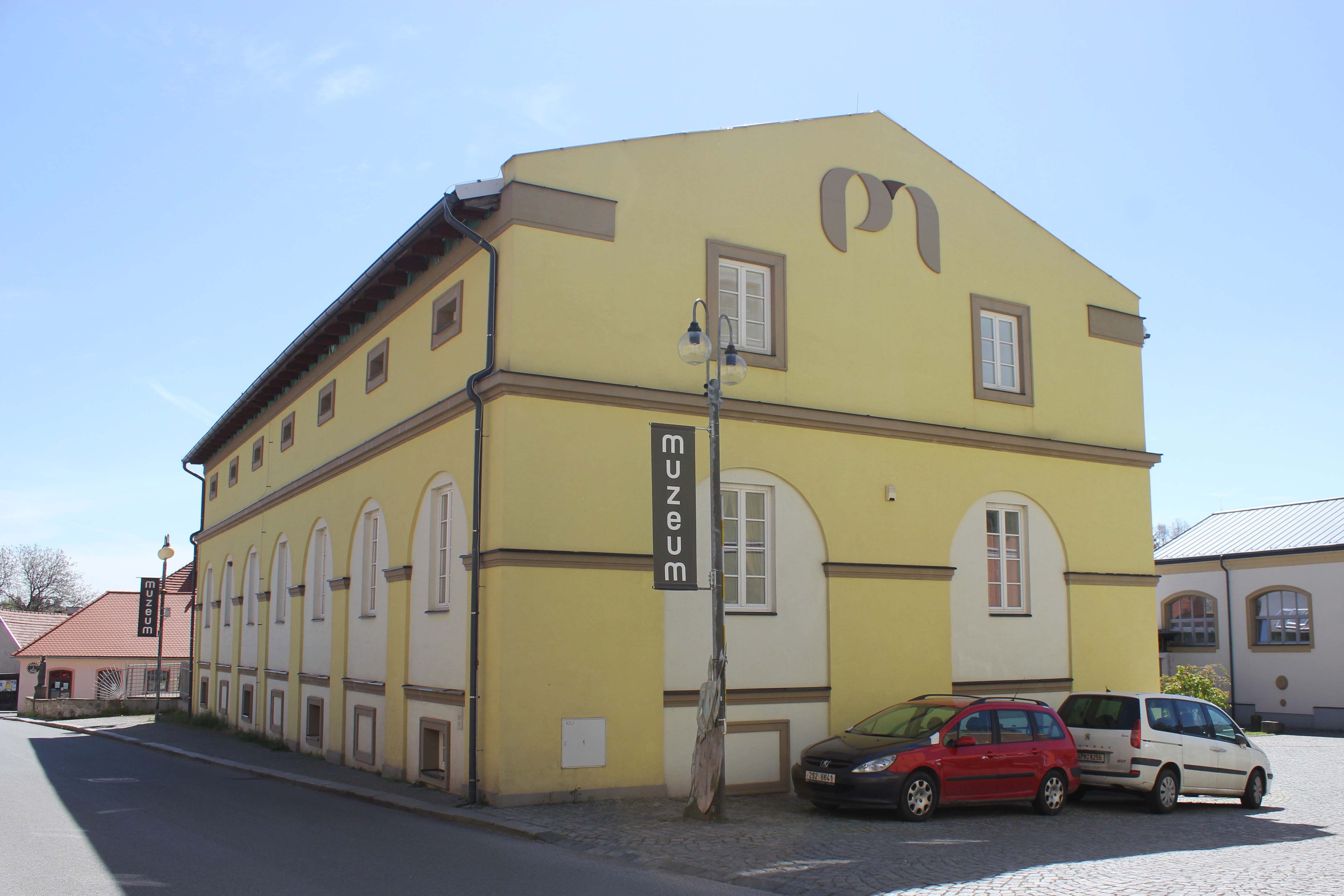
Podbrdské muzeum

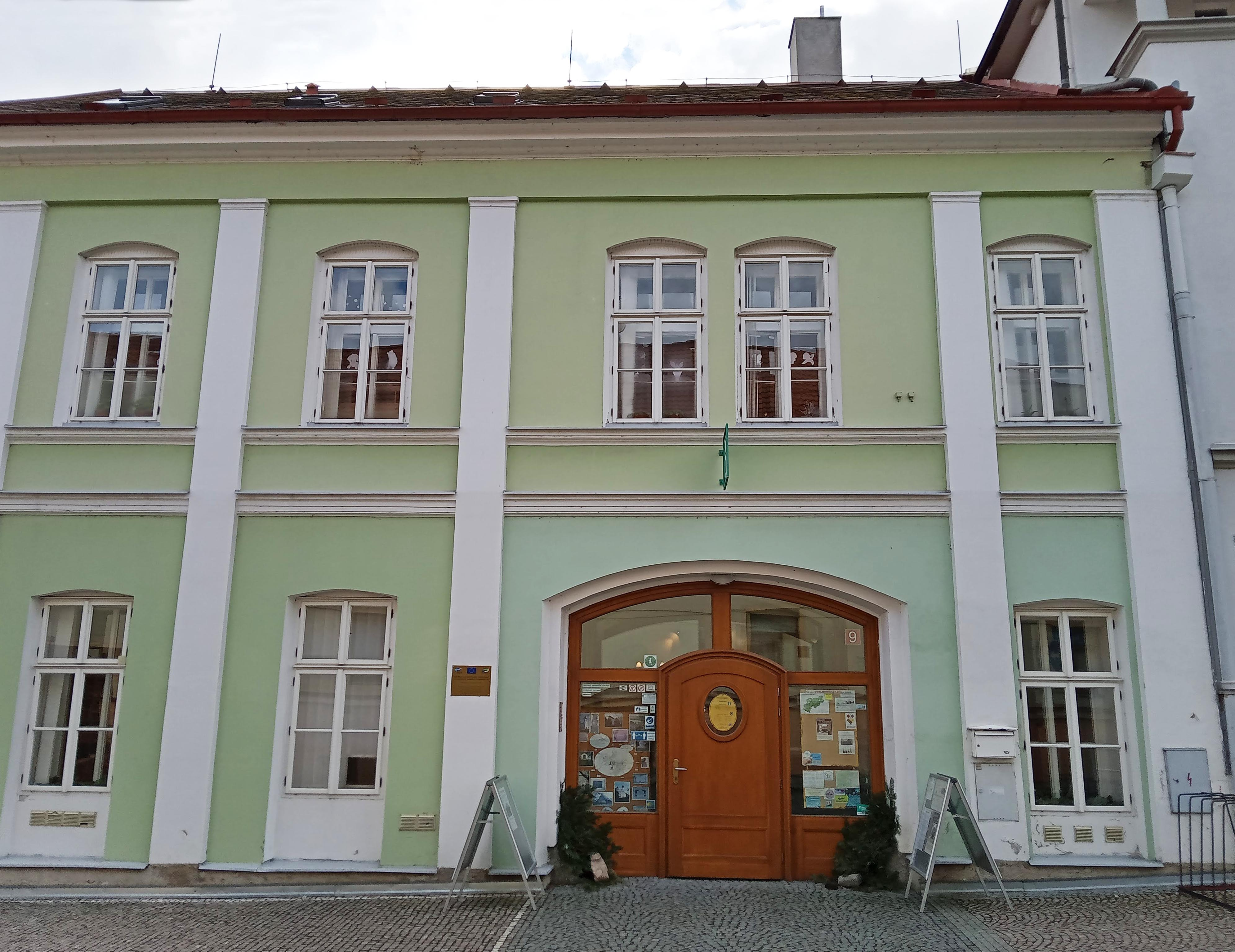
Centrum celoživotního vzdělávání s knihovnou manželů Tomanových (2022)

### Muzea a knihovna
- Podbrdské muzeum
  - Nachází se v blízkosti radnice v ulici Palackého. Vzniklo v roce 2010 z bývalého areálu Agrostroje a firmy RoKo. Sbírky byly předtím uloženy v Brdském památníku v budově bývalé obecné školy na náměstí. Stálé expozice jsou věnovány Jakubu Janu Rybovi, šlechtickému rodu Lvů z Rožmitálu a lidovému umění a řemeslu na Rožmitálsku. Součástí je největší sbírka vyřezávaných erbů v Čechách, chrám sv. Víta ze stébel žitné slámy v měřítku 1:60 a soukromá sbírka historický vozů značky převážně značky Aero. Hlavní výstavní sál hostí dočasné výstavy a také se zde pořádají kulturní akce, např. každoroční swingový ples.
- Cvokařské muzeum
  - Nachází se ve Starém Rožmitále. Vzniklo z bývalé cvokařské dílny v domě č.p. 74. Expozice se věnuje tradičnímu cvokařskému řemeslu. Lze zde nalézt také informace o Starém Rožmitále. Muzeum je volně přístupné od jara do podzimu.

- Městská knihovna manželů Tomanových
  - Knihovna spolu s centrem celoživotního vzdělávání se nachází vedle radnice v ulici Palackého č.p. 9. Působí zde od roku 2006, kdy se byla přenesena z Brdského památníku, nyní ZUŠ Jakuba Jana Ryby na náměstí. Spolu s knihovnou zde funguje centrum celoživotního vzdělávání a městské infocentrum. První školní knihovnu v Rožmitále vybudoval Jakub Jan Ryba. Rozmach přišel až v 19. století se vznikem spolků Špaček a Literární kruh. V letech 1893–1894 byla v Rožmitále založena Obecní knihovna pro lid a mládež, která byla umístěna v obecné škole. V roce 1921 byla zřízena Husova knihovna v místnosti bývalé pošty (nyní MěÚ), do níž věnovali knihy Špaček, Sokol i mnozí jednotlivci. Knihovna však byla velmi malá a v nevhodných prostorech. V roce 1942 byla přestěhována do 2. patra radnice. Za války podléhala revizím, kdy z ní musely být vyřazeny knihy nežádoucích autorů a marxistické spisy. V roce 1946 daroval knihovně Karel Josef Beneš 100 knih. V roce 1950 byla opět přestěhována do domu č.p. 78 v ulici Havlíčkova. V roce 1959 knihovna sídlí v domě Osvětové besedy. V roce 1964 byla umístěna v Panském domě na náměstí, který byl předán státním restauračním zřízením. Knihovna tak přestala fungovat a knihy byly uloženy ve staré obecné škole. V roce 1966 začaly přípravy na znovuzprovoznění. Budova bývalé obecní školy byla zrekonstruována podle návrhu Svatopluka Jankeho a v roce 1975 byl otevřen Brdský památník, kde knihovna získala dvě místnosti v prvním patře. Od roku 1982 knihovna nese název Městská knihovna manželů Tomanových podle národního umělce, spisovatele Josefa Tomana a jeho manželky, spisovatelky Miroslavy Tomanové. V roce 1995 byl do knihovny je zakoupen první počítač s knihovnickým systémem LANius.[105][106]

### Kulturní festivaly

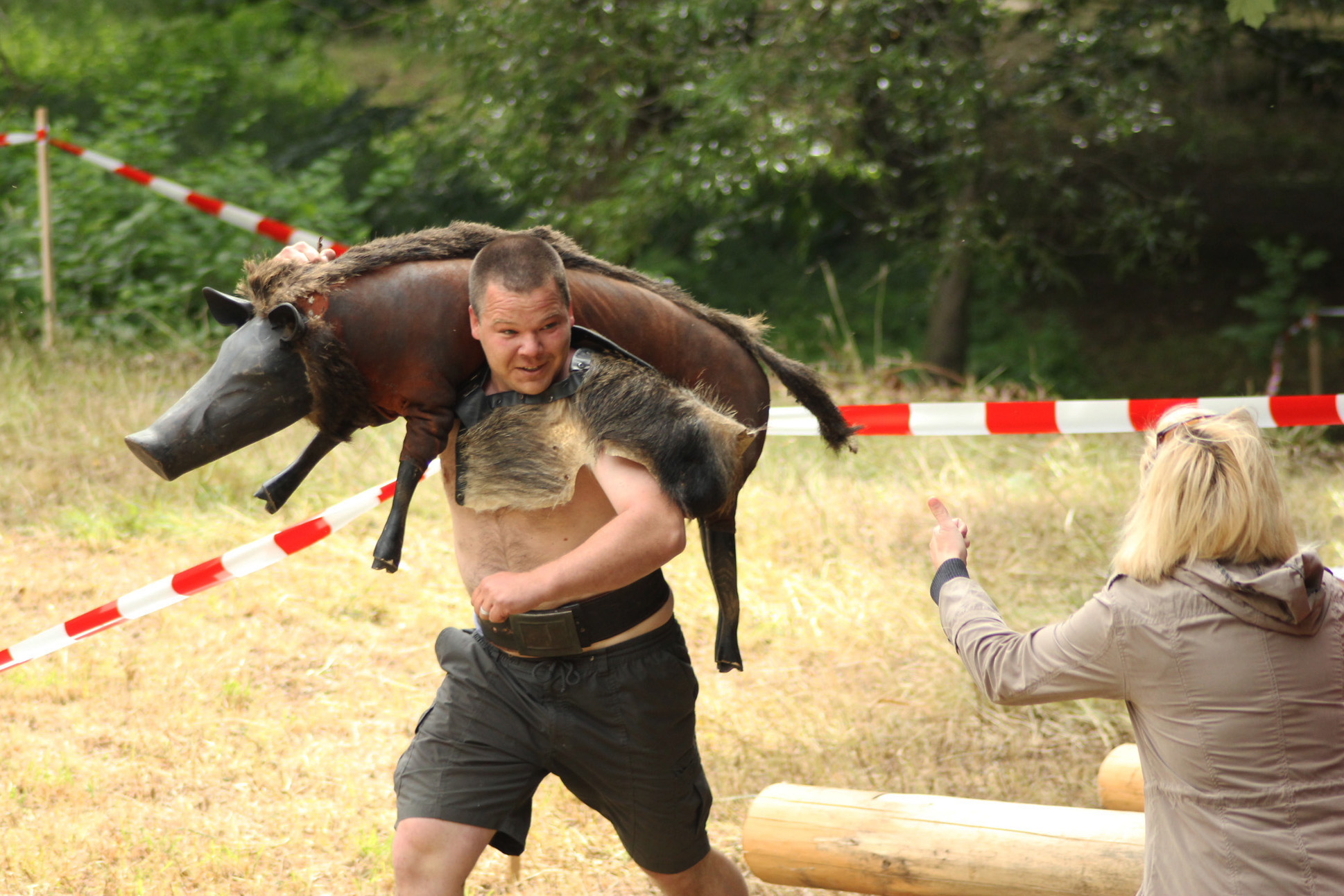
Běh s kancem, Slavnost královny Johanky (2015)

Hlavním kulturním sálem ve městě je Společenské centrum. Bylo otevřeno v roce 2000 po rekonstrukci dřívějšího sálu Panského domu, které město získalo od pražského arcibiskupství v roce 1998. Nachází se zde bezbariérový multifunkční sál, který slouží jako kino, divadlo, koncertní a přednáškový sál a společenský sál vhodný pro plesy. Součástí je také menší sál s výčepem. Chod společenského centra zajišťuje Kulturní středisko Rožmitál, které organizuje kino, divadlo, zájezdy, pronájem společenského centra a výlepové plochy ve městě. Kulturní středisko sídlí od roku 2019 vedle radnice v domě bývalé spořitelny.

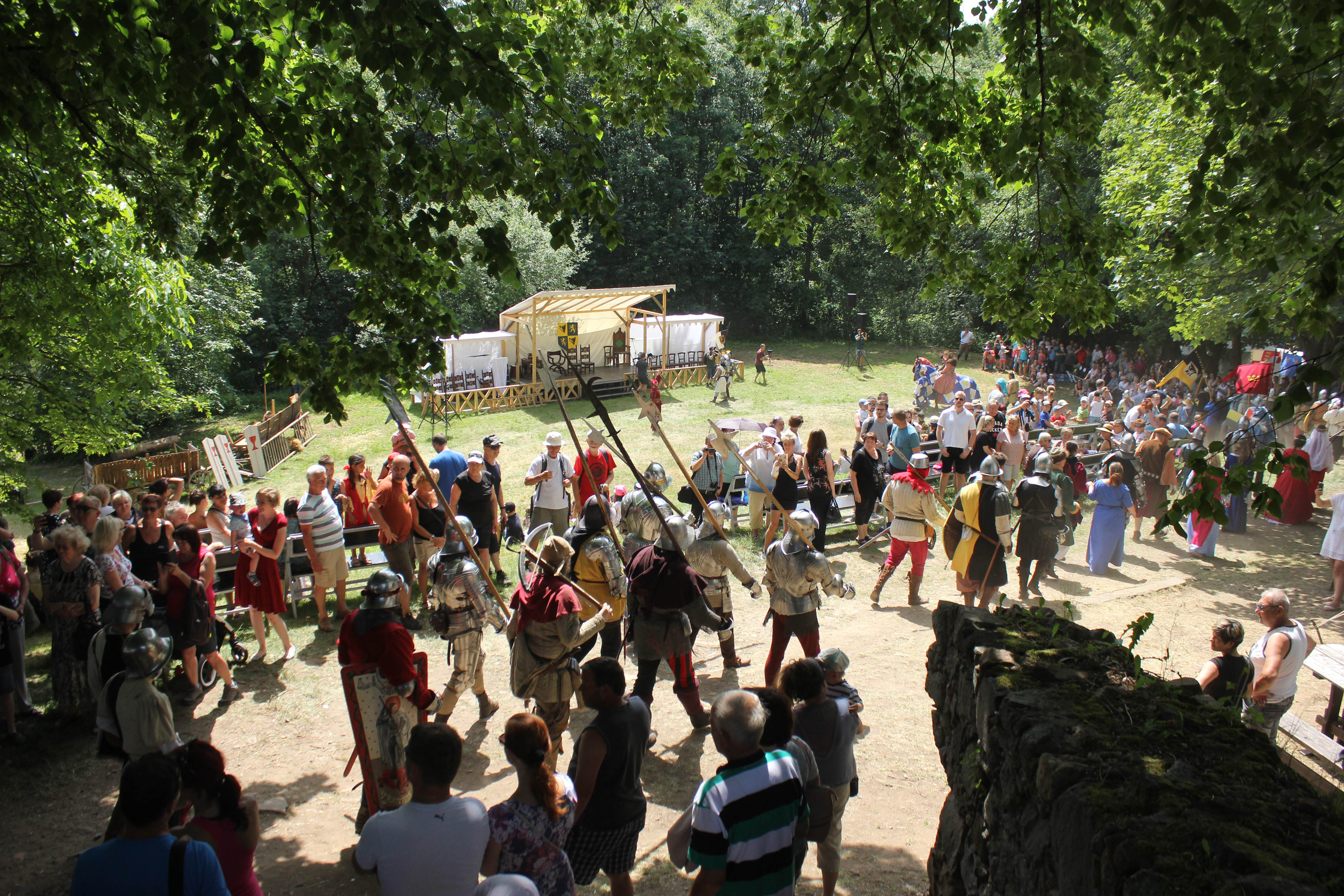
Slavnost královny Johanky (2019)

Každou 1. adventní sobotu se pravidelně koná Velký jarmark lidových řemesel, který probíhá na nádvoří Podbrdského muzea.
- Slavnost královny Johanky
  - Od roku 2002 se každoročně druhou sobotu v červnu koná Slavnost královny Johanky. Událost připomíná historii významného rodu spjatého s historií města. Hlavním programem slavnosti je historický průvod, po kterém následuje proslov královny Johanky a udělování řádu významným občanům města. Po celý den se ve městě konají trhy, hry pro děti, divadlo, ukázky lidových řemesel a šermířské klání. Oblíbenou tradicí se stal závod s kancem, kdy soutěžící musí s kancem na zádech uběhnout závodní trasu v co nejkratším čase. Odměnou pro vítěze je sud piva.[109]
- Festival dechových orchestrů Rydvalův Rožmitál
  - Dechová kapela Rožmitálská venkovanka ve spolupráci s městem Rožmitál pořádá Festival dechových orchestrů Rydvalův Rožmitál. Nultý ročník proběh v roce 2013, poslední 4. ročník se konal v roce 2017. Na festivalu na počest dirigenta Rudolfa Rydvala (1940–2011) vystupují dechové kapely z okolí Rožmitálu a hostí další známé dechové kapely z Česka.[110] Festival je spojen s tradiční svatojanskou poutí, která se koná pravidelně první neděli po 16. květnu.[111]
- Festival Jakuba Jana Ryby
  - Od roku 2018 je pořádán Festival Jakuba Jana Ryby, který má za cíl prezentovat osobnost a dílo toho hudebního skladatele a rožmitálského učitele. Festival je pořádán ve spolupráci s městem Rožmitál pod Třemšínem, Společností Jakuba Jana Ryba, Římskokatolickou farností Starý Rožmitál a dalšími subjekty na místech „Rybova kraje”.[112]
- Repete fest
  - Od roku 2021 na zámku v Rožmitále konná multižánrový festival Repete fest, který pořádá spolek ODD SPOT. Program zahrnuje vystoupení studentských kapel, výstavy, projekci krátkometrážních filmů a debaty s jejich tvůrci, divadlo a jiné.[113][114][115]

### Společenské organizace
Kulturní spolky v Rožmitále začaly vznikat v 2. polovině 19. století. Mezi první patřily např. Spolek divadelních ochotníků (1864), zpěvácký spolek Dalibor (1963), čtenářsko-zábavný spolek Špaček (1872), Literární kruh (1883), spolek dobrovolných hasičů (1881), veteránů a další živnostenské spolky. Právě spolky byly významnými organizátory kulturních a zábavných akcí. Jejich činnost přerušila 1. světová válka, ale poté byla jejich činnost opět obnovena.
V současnosti (2022) v Rožmitále působí více než tři desítky spolků a organizací, které se svými aktivitami podílí na komunitním životě ve městě. Jsou jimi např. pobočky Českého rybářského svazu, Českého svazu chovatelů, Českého svazu zahrádkářů a Českého svazu včelařů. Dále Klub seniorů, Český svaz ochránců přírody Roháči, Mateřské centrum Rozmarýnek, Společnost Jakuba Jana Ryby, Březnicko-rožmitálský divadelní spolek, Skaut a zapsané spolky Rožmitálský Vespolek, Rosenthal, Pobrdští trubači, Rožmitáslký zámek a další. V Rožmitále od roku 1999 sídlí dechová kapela Rožmitálská Venkovanka, dříve nazývaná jen Venkovanka, která přesídlila z Březnice. Od roku 2004 má vlastní fanklub a vydala již několik CD.

### Sport
Centrem sportovního vyžití a rekreace v Rožmitále je okolí Sadoňského rybníka. Mnoho možností ke koupání vždy poskytovaly zdejší rybníky. Ve 20. a 30. letech 20. století bývali oblíbenými koupališti Sadoňský rybník, Kuchyňka a Kašparovský rybník u Penzionu Třemšín. Na Sadoňském rybníku byla na přelomu 19. a 20. století vybudována dřevěná plovárna s šatnou a občerstvením. Spolek J. J. Ryba pronajal část trávníku pro hraní volejbalu. Oblíbenými byl i splav pod rybníkem, kam se lidé chodili sprchovat, a kde se slunili na žulových kamenech. Pro tyto výhody byl tehdy Sadoňský rybník nazýván rožmitálským Ostende.  V současnosti je Sadoňský rybník a jeho okolí centrem místního sportu. Z části rybníka bylo v 80. letech vybudováno betonové koupaliště s úpravnou vody a na břehu jsou volejbalové hřiště. Vedle se nachází tenisové kurty a fotbalový stadion TJ Spartak Rožmitál. Poblíž koupaliště se nachází workoutové a fotbalové hřiště. Veřejnost ke sportovním aktivitám využívá také dvě tělocvičny a víceúčelové hřiště s umělým povrchem v areálu základní školy J. J. Ryby. Další workoutové hřiště pro veřejnost se nachází vedle školní jídelny poblíž autobusového nádraží. Ve Starém Rožmitále se nachází házenkářské hřiště a skatepark.
V Rožmitále sídlí Tělovýchovná jednota Spartak Rožmitál, která má šest sportovních oddílů: ASPV, fotbal, házená, stolní tenis, tenis a turistika. Dále funguje florbalový klub FBK Ježci Rožmitál.
- Fotbal – V roce 1923 vznikl SK Třemšín Rožmitál. Iniciátorem byl Karel Hochmut, který v létě přijížděl do Rožmitálu za svými příbuznými. Pro kopanou bylo důležité založení Všesportovního klubu města Rožmitálu pod Třemšínem (29. března 1936), v témže roce městská rada propůjčila klubu na dresy znak města a na podzim téhož roku byla na zřízení hřiště přidělena louka za Průchovou pilou. Největší úspěchy slavili rožmitálští fotbalisté v letech 1951–1955, nejdříve jako Agrostroj, potom jako Spartak. Po vítězství ve skupině II. třídy vyhrál i kvalifikace a vybojoval si postup do krajského přeboru, což byla tehdy po I. celostátní lize druhá nejvyšší soutěž. Rožmitál skončil 5. místě a o rok později na 3. místě. V roce 1958 otevřen u Sadoňského rybníka nový stadion s tribunou.[120] V roce 2020 proběhla kompletní rekonstrukce fotbalového hřiště s tribunou a zbudován nový systém pro zavlažování.[4]
- Tenis – Od 2. poloviny 20. let se v Rožmitále začal hrát tenis. Nejdříve se hrálo na travnatém paloučku u Sadoňského rybníka. V roce 1928 v Rožmitále vznikl první tenisový kroužek, který využíval zahradu hostince Plzeňka. O rok později se tenisový kroužek spolufinancoval zbudování dvou tenisových kurtů u Penzionu Třemšín.[118] V tomto roce došlo k přejmenování kroužku na Tenisový klub penzionu Rožmitál. Tenisový klub byl málo známý, takže se hrály především přátelské zápasy. Jako jedni z prvních na kurtech hráli učitel František Tesař a jeho manželka, Ing. Josef Mareš, majitel penzionu Emil Muchka, Karel Sýkora a další. Činnost klubu byla nepravidelná a za 2. světové války zcela ustala. Po válce byly tenisové kurty zrušeny, kvůli výstavbě nových kasáren. Stavba nových tenisových kurtů byla zahájena v roce 1947 u Sadoňského rybníka. Čtyři antukové kurty byly dokončeny v roce 1949. V letech 1950–1952 se hrála první mistrovská utkání. Soutěžilo se v plzeňském kraji, kam Rožmitál tehdy patřil. Z klubu vyšel reprezentant Petr Štrobl, dvojnásobný mistr republiky z let 1962–1963.[120] V současnosti v Rožmitále funguje tenisový oddíl Spartak Rožmitál.[121]
- Hokej – Bruslení bývalo odedávna v Rožmitále jediným zimním sportem, k němuž nabádalo i velké množství rybníků.[122] Hokej se v Rožmitále začal hrát od roku 1934, zásluhou učitele Václava Bartůňka, který v rámci tělocviku v zimě vodil žáky hrát hokej na Sadoňský rybník a Kuchyňku. Vzniklo hokejové družstvo TJ Spartak Rožmitál pod Třemšínem, které v  roce 1965 Rožmitál postoupil do II. ligy. Největších úspěchů klub dosahoval v 70. letech 20. století, kdy působil na celostátní úrovni. V družstvu začínal Josef Černý, hokejista a rodák z Rožmitálu. Dalšími významnými hokejisty z Rožmitálu byli Ladislav Šmíd a Josef Květoň.[120]Sokolovna po přestavbě v roce 1922Sokolovna (2019)

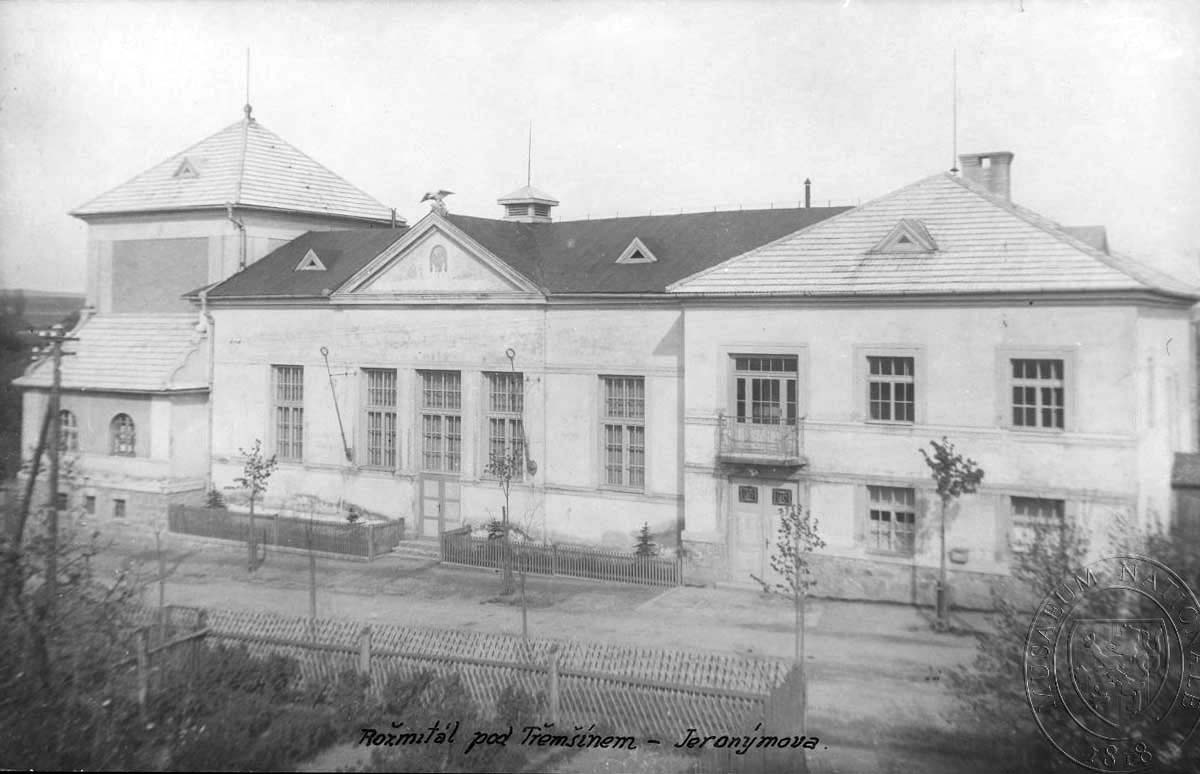
Sokolovna po přestavbě v roce 1922

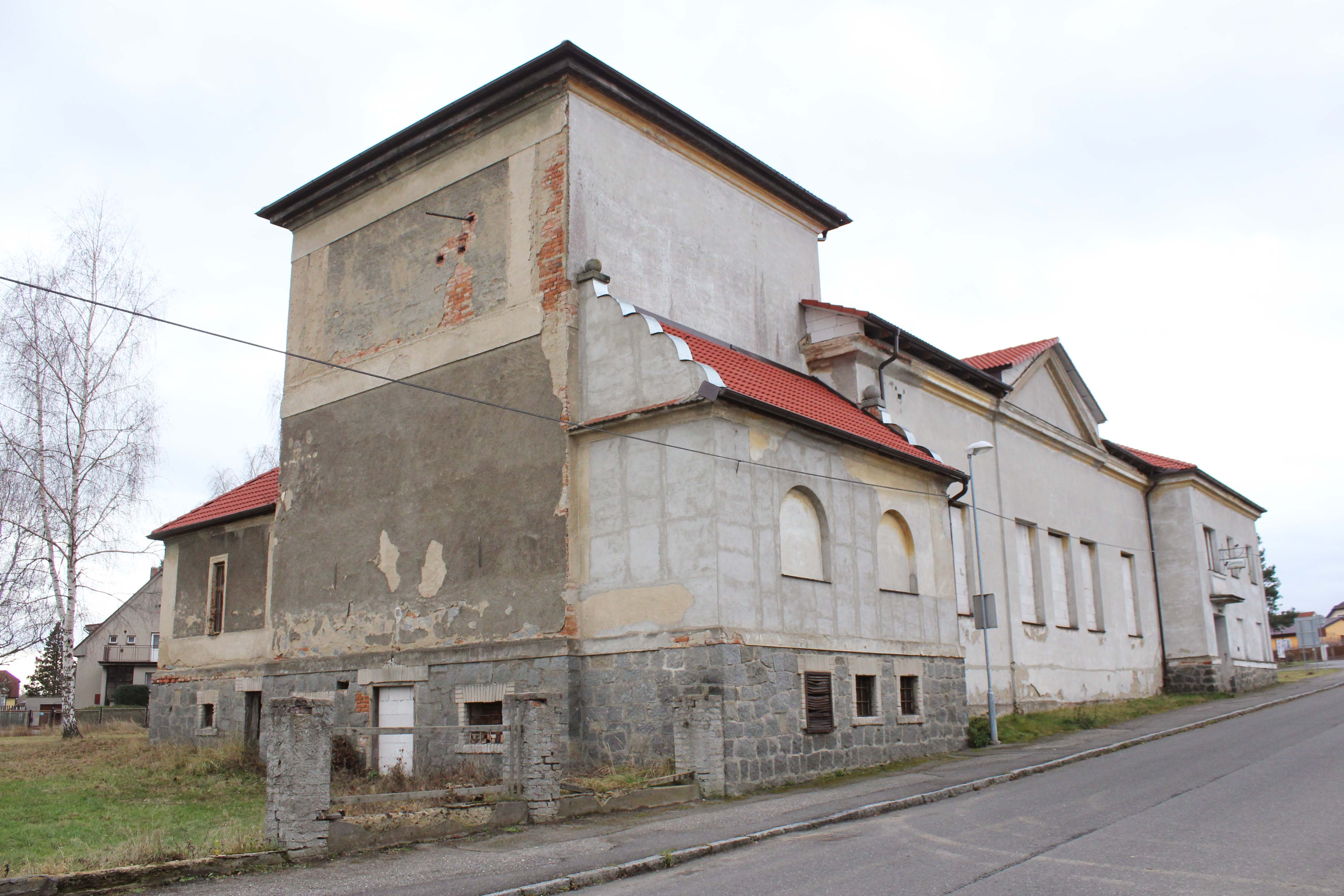
Sokolovna (2019)

- Sokol – Tělocvičná jednota Sokol byla v Rožmitále založena v roce 1894, přičiněním Mikuláše Filipovského, kterého sokolská myšlenka nadchla, když byl na zkušené ve Vídni.[120] Nejdříve se cvičilo v soukromé místnosti u Hrabáků, později ve Starém Rožmitále v hostinci „na Letné”. Prvním starostou se stal Antonín Pravda a náčelníkem Mikuláš Filipovský. Cvičících bylo 33. Úplnou činnost Sokol rozvinul, až když se v roce 1895 přesunul do hospody Plzeňka. O rok později se již vybírali finance na stavbu vlastní sokolovny. Mezitím se Sokol přestěhoval do prostor hospody Růžek, ale již téhož roku se podařilo vybrat dostatek financí na odkup obecního špýcharu a zahájení jeho přestavby. Slavnostního otevření sokolovny se zúčastnil Antonín Kalina. V roce 1902 vznikl ženský sbor. Roku 1908 byl zřízen Okrašlovací odbor, který vydával turistické brožury a pořádal výlety po Brdech. Činnost Sokola narušila první světová válka, když muselo narukovat 61 členů. Ve válce padlo 8 členů, kterým byla pak věnována pamětní deska ve vestibulu sokolovny. V roce 1920 vznikly pobočky ve Voltuši a v Bukové, o rok později v Nesvačilech (zanikla 1925). V roce 1922 vznikla pobočka v Sedlici. Počet členů tak výrazně vzrostl a Sokol se stal hlavním centrem sportovního i kulturního života v Rožmitále. Budova sokolovny již kapacitně nestačila, proto bylo v roce 1922 přistoupeno k rozšíření budovy a k dosavadnímu pozemku byla přikoupena další část pro letní cvičiště. V rámci přestavby bylo vybudováno i moderní jeviště a biograf. V roce 1930 měl sbor 226 členů.[123] Za války sokolovnu zabrali němečtí okupanti. Po skončení války se zde 12. až 14. března 1946 konalo hlavní přelíčení mimořádného lidového soudu v Písku.[124] Poté co v roce 1957 činnost Sokola zakázána KSČ,užíval sokolovnu Československý svaz tělesné výchovy a sportu. Až do 90. let se sokolovna využívala také pro pořádání kulturních akcí, plesů a maškarních bálu. V části prostorů byla také provozována hospoda. V roce 1993 sokolovnu získala v restitucích Česká obec sokolská, která se však k majetku nehlásila a objekt začal chátrat. V roce 2008 sokolovnu odkoupilo město Rožmitál, které objekt nechalo provizorně zastřešit. Sokolovna však zůstala bez využití. Činnost sokolské obce již v Rožmitále nebyla obnovena.[125]

## Hospodářství a infrastruktura
Ve městě Rožmitál pod Třemšínem (přísl. Zalány, 2197 obyvatel) byly v roce 1932 evidovány tyto živnosti a obchody:
- Instituce a průmysl: poštovní úřad, telefonní úřad, telegrafní úřad, četnická stanice, obchodní grémium, společenstvo smíšených řemesel, sbor dobrovolných hasičů, Arcibiskupská cihelna, továrna na elektromotory, cvočkařské družstvo, mlékárna, mlýn Hermina, 2 pily, pivovar Arcibiskupství, mechanická pletárna, 2 stavební družstva, stavitel, 4 strojírny, Arcibiskupská správa velkostatku.
- Služby (výběr): 2 lékaři, 4 autodopravci, biograf Sokol, 4 cukráři, drogerie, geometr, 2 hodináři, 12 hostinců, 3 hotely (Březnická, Panský dům, Plzeňka), hudební škola, 3 inženýři, knihkupec, lékárna, obchod s obuví Baťa, pensionát Třemšín, Občanská záložna, Okresní záložna hospodářská, Spořitelní a záložní spolek pro Rožmitál, 2 zahradnictví, zednický mistr, železářství

### Sociální infrastruktura
V městském zdravotním zařízení ordinuje praktický lékař a dva stomatologové. Nachází se zde i místnost na odběry krve, rehabilitační pracoviště, logopedie a oční optika. Další praktický lékař sídlí v soukromé budově poblíž základní školy. Seniorům a zdravotně postiženým je k dispozici Centrum Rožmitál, poskytovatel sociálních služeb – příspěvková organizace Středočeského kraje, které má k dispozici prostory v domově pro seniory a v domově se zvláštním režimem s celkovou kapacitou 220 lůžek. Město také poskytuje 50 bytů s pečovatelskou službou. Dále město provozuje Centrum celoživotního vzdělávání s knihovnou manželů  Tomanových, Podbrdské muzeum, kulturní klub a hasičskou zbrojnici.
K další občanské vybavenosti patří pošta, markety Penny, Norma a Coop, 3 řeznictví, 2 drogerie, papírnictví, elektro, textil, galanterie, 2 květinářství, hračkářství, grafické služby a tisk, krmiva pro zvířata, veterina, zlatnictví a 2 pobočky pojišťovacích služeb. Ve městě je také 5 restauračních a 3 ubytovací zařízení z nichž některá fungují pouze omezeně.

## Doprava

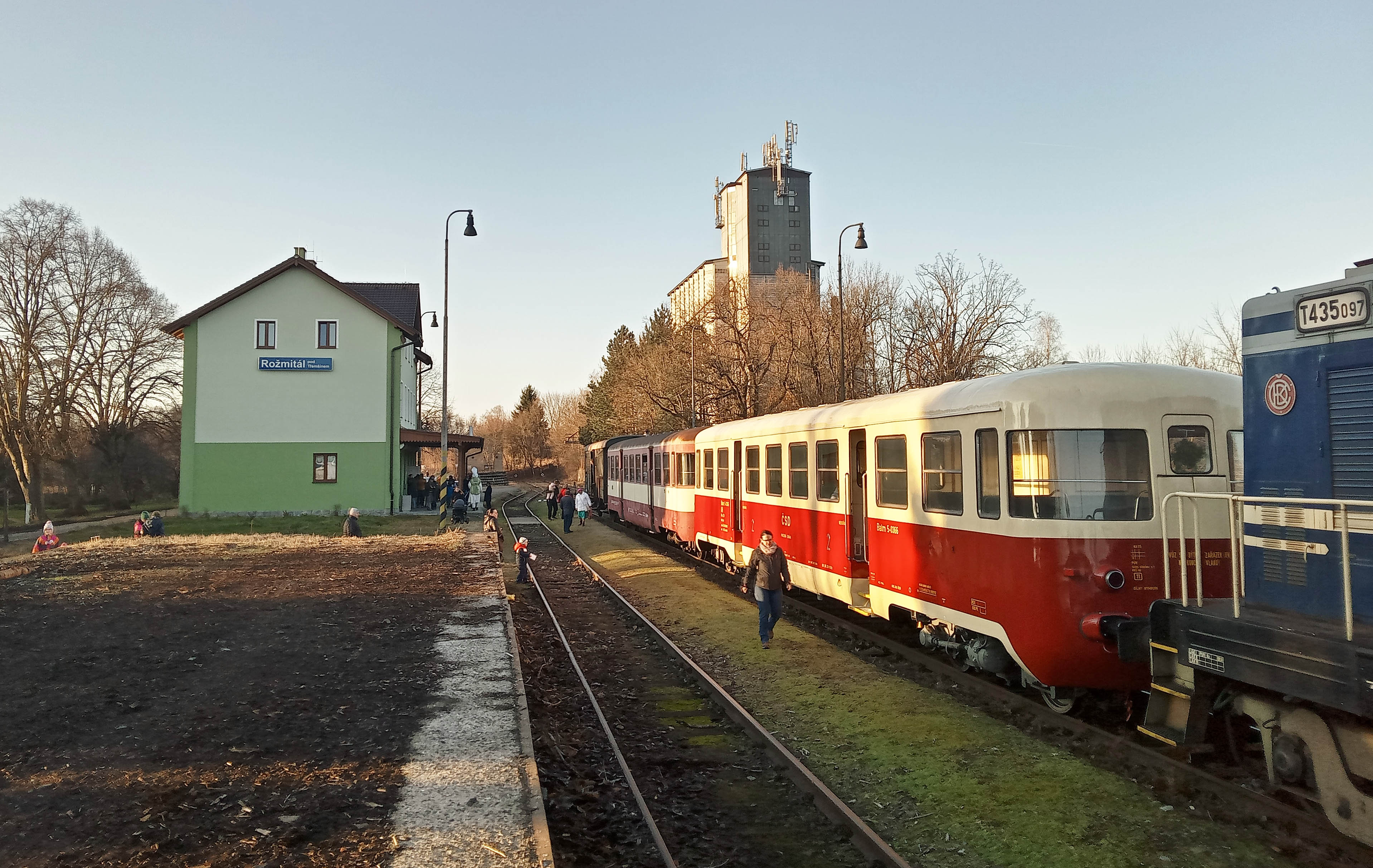
Železniční zastávka Rožmitál pod Třemšínem

### Dopravní síť
Z města vychází silnice I/18 Rožmitál pod Třemšínem – Příbram – Sedlčany – Votice a silnice II/191 Rožmitál pod Třemšínem – Nepomuk – Klatovy – Nýrsko – Svatá Kateřina. Městem dále vede silnice I/19 Nezbavětice – Spálené Poříčí – Rožmitál pod Třemšínem – Březnice – Milevsko – Tábor – Pelhřimov. Do města dále vedou silnice III. třídy.

### Autobusová doprava
Autobusovou dopravu v městě Rožmitál pod Třemšínem zajišťuje společnost Arriva Střední Čechy. Město je součástí Pražské integrované dopravy (PID) a Integrované dopravy Plzeňského kraje (IDPK). Hlavní autobusová zastávka města, Rožmitál p.Tř.,aut.st., se nachází v centru a je vybavena veřejnými toaletami. Mezi další zastávky ve městě patří Rožmitál p.Tř.,hasičárna, Rožmitál p.Tř.,křiž., Rožmitál p.Tř.,Nový Dvůr, Rožmitál p.Tř.,Tyršova, Rožmitál p.Tř.,Zalánská a Rožmitál p.Tř.,Starý Rožmitál. Autobusové spojení je zajištěno i do všech přilehlých vesnic patřících k Rožmitálu, vyjma Skuhrova. V nich se nacházejí zastávky: Rožmitál p.Tř.,Hutě p.Tř.,Přední, Rožmitál p.Tř.,Hutě p.Tř.,Zadní, Rožmitál p.Tř.,Nesvačily, Rožmitál p.Tř.,Pňovice, Rožmitál p.Tř.,Pňovice,bytovky, Rožmitál p.Tř.,Pňovice,Podhora, Rožmitál p.Tř.,Strýčkovy, Rožmitál p.Tř.,Voltuš, Rožmitál p.Tř.,Voltuš,Trepanda, Rožmitál p.Tř.,Zalány, Rožmitál p.Tř.,Zalány,dolní a Rožmitál p.Tř.,Zalány,horní. Linka 495 spojuje Nepomuk se Zalány, Rožmitálem, Březnicí a s Mirovicemi. Linka 567 začíná v Příbrami, ale její trasa vede přes Bohutín, Vysokou u Příbramě, Narysov, Třebsko, Modřovice a místní části Strýčkovi a Nesvačily. Linka 521 spojuje Rožmitál se Sedlicí nebo Hoděmyšlem, Vranovicemi, Lázem, Bohutínem a Příbramí a na druhou stranu s Věšínem a Bukovou. Linka 522 zajišťuje spojení mezi Rožmitálem, Voltuší a Hvožďanami. Linka 523 spojuje Rožmitál s Plzní, přičemž po cestě obsluhuje obce Věšín, Míšov, Borovno, Žákava, Nezvěstice, Šťáhlavy a města Spálené Poříčí a Starý Plzenec.

### Železniční doprava
Do Rožmitálu vede jednokolejná regionální železniční trať 204 Březnice–Rožmitál pod Třemšínem, která byla uvedena do provozu v roce 1899. Ve městě se nachází koncová železniční zastávka Rožmitál pod Třemšínem. Od 12. prosince 2021 byla pravidelná osobní doprava na této trati zrušena z rozhodnutí Středočeského kraje. Vlaky na této trati jezdí pouze o víkendech a svátcích během sezóny, a to na lince T9, kterou provozuje společnost České dráhy. V místní části Skuhrov se nachází železniční zastávka Skuhrov pod Třemšínem, kde také zastavují osobní vlaky. Během letních prázdnin vyjíždí turistický vlak Cyklohráček, který vyjíždí z Prahy hlavního nádraží a pokračuje přes Dobřichovice, Řevnice, Beroun, Zdice, Příbram, Březnici až do Rožmitálu, odkud se vrací zpět do Prahy.

## Pamětihodnosti

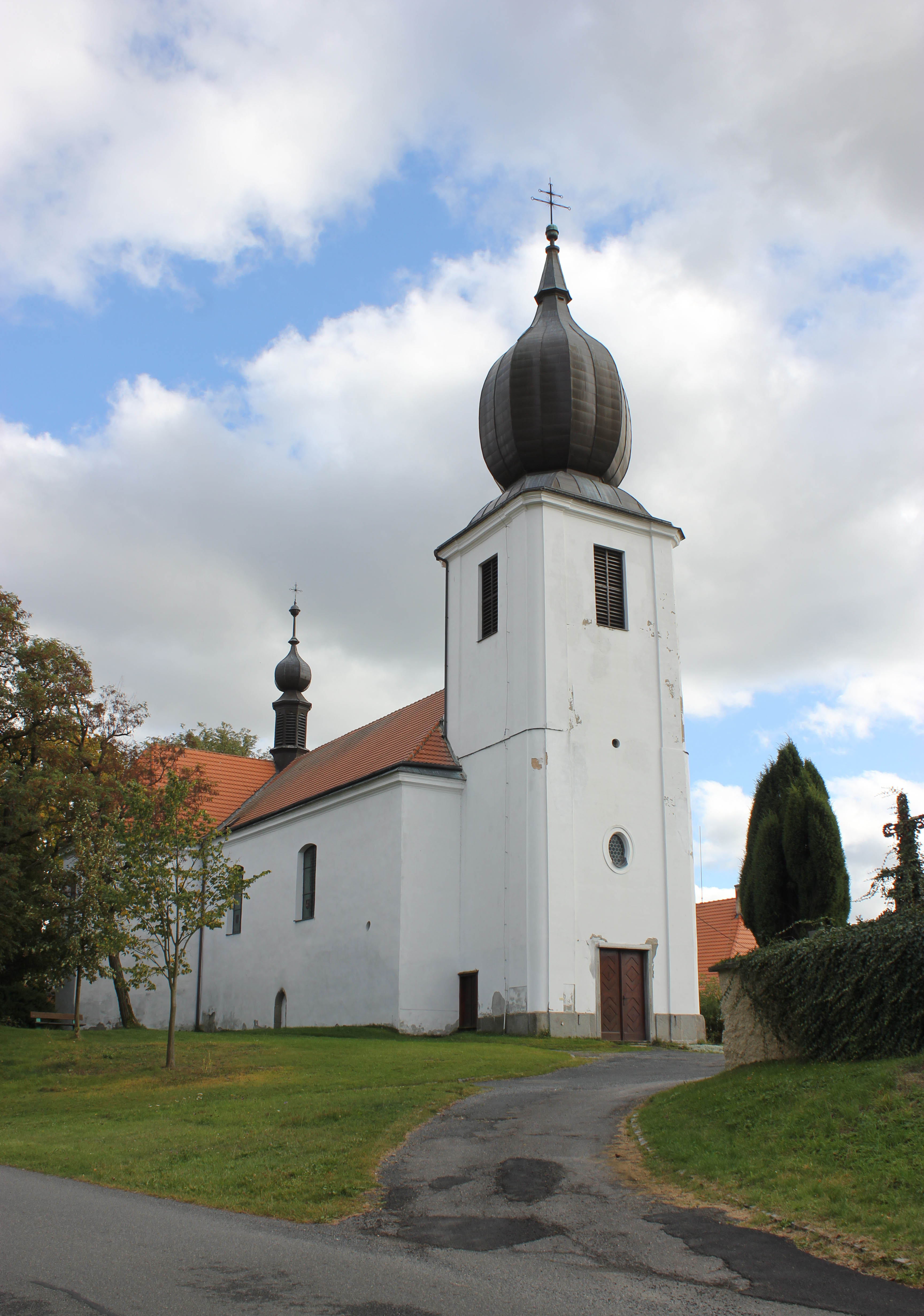
Kostel Povýšení svatého Kříže ve Starém Rožmitále

Historické jádro města je městskou památkovou zónou.

### Sakrální stavby
- Kostel Povýšení svatého Kříže – Farní kostel Povýšení svatého Kříže patří je nejstarší památkou ve městě. Nachází se na pahorku ve Starém Rožmitále, kde bylo původní osídlení tzv. Staré město (Antiqua civitas). Pravděpodobně se zde původně nacházelo pohanské obětiště, kde byl později postaven gotický kostel. O jeho založení stejně jako o prvním osídlení se nedochovaly žádné záznamy. Gotické portály, objevené při opravách kostela v 70. letech 20. století, jsou odborníky datovány do let 1230–1240. Kostel byl tedy pravděpodobně postaven v první čtvrtině 13. století. V letech 1729–1731 byl kostel přestavěn do barokní podoby, zrušen boční vchod, rozšířen kůr, věž byla přistavěna k chrámové lodi. Věž byla zakončena cibulovitou šindelovou bání. Ke kostelu se kdysi přimykal starý hřbitov, jenž sloužil jako hřbitov farní do roku 1854, poté byl pro nedostatek místa zrušen. Zřízen byl nový hřbitov, tentokrát dál od kostela. Starý hřbitov dnes připomínají jen závěsné desky a pomník faráře Šolleho. V kostele se nacházejí také původní barokní varhany z roku 1750, postavené varhanářem Martinem Palečkem. Na tyto varhany hrával skladatel a autor České mše vánoční, Jakub Jan Ryba.

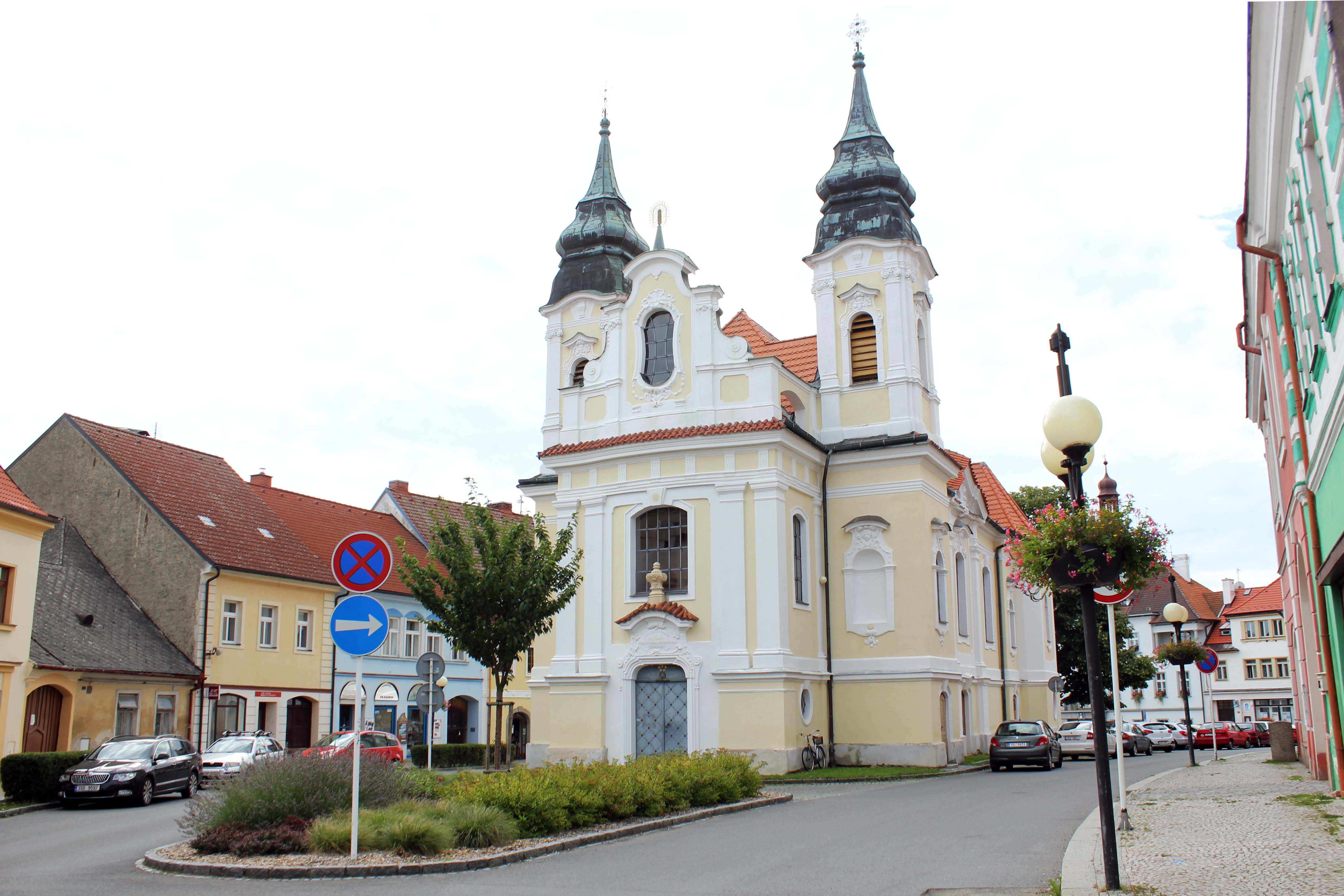
Kostel svatého Jana Nepomuckého na náměstí

- Kostel svatého Jana Nepomuckého na náměstíKostel svatého Jana Nepomuckého – Filiální kostel svatého Jana Nepomuckého na náměstí nechal postavit arcibiskup František Ferdinand Khünburg v roce 1729 podle projektu Carla Canevala. Na místě pravděpodobně dříve stával gotický kostel, který podlehl požáru. Kostel byl v letech 1904–1905 radikálně přestavěn podle plánů Josefa Fanty. Z původní podoby kostela se zachovalo pouze zdivo kostelního kůru, kde zůstala i deska osazená roku 1852 s výrokem Jakuba Jana Ryby: Abys byl lepším, pozoruj denně tvé činy a zkoumej je! Z původních zvonů kostela se dochoval pouze umíráček s obrazem sv. Barbory z roku 1730 a stejně starý zvonek u sakristie. Ostatní zvony byly zrekvírovány pro vojenské účely v roce 1916. Po válce byly odlity nové zvony, osazené v roce 1923.
- Kaple svaté Anny – Kaple byla postavena u mostu pod zámeckou věží roku 1765 za arcibiskupa Antonína Petra hraběte Příchovského. Byla zasvěcena sv. Anně a opatřena sousoším svaté Anny vyučující pannu Marii, oltářem a starou ručně kovanou mříží. Socha svaté Anny z lipového dřeva je dnes umístěna v Podbrdském muzeu. Kaple je chráněna jako kulturní památka.[128]

### Profánní stavby

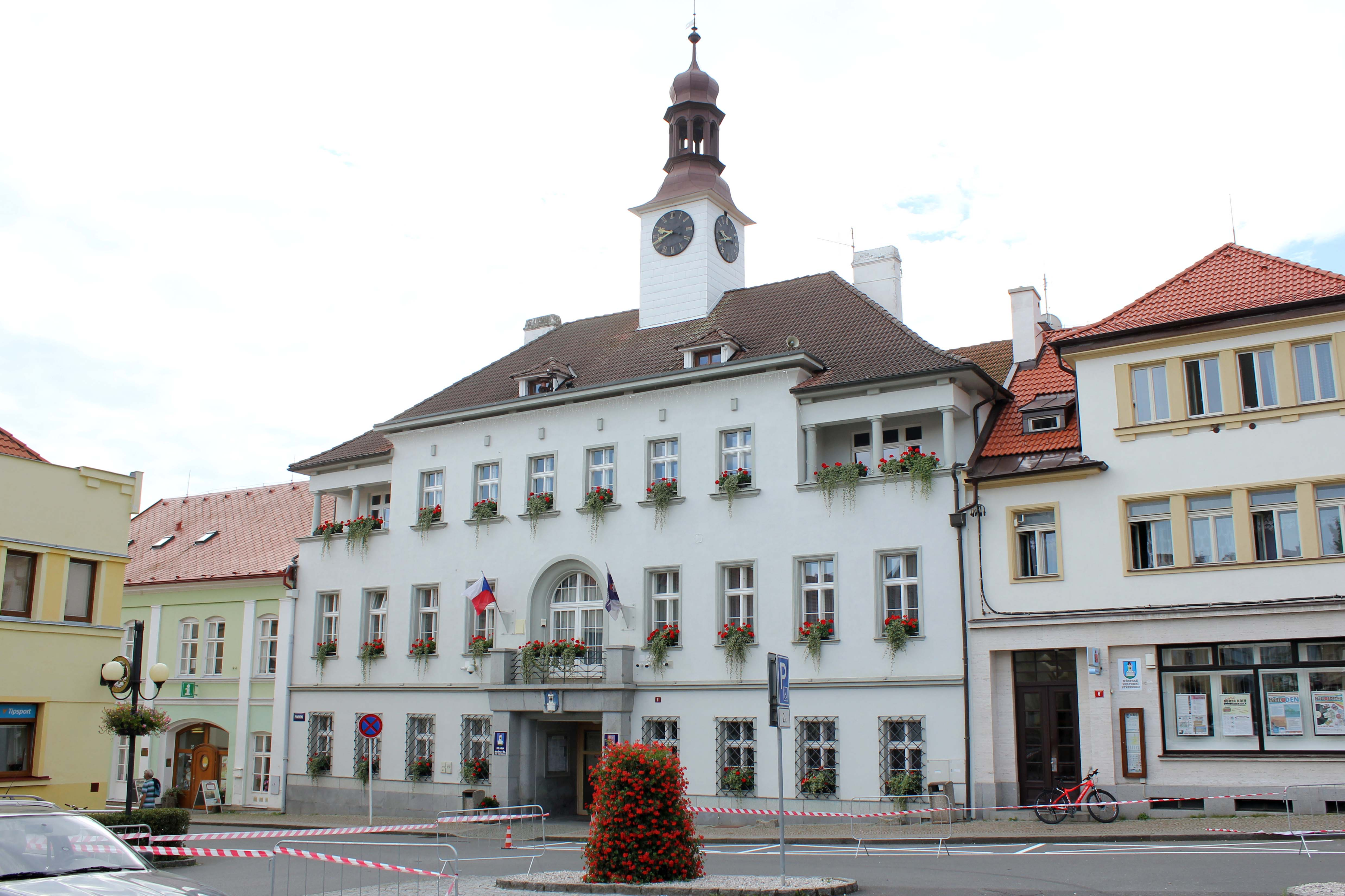
Radnice

- Zámek Rožmitál (2023)RadniceZámek Rožmitál – Původně gotický hrad Rosenthal, kolem něhož vzniklo nové město. V 16. století byl přestavěn na renesanční zámek. Byl majetkem Pánů z Rožmitálu, Gryspeků z Gryspachu a po bitvě na Bílé hoře byl až do roku 1948 majetkem pražského arcibiskupství. Po únorovém převratu byl zestátněn. Do začátku 70. let 20. století zámek užívaly Československé státní lesy, které zde zřídily byty pro zaměstnance a kanceláře. V roce 1974 byl zámek převeden do majetku města, které začalo s nutnými opravami. K otevření zámku pro veřejnost ale nikdy nedošlo. V roce 1990 byl zámek vrácen Arcibiskupství pražskému, jež však nemělo prostředky na jeho opravu, proto hledalo soukromého investora. Tím se stal americký právník Roderick Marshall a jeho nově založená společnost Trinity Coop. Marshall se sta většinovým majitelem a 20% zůstalo arcibiskupství. Nový investor navázal na započaté opravy, dokončil domek správce, ale krátce poté práce na zámku ustaly.[129] V roce 2011 Arcibiskupství pražské převedlo svůj podíl na firmu The Spalena Company. V průběhu dalších let zámek chátral, zřítila se přilehlá stodola a propadla se střecha na objektu bývalého pivovaru, za což byl majitel pokutován památkovým ústavem. Změna nastala v roce 2018 kdy se podařilo opět navázat kontakt s majiteli. O zámek se stará spolek Rožmitálský zámek, který se snaží obnovu a zpřístupnění zámku veřejnosti. Zámek je v letní sezóně otevřen každou sobotu a v rámci kulturních akcí.[130]

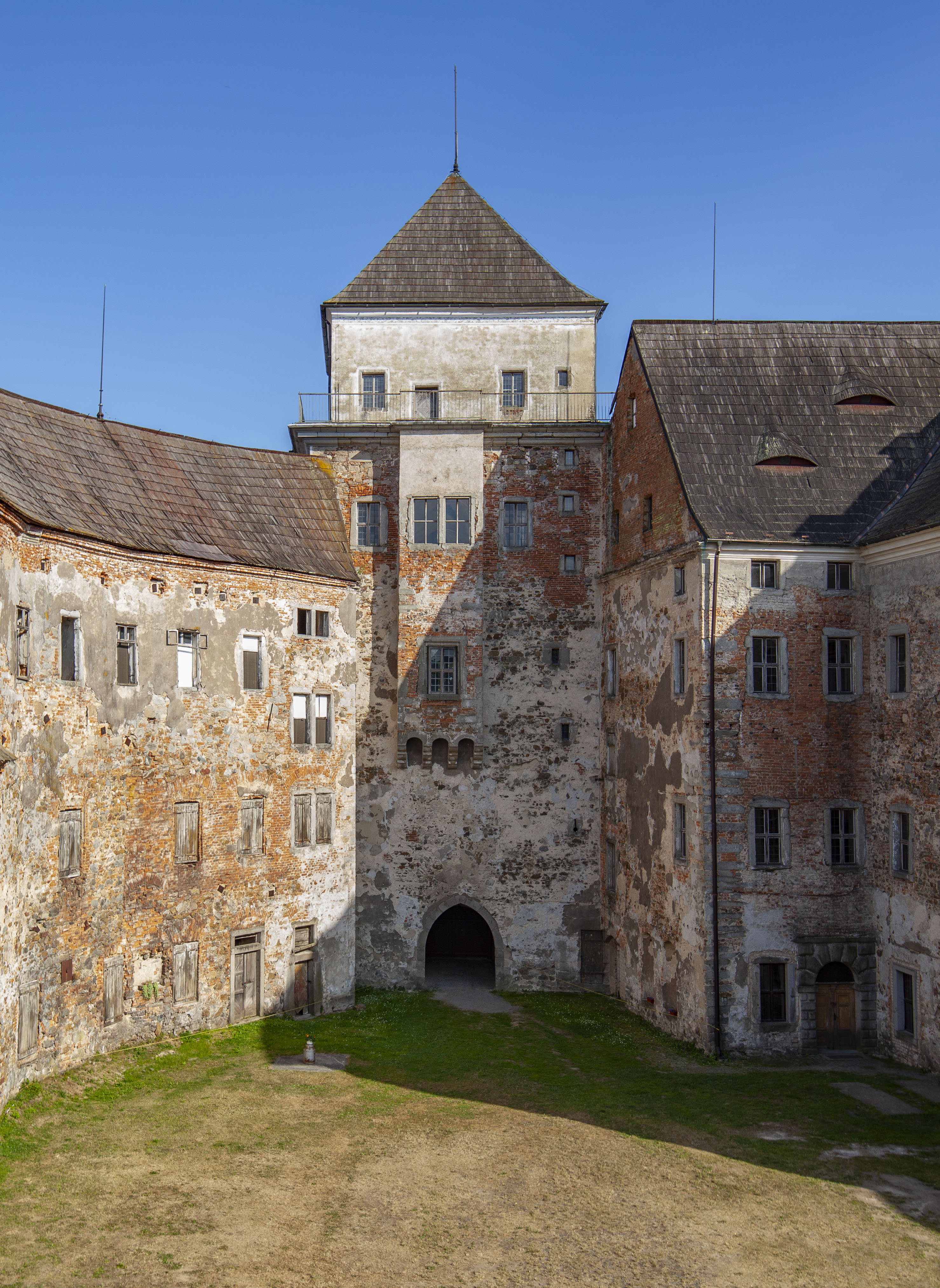
Zámek Rožmitál (2023)

- Radnice – Budova vznikla na místě původního měšťanského domu. Její dnešní jádro pochází z roku 1837. Na radniční věž byly tehdy přeneseny hodiny ze staré, zrušené brány, která se dříve nacházela dole pod náměstím v Palackého ulici. Dříve jednopatrová budova byla přistavěna o další patro roku 1936. Tehdy byla také rozšířena západním směrem. V této době zde sídlilo poštovní a telegrafní úřad, Husovy knihovny města Rožmitála, muzejní skladiště, zasedací síň, kancelář s archivem a nacházely se zde také byty strážníků, byt tajemníka a šatlava. V roce 1941 byl na radnici pořízen obraz Pasování Jaroslava Lva z Rožmitálu na rytíře od akademického malíře Jana Šebka.[131] Dalších opravy proběhly 70. letech, kdy se povedlo zmodernizovat všechny prostory a byl zrekonstruován i exteriér radnice. Ve dvoře radnice byla zřízena sauna, klub důchodců a prostory pro další služby.[132]

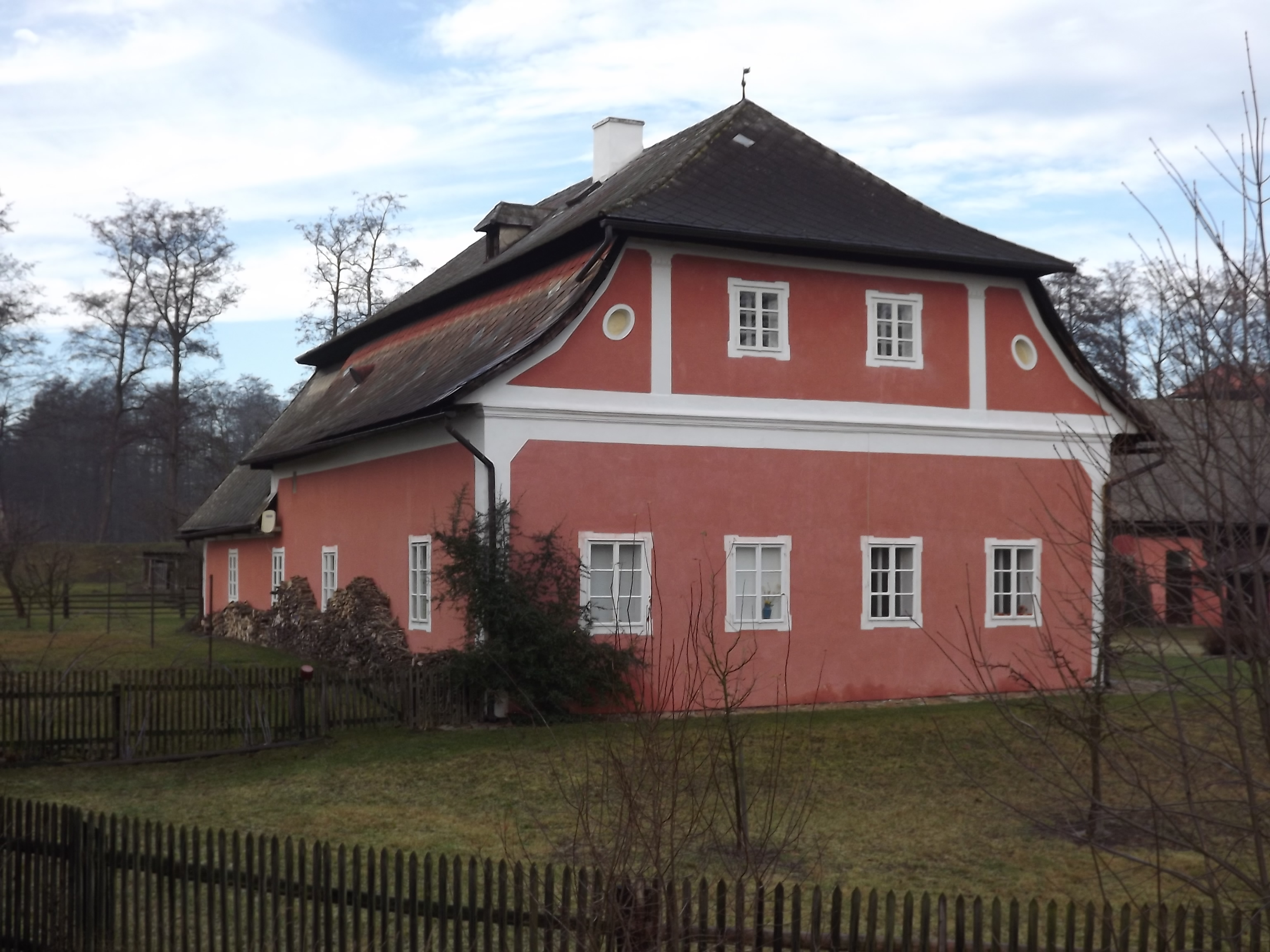
Forsthaus U Lipků

- Panský dům – Panský dům na náměstí je stavba z roku 1772. Na místě staršího domu datovaného již v roce 1565, kde býval starý zájezdní hostinec patřící Gryspekům, nechalo arcibiskupství pražské postavit panskou hospodu. V první polovině 20. století byl Panský dům rozšířen o další patro a stal se nejznámější restaurací v Rožmitále. Během protektorátu jej zabrali Němci.V této době vzniklo také sgrafito na fasádě domu od malíře Jana Šebka, kde je vyobrazen Jaroslav Lev z Rožmitálu a na Blatné.[132] V květnu 1945 zde složili zbraně vojáci wehrmachtu usídlení ve městě. Po roce 1948 se z budovy stal Dům odborů, poté jej převzaly Restaurace a jídelny v Příbrami. Postupně dům chátral, po revoluci jej získalo město. V roce 1998 jej získalo zpět arcibiskupství, které Panský dům zrekonstruovalo a provozuje v něm hotel.[133]

- Forsthaus U Lipků – Pozdně barokní dům, stojící na místě bývalo starší renesanční sídlo z 2. poloviny 16. století. Bydlela zde Johanna, rozená Malovcová, vdova po Florianu Gryspekovi (1592–?). Poté co byl Gryspekům zkonfiskován všechen majetek po bitvě na Bílé hoře, byla nucena dům prodat arcibiskupu Harrachovi. V domě bývala lesní kancelář. Dům spíše panského stylu má mohutnou mansardovou střechu a půdorys písmene L. Později byl klasicistně upraven. Je chráněn jako kulturní památka.
- Plotejz – Dům č.p. 45 z přelomu 18. a 19. století. Bývala v něm hospoda zámecké chasy. Zděný přízemní nárožní dům na nepravidelném lichoběžníkovém půdorysu je završený šindelovou sedlovou střechou s kabřincem. Je jednou z mála historických staveb, které se zachovaly po požáru města v roce 1871. Posloužil jako exteriér Rybovy školy ve filmu Noc pastýřů (1992). Je chráněn jako kulturní památka.
- Měšťanský dům č.p. 2 – Dům stojí u zámku na místě bývalé panské kovárny. Jeho jádro bylo vystavěno ve druhé polovině 18. století. Fasády byly klasicistně upraveny v 19. století. Bydlel zde  lesník a vynálezce Karel Daniel Gangloff[134] a později také Adolf Růžička, lékař a první fotoamatér v Rožmitále. V roce 1980 byl dům přebudován na restauraci. Je chráněn jako kulturní památka.[135]

### Pomníky
- Pomník obětem 1. a 2. světové války v ulici Palackého se sochou legionáře od Josefa Bílka (1930). Autorem návrhu pomníku je architekt Vilém Kvasnička.[136]
- Pomník obětem 1. a 2. světové války na návsi a na hřbitově u kostela Povýšení Svatého Kříže ve Starém Rožmitále
- Pamětní deska Jakuba Jana Ryby na domě č.p. 26 v ulici Rybova, kde dříve stávala škola v níž Ryba učil
- Pamětní deska Jakuba Jana Ryby na budově bývalé obecní školy, kde se nachází ZUŠ Jakuba Jana Ryby a byla po něm pojmenována ZŠ Jakuba Jana Ryby
- Pamětní deska České mše vánoční „Hej mistře”, na kostele Povýšení Svatého Kříže ve Starém Rožmitále. Pamětní desku osazenou v roce 1990 vytvořila akademická sochařka Eva Sprangerová

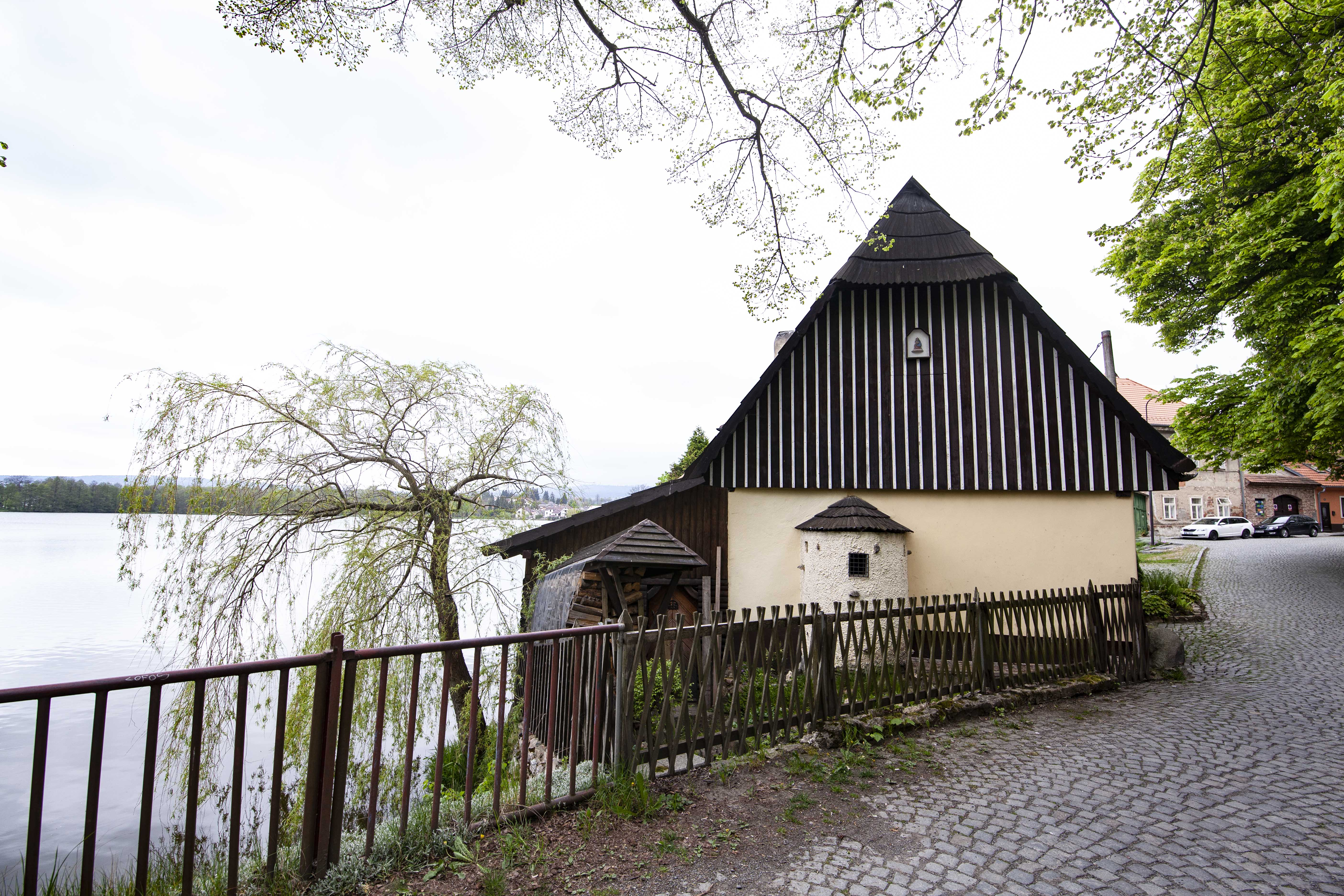
Plotejz

- PlotejzPamětní deska Bartoloměje Sadílka, který v roce 1738 vedl selskou vzpouru proti neúnosným robotním povinnostem, na domě č.p. 23 v ulici Rybova ve Starém Rožmitále. Deska byla bývalém gruntu B. Sadílka osazena v roce 1930, na popud spisovatele Rudolfa Hofmeistera. Za desku byla umístěna schránka s opisem vzpoury podle urbáře z roku 1740, který zhotovil Vladilav Hřímalý. Po Bartoloměji Sadílkovi je také pojmenováno nábřeží podél Vlčavy ve Starém Rožmitále[137]
- Pamětní deska Rudolfa Hofmeistera na domě č.p. 41 v ulici Hofmeisterova, kde spisovatel žil. V roce 1933 byla ulice Komenského v níž se nachází Hofmeisterův dům, přejmenována na Hofmeisterova
- Pamětní deska s bustou Rudolfa Hofmeistera na domě č.p. 64 v ulici Příkopy, kde byl spisovatelův rodný dům
- Pomník Ing. Františka Lízla, vedoucího ilegálního protinacistického odboje za 2. světové války, v ulici Sadoňská u Sadoňského rybníka. Pomník navrhl a nechal osadit rožmitálský malíř Miroslav Hásek. Po Františku Lízlovi byla pojmenována také ulice Ing. Lízla vedoucí z náměstí k zámku.
- Pamětní deska padlým lesákům ve 2. světové válce, byla osazena na zámku, během rekonstrukce byla sňata a uložena v zámku
- Pamětní deska spisovatele K. J. Beneše na domě č.p. 442 v ulici Klikova, kde žil se svou manželkou Ervínou Brokešovou
- Ulice Klikova byla pojmenována podle prvního prvorepublikového starosty Rožmitálu Gustava Kliky; ulice Čelakovské-Rajské byla podle rodačky Bohuslavy Rajské

### Přírodní památky
V katastru obce se nachází několik přírodních památek:
- Hřebenec
- Třemešný vrch
- Rožmitál pod Třemšínem

## Turistika

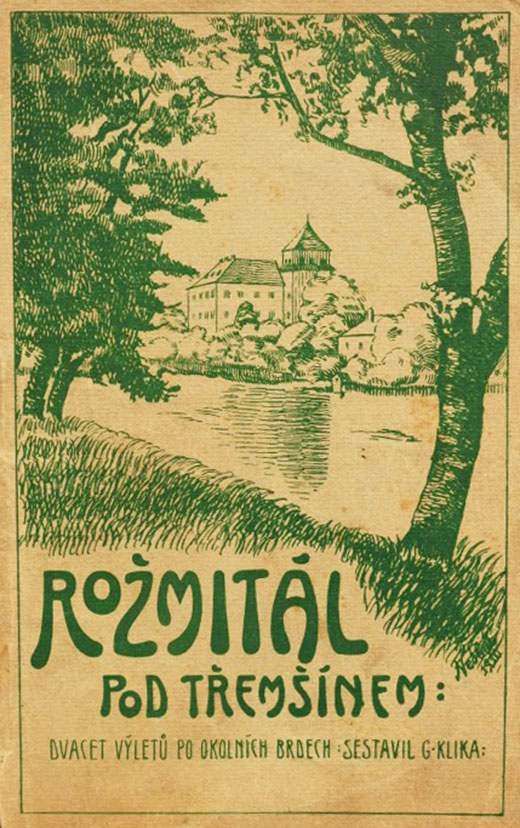
Brožura dvaceti výletů po Brdech (1910), kterou sestavil Gustav Klika

Organizování turistického ruchu ve městě začalo teprve v roce 1918, kdy byl zřízen odbor Klubu českých turistů. V poválečných letech byly vyvěšeny první turistické mapky, zřízena rozhledna na Bílé skále a lavičky poblíž Kašparovského rybníka. Turismus v Rožmitále však ani v dalších letech nebyl na výši, protože se v okolí Rožmitálu nevyskytují žádná romantická místa. Propagátory rožmitálské turistiky byli Václav Nedbal (otec herce Miloše Nedbala), Gustav Klika a Ing. František Hoffmeister. Do organizace turistických akcí se zapojoval také Václav Matoušek. Nejvýznamnějšími akcemi jsou čtyři celostátní pochody: Novoroční výstup na Třemšín, Třemšínskými hvozdy, Podzimní toulky a Vánočním krajem Rybovým.
- Do města vede cyklotrasa č. 8190 Bohutín – Láz – Nepomuk – Rožmitál pod Třemšínem
- Z města vycházejí turistické trasy:
  - červeně značená trasa Rožmitál pod Třemšínem – Hutě pod Třemšínem – Třemšín
  - modře značená trasa Rožmitál pod Třemšínem – Vysoká u Příbramě – Příbram
  - zeleně značená trasa Rožmitál pod Třemšínem – Buková – Hutě pod Třemšínem.
- Přes Rožmitál vede Všerubská trasa, jižní varianta Svatojakubské cesty, která vede od kostela svatého Jakuba v Praze, dál přes Brdy, Plánickou vrchovinu až do Podšumaví.[139] Dne 28. listopadu 2020 byl u příležitosti 555 let od diplomatické cesty Jaroslava Lva z Rožmitálu „Z Čech až na konec světa”, v Rožmitále osazen svatojakubský kámen.[140]

## Kronika
Rožmitálská kronika je pravidelně zapisována od roku 1930. Prvním kronikářem se stal učitel Gabriel Brda, který byl jedním z nejdéle působícím kronikářem – kroniku vedl od roku 1930 do roku 1956 a vytvořil pět uzavřených dílů kroniky s 2426 stranami. Brda uvádí, že před ním měl kroniku od roku 1920 psát městský tajemník František Hofmeistr, ale jeho zápisy nebyly nalezeny. Brdovým nástupcem se stal lesní inženýr Ivan Hoyer, který je autorem zápisů z let 1960–1969. Dalšími rožmitálskými kronikáři byli: lesník Václav Krejzar (zápisy z let 1970–1990), strojař František Leiterman (zápisy z let 1991–2002), Jindřich Jäger (zápisy z let 2003–2005). První kronikářkou se stala zdravotní sestra Radka Feichtlová – Srnková (zápisy z let 2005–2012). Zápisy od roku 2013–2023 zapsala bývalá kulturní pracovnice a vedoucí muzea Hana Křepelková. Jejím nástupcem se stal strojař Petr Voříšek.

## Osobnosti
- Jaroslav Lev z Rožmitálu a na Blatné (1425?–1486?), vůdce mírového poselství Jiřího z Poděbrad po západní Evropě
- Johana z Rožmitálu (1430–1475), česká královna a manželka Jiřího z Poděbrad
- Zdeněk Lev z Rožmitálu (* před 1470), nejvyšší purkrabí, donátor umění
- Jakub Jan Ryba (1765–1815), skladatel
- Josef Arnošt Ryba (1795–1856), oftalmolog a pedagog
- Karel Daniel Gangloff (1809–1879), lesmistr, vynálezce šindelky nazývaný českým Archimédem
- Bohuslava Rajská (1817–1852), pedagožka a básnířka
- Vincenc Dominik Bíba (1820–1906), pedagog
- František Filipovský starší (1845–1919), flétnista, skladatel, kapelník v Přelouči, otec herce Františka Filipovského
- Adolf Růžička (1851–1941) lékař, fotoamatér
- František Blažek (1867–1937), lesní inženýr
- Rudolf Hofmeister (1868–1934), spisovatel a popularizátor vědy
- Gabriel Brda (1890–1962), učitel, kronikář, kulturní pracovník a spisovatel
- Václav Matoušek (1891–1972), učitel, archivář, historik, kronikář a publicista
- Vladislav Hřímalý (1895–1936), grafik, ilustrátor a malíř
- Karel Josef Beneš (1896–1969), spisovatel, scenárista a čestný občan Rožmitálu pod Třemšínem
- Ervína Brokešová (1900–1987), houslistka
- Antonín Zíb (1902–1972), rozhlasový herec, vypravěč a recitátor
- Miloš Nedbal (1906–1982), herec a divadelní pedagog
- František Lízl (1913–1945), lesní inženýr, velitel odboje a ilegálního revolučního výboru na Rožmitálsku
- Josef Farský (1914–1980), malíř
- Ivan Hoyer (1918–2005), lesní inženýr, regionální badatel, kronikář a genealog
- Karel Fořt (1921–2014), kněz, vězeň gestapa, redaktor Rádia Svobodná Evropa v Mnichově
- Josef Vimr (1922–2010), malíř
- Emanuel Vlček (1925–2006), lékař a paleoantropolog
- Miloslav kardinál Vlk (1932–2017), administrátor farnosti Starý Rožmitál v letech 1972–1978
- Miroslav Hásek (1934–2017) výtvarník, pedagog, publicista
- Světla Hásková (1936–2017) malířka, ilustrátorka
- Ladislav Šmíd (* 1938), lední hokejista
- Josef Černý (1939–2025), lední hokejista
- Eva Syková (* 1944), lékařka, vědkyně
- Jindřich Hásek (1947–2007) spisovatel, redaktor, historik
- Hubert Hoyer (* 1949) učitel, varhaník, regenschori, pedagog a kulturní pracovník
- Václav Hudeček (* 1952), houslový virtuos

## Zajímavosti

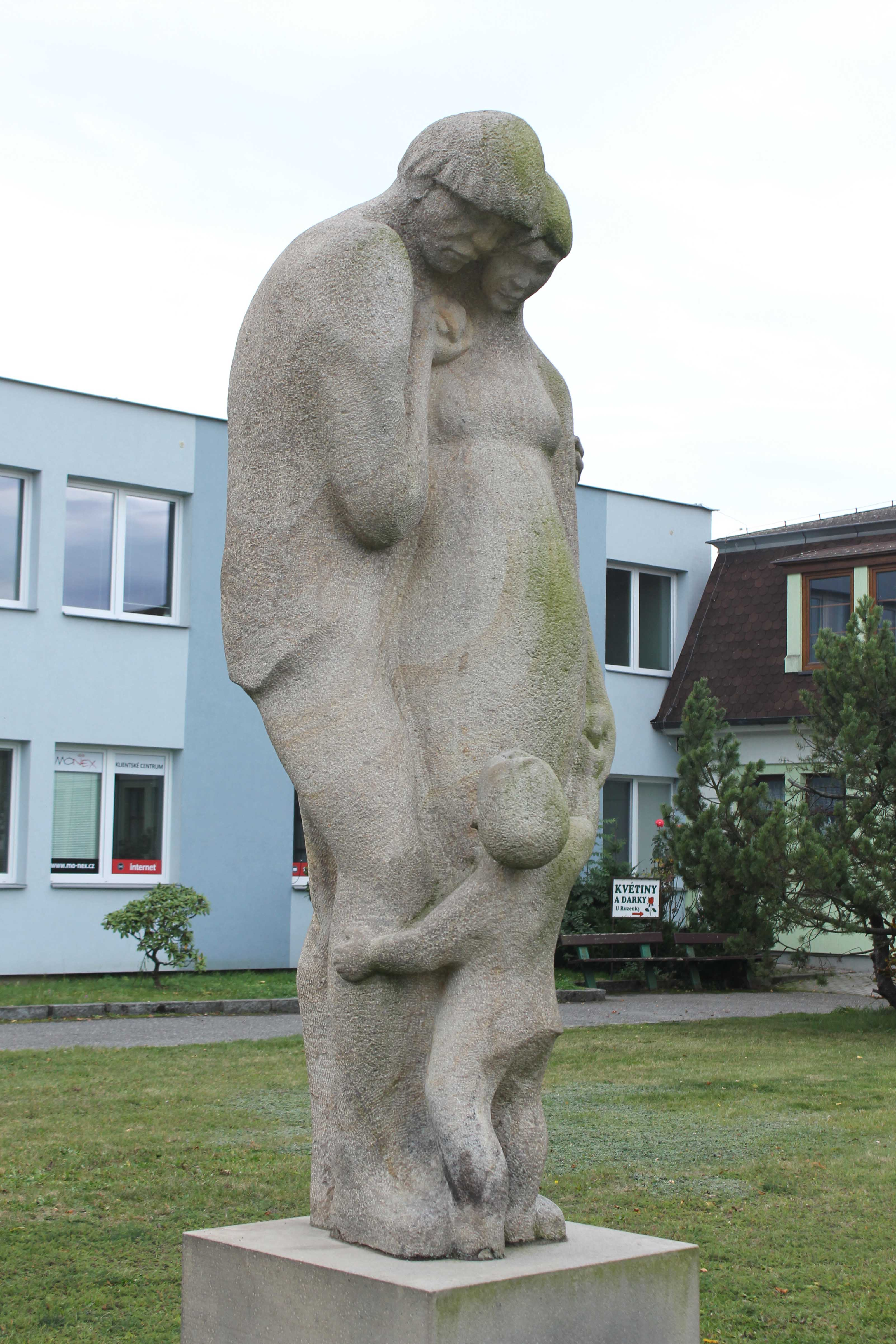
Mladá rodina – Věra Merhautová (1975)

### Umění ve veřejném prostoru
- Svatý Jan Nepomucký (1729), socha z pískovce u Kostela Povýšení svatého Kříže
- Svatý Václav s praporem a dvěma anděly (1802), socha z pískovce, kamenný most v ulici Palackého
- Svatý Jan Nepomucký, litinová socha, kamenný most v ulici Palackého
- Socha legionáře (1933) – Josef Bílek, součást pomníku obětem ve světových válkách v ulici Palackého
- Pasování pana Lva z Rožmitálu na rytíře (1941) – Jan Šebek, olejomalba v obřadní síni na městském úřadě[143]
- Jaroslav Lev z Rožmitálu a na Blatné – Jan Šebek, sgrafito na fasádě Panského domu na náměstí[143]
- Bez názvu (1972) – Vladimír Kýn, pískovcová socha u domova důchodců v ulici Na Spravedlnosti
- Mladá rodina (1975) – Věra Merhautová, před zdravotním střediskem v ulici Komenského
- Fontána (1979) – Jaroslav Vacek, původně umístěna u Obchodního střediska Třemšín, od roku 2019 v areálu firmy Timbeply[144]

### Rožmitál ve filmu
- Konečná stanice (1981, režie: Jaroslav Balík)
- Skřivánčí ticho (1989, režie: Antonín Máša)
- Noc pastýřů (1992, TV film, režie: František Filip)[145]
- Roh Gondoru (2020, krátkometrážní, režie: Šimon Pešta)[146]

### Rožmitál v literatuře
- Ty a já: deník, Ervína Brokešová (1947) – memoáry o životě v Rožmitále za 2. světové války
- Společenstvo klíčníků, Daniela Krolupperová (2012) – dobrodružný román pro mládež zasazený do Rožmitálu

## Fotogalerie

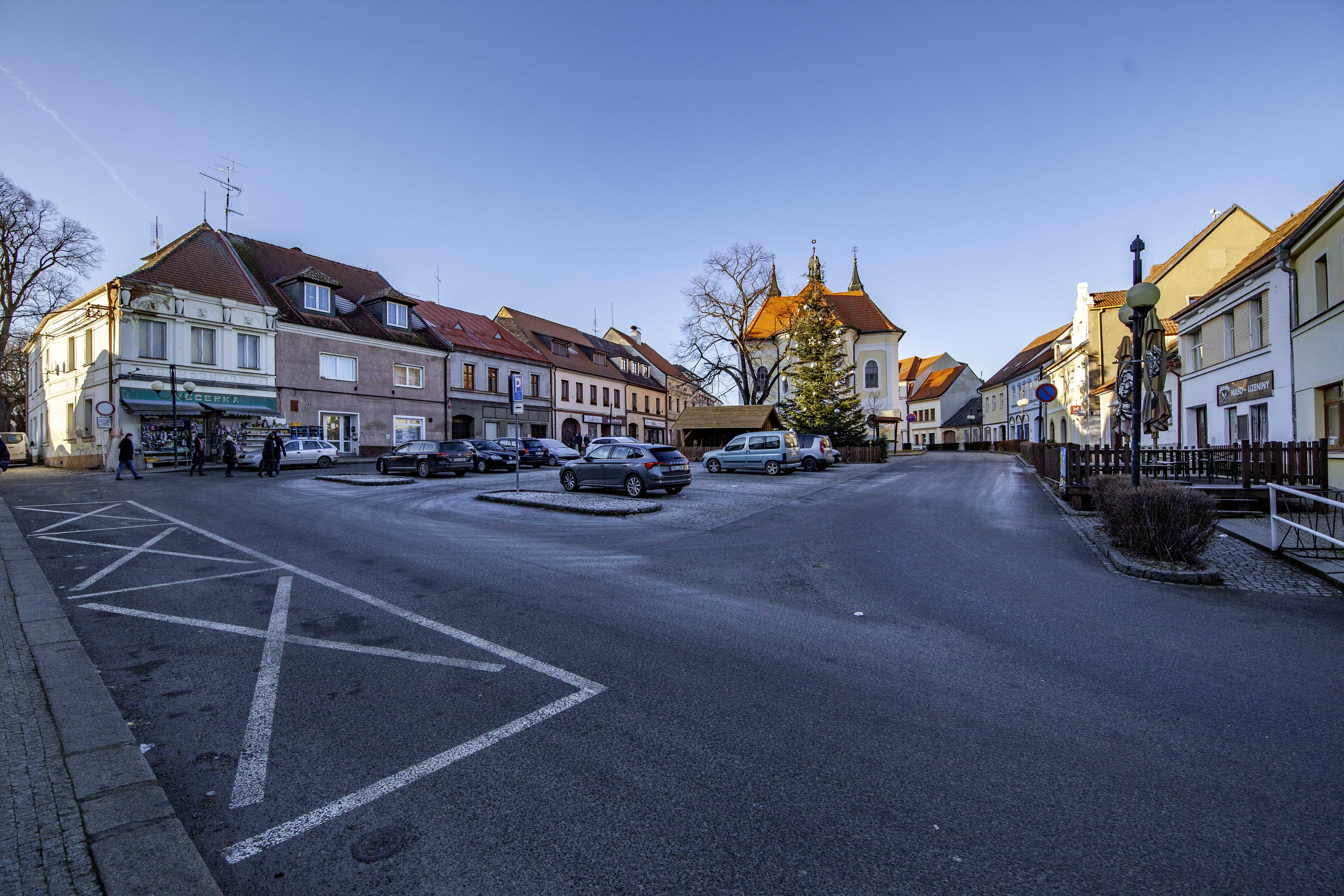
Náměstí (2024)
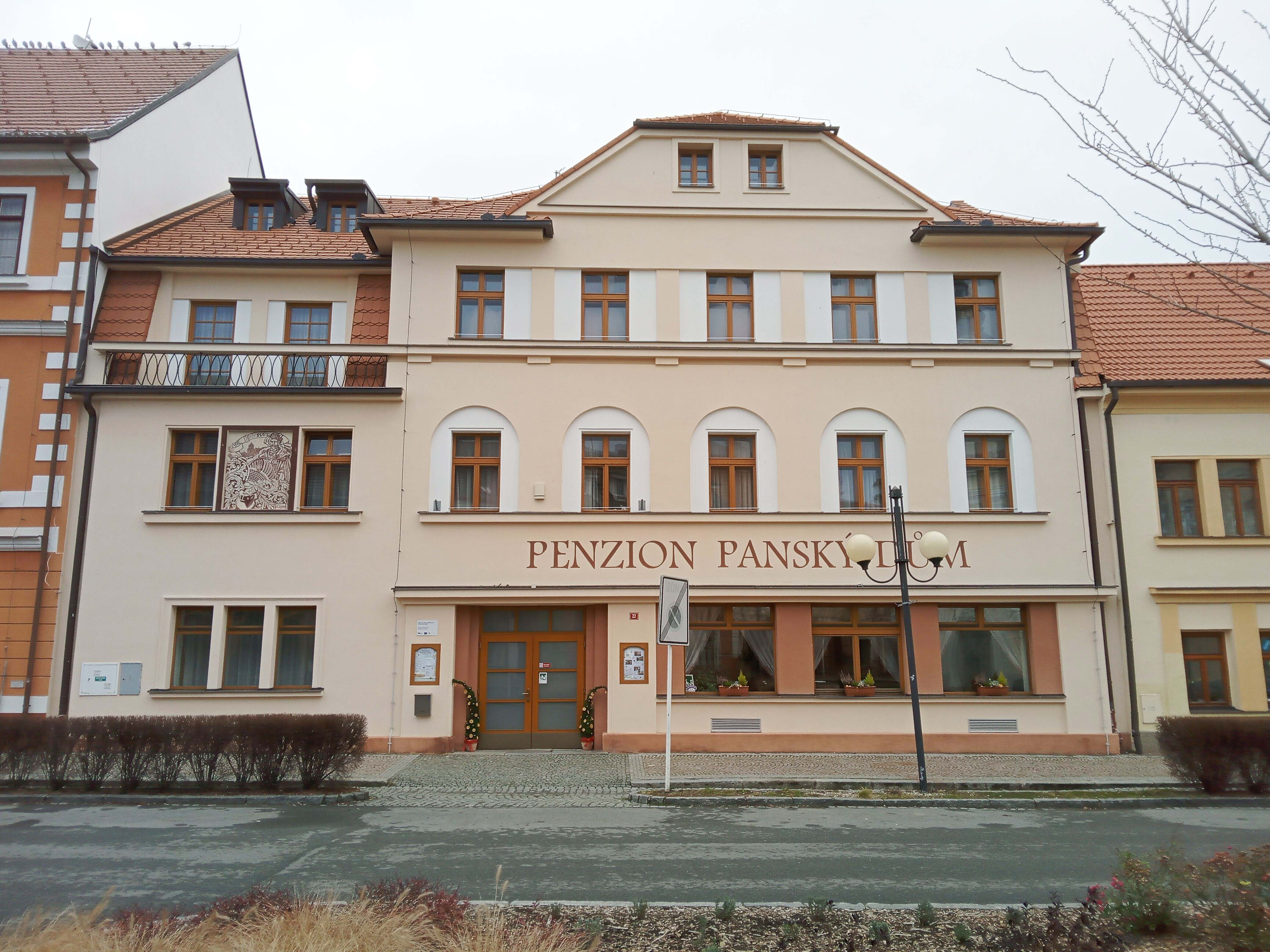
Panský dům na náměstí
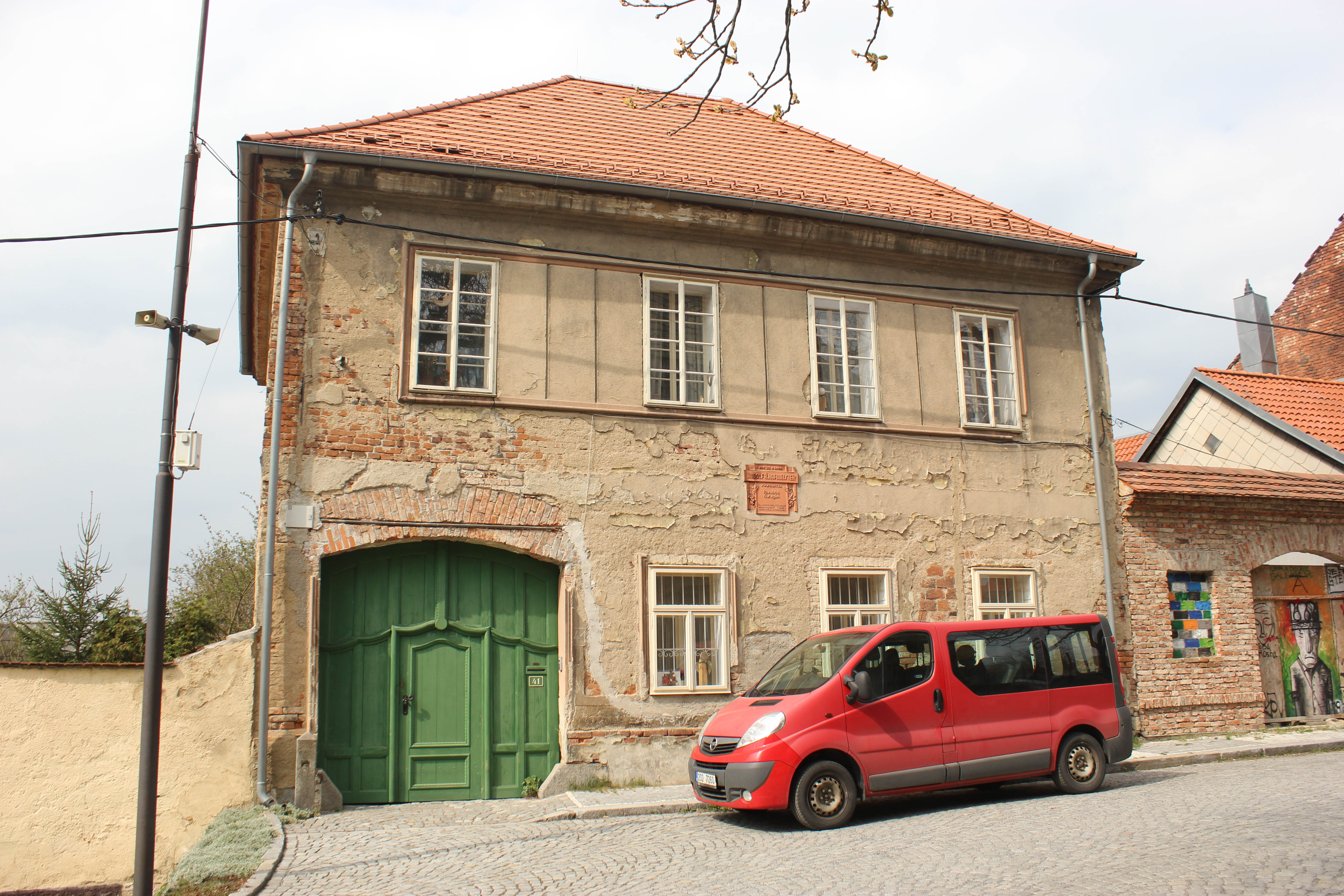
Hofmeistrův dům
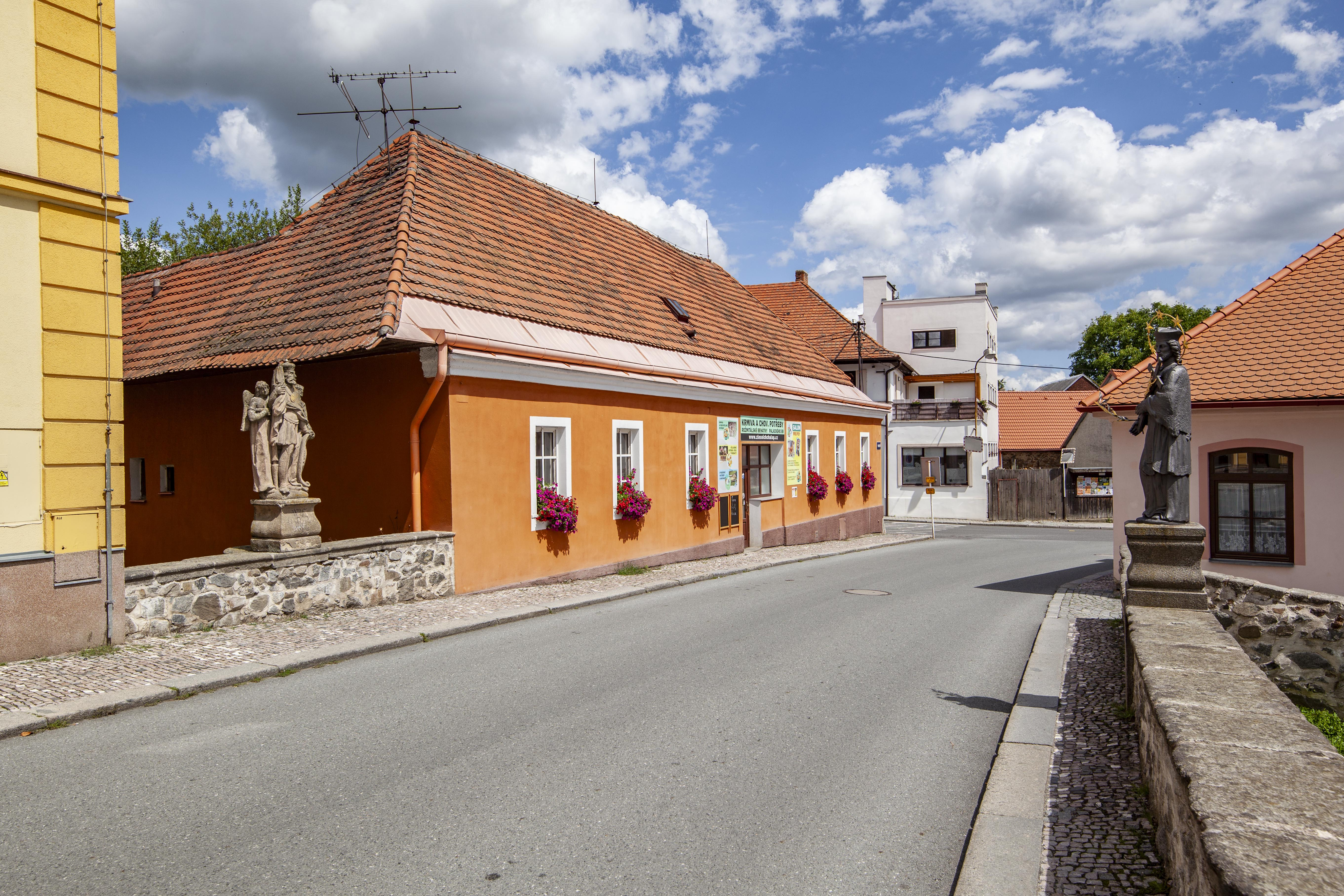
Silniční most se sochami sv. Václava a sv. Jana Nepomuckého, Palackého
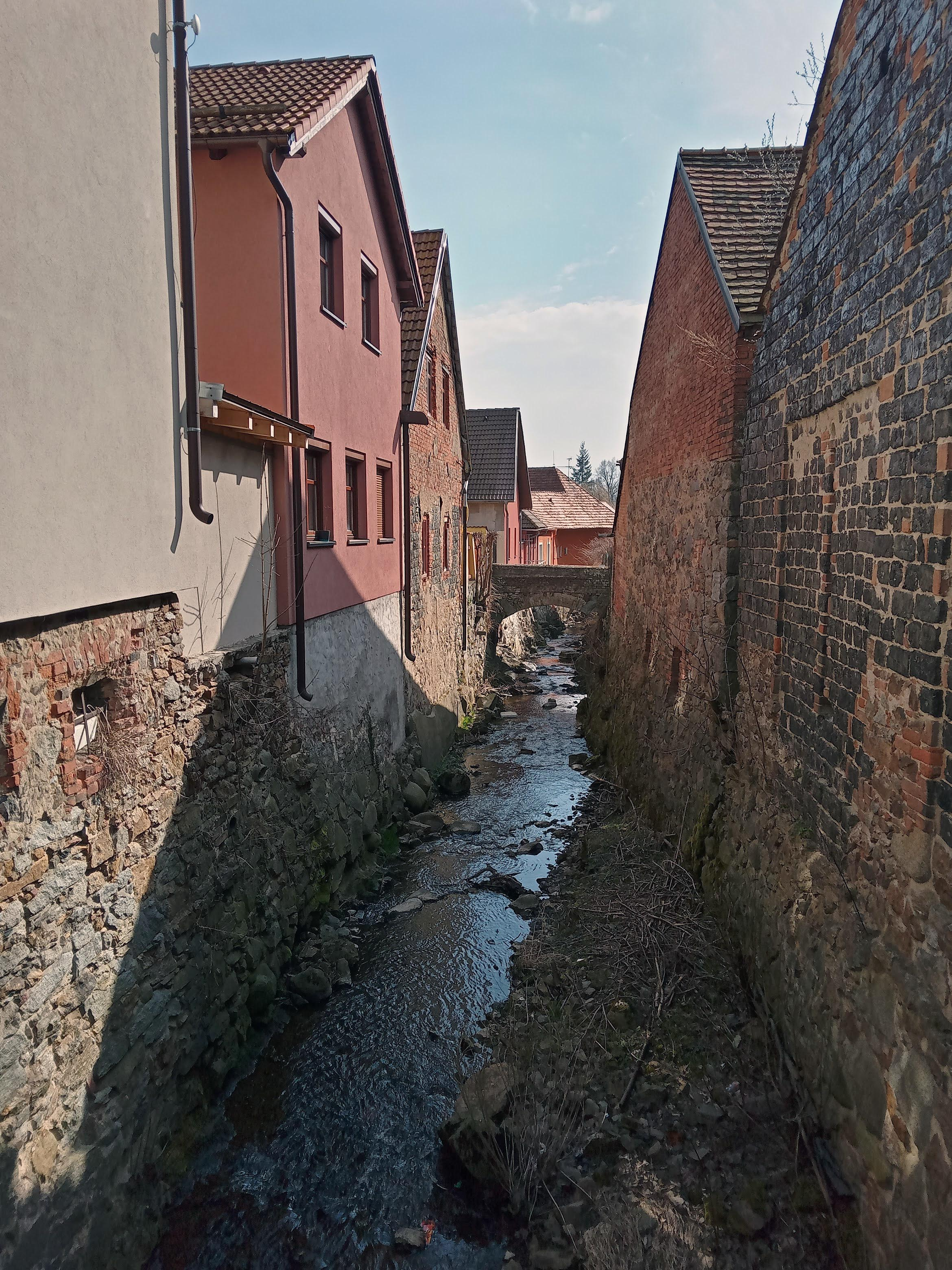
Jalový potok
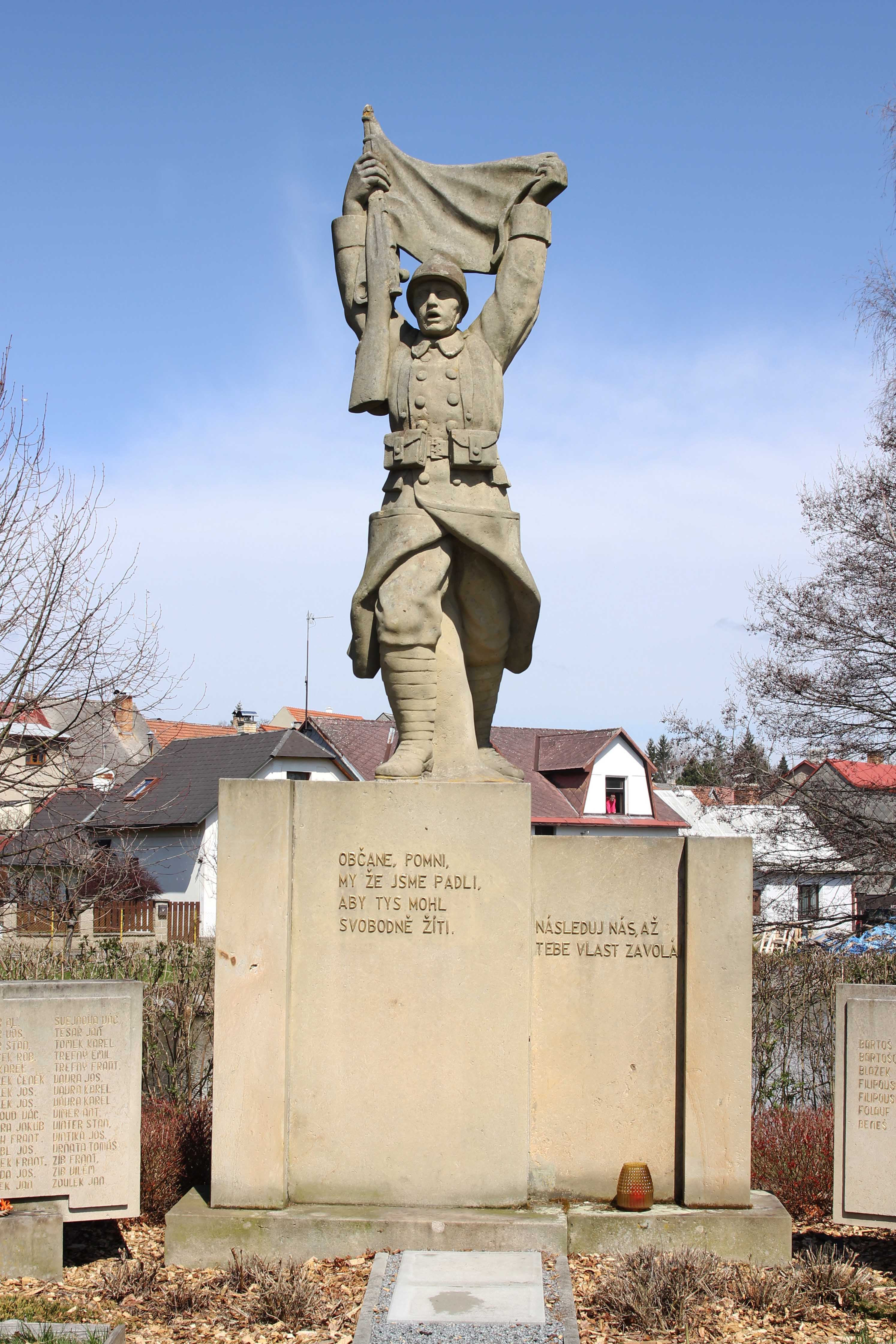
Pomník obětem 1. a 2. světové války, Palackého
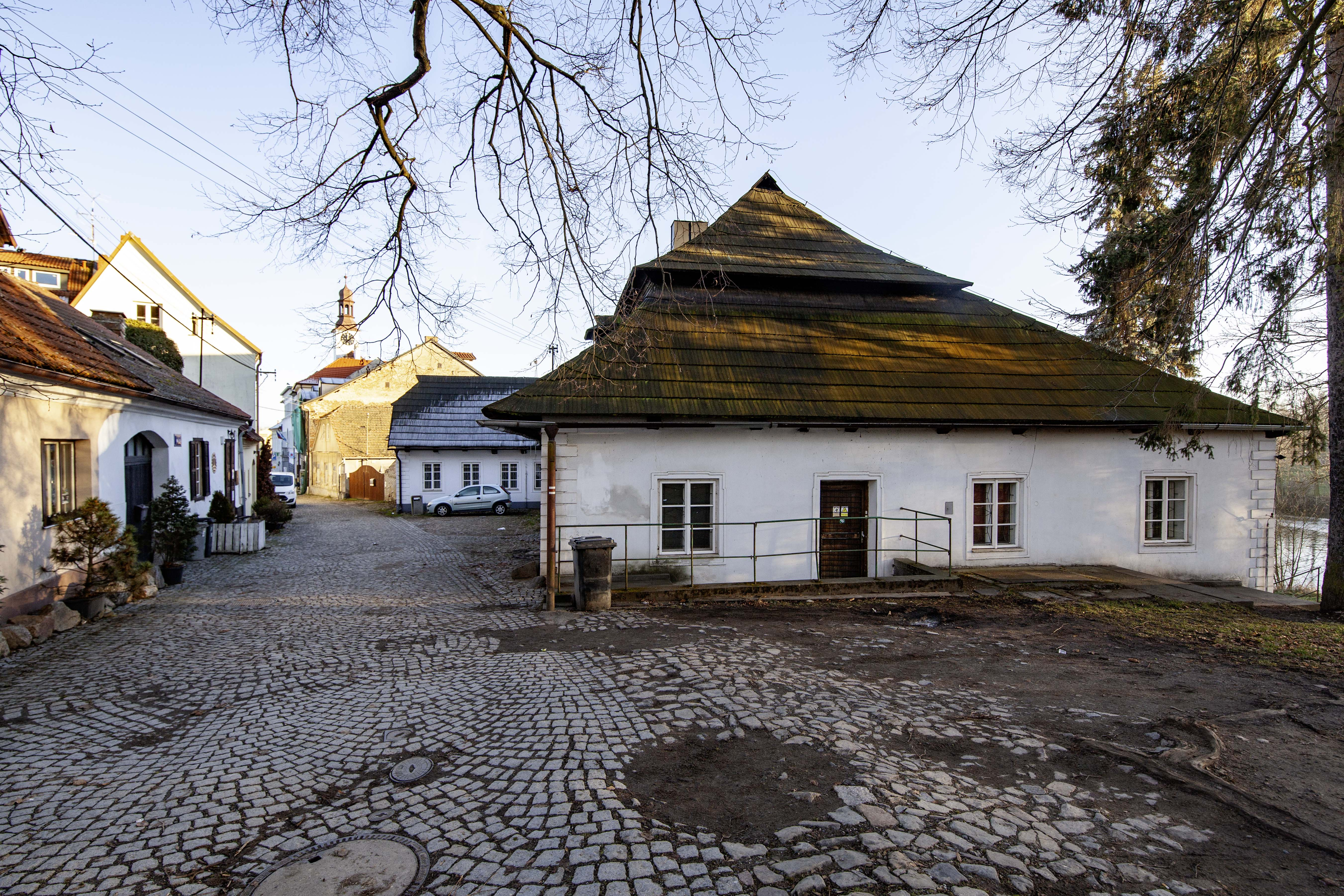
Zámecká hospoda
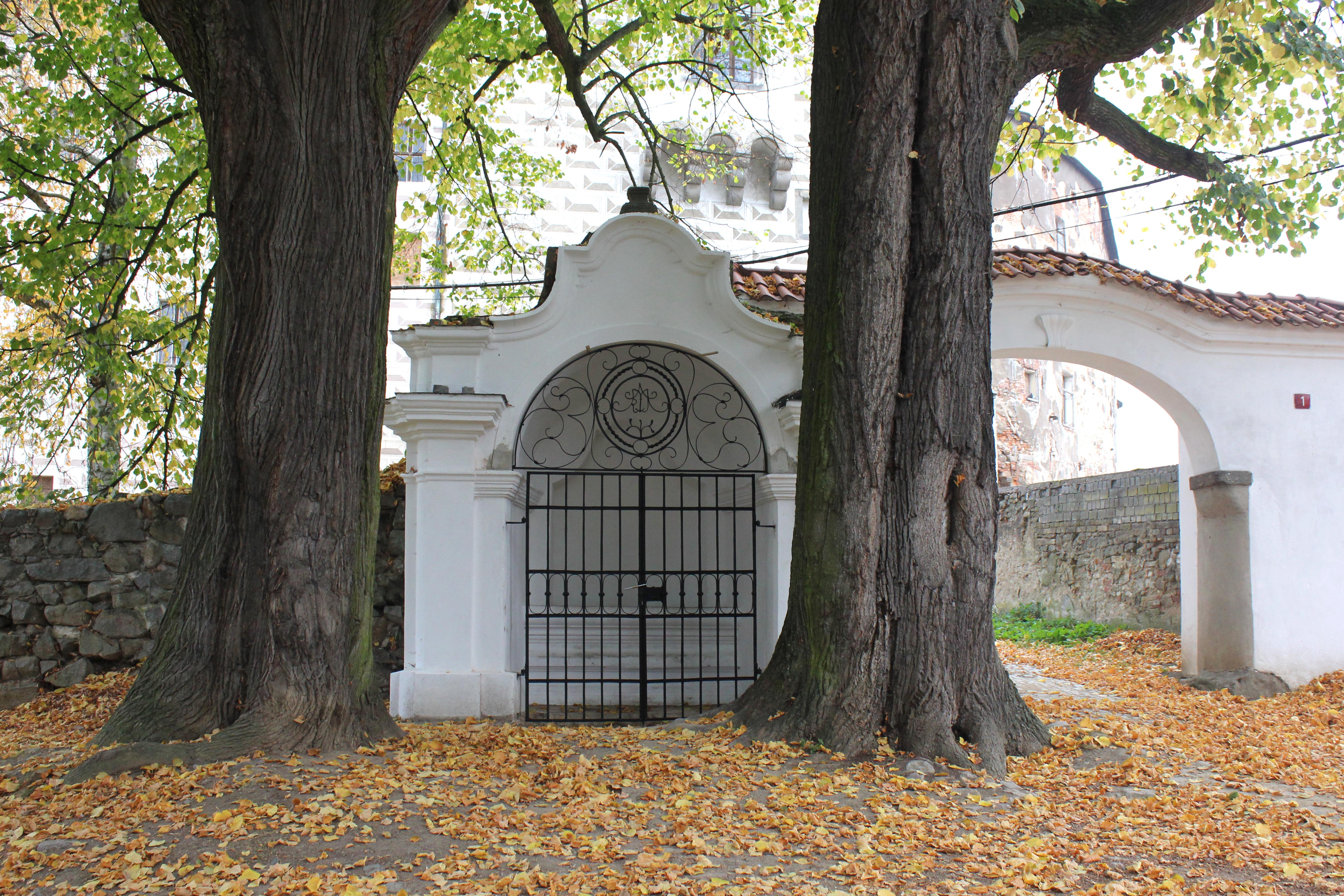
Kaple svaté Anny
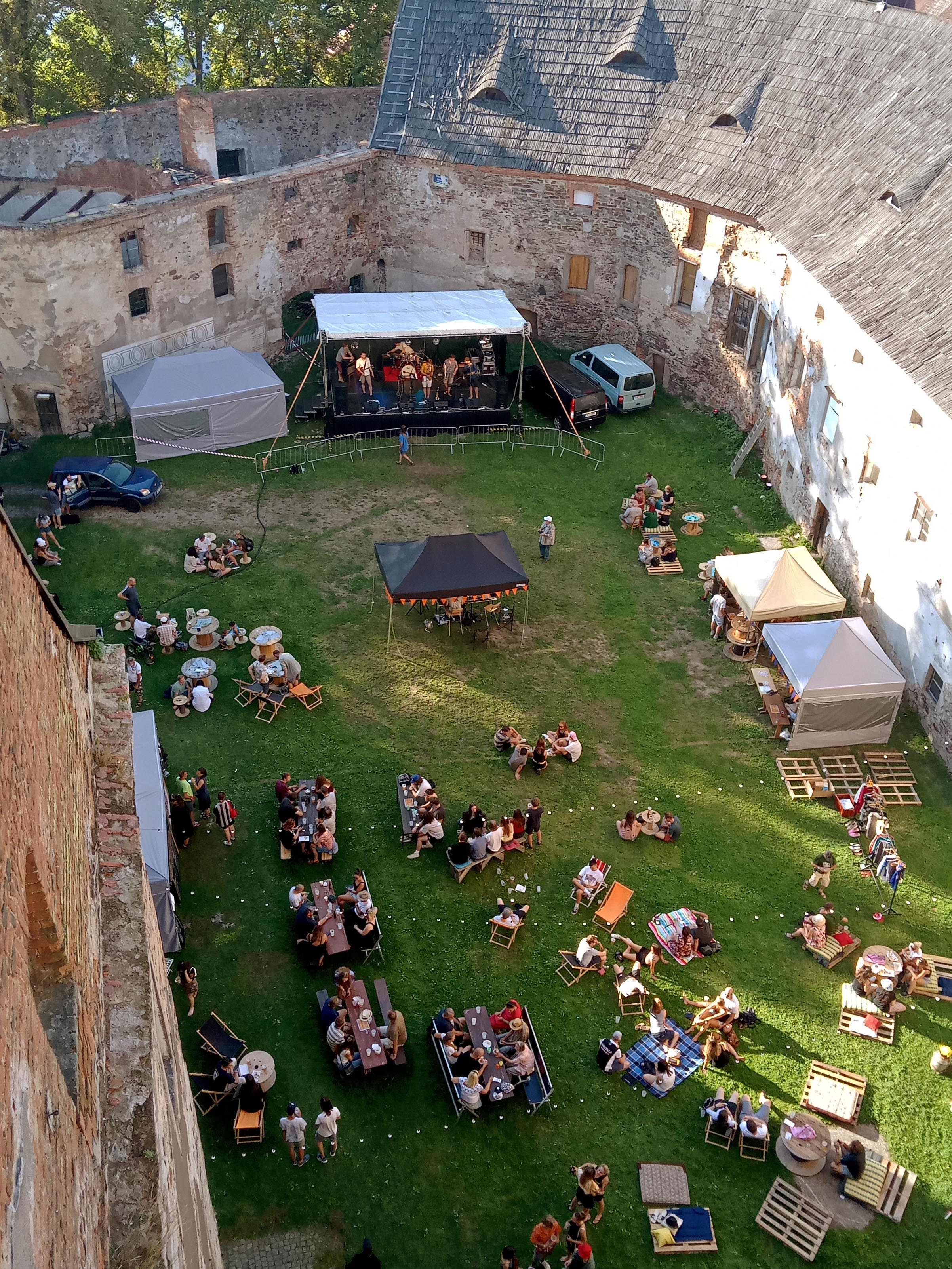
Festival Repete fest 2021 na zámku Rožmitál
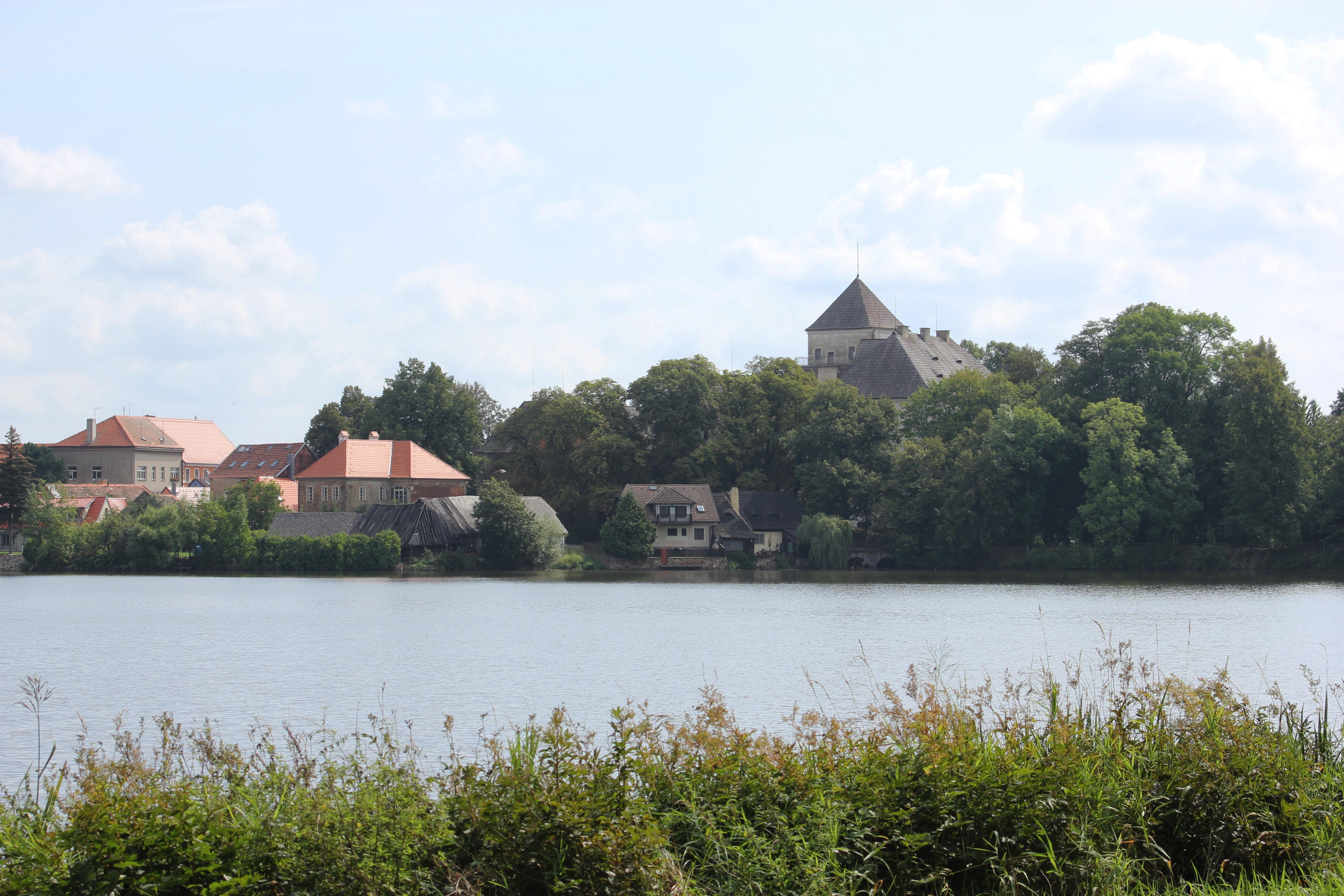
Podzámecký rybník